# Biserica de lemn din Săliște, Cluj

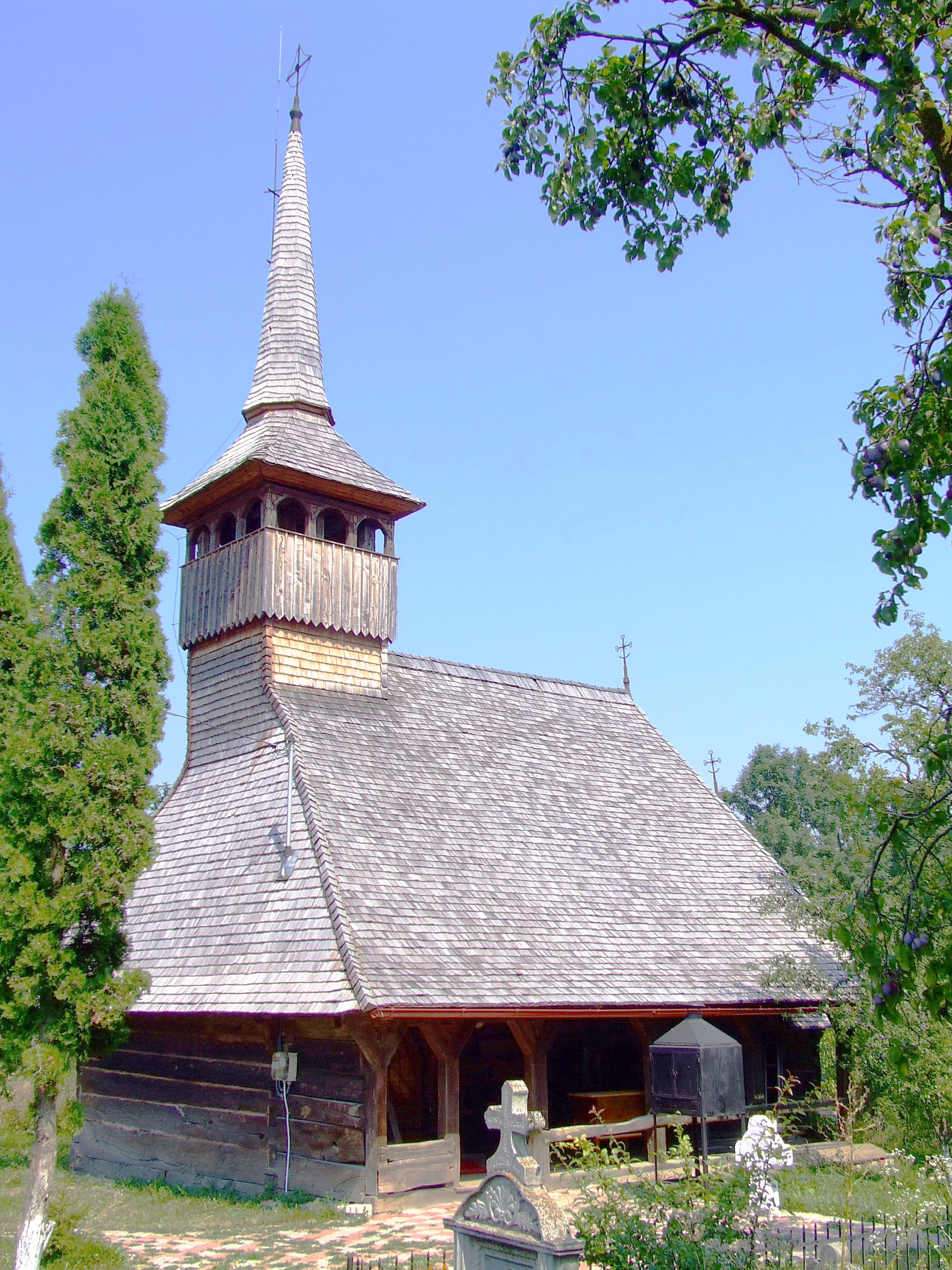
Biserica de lemn din Sălişte, județul Cluj, 2008

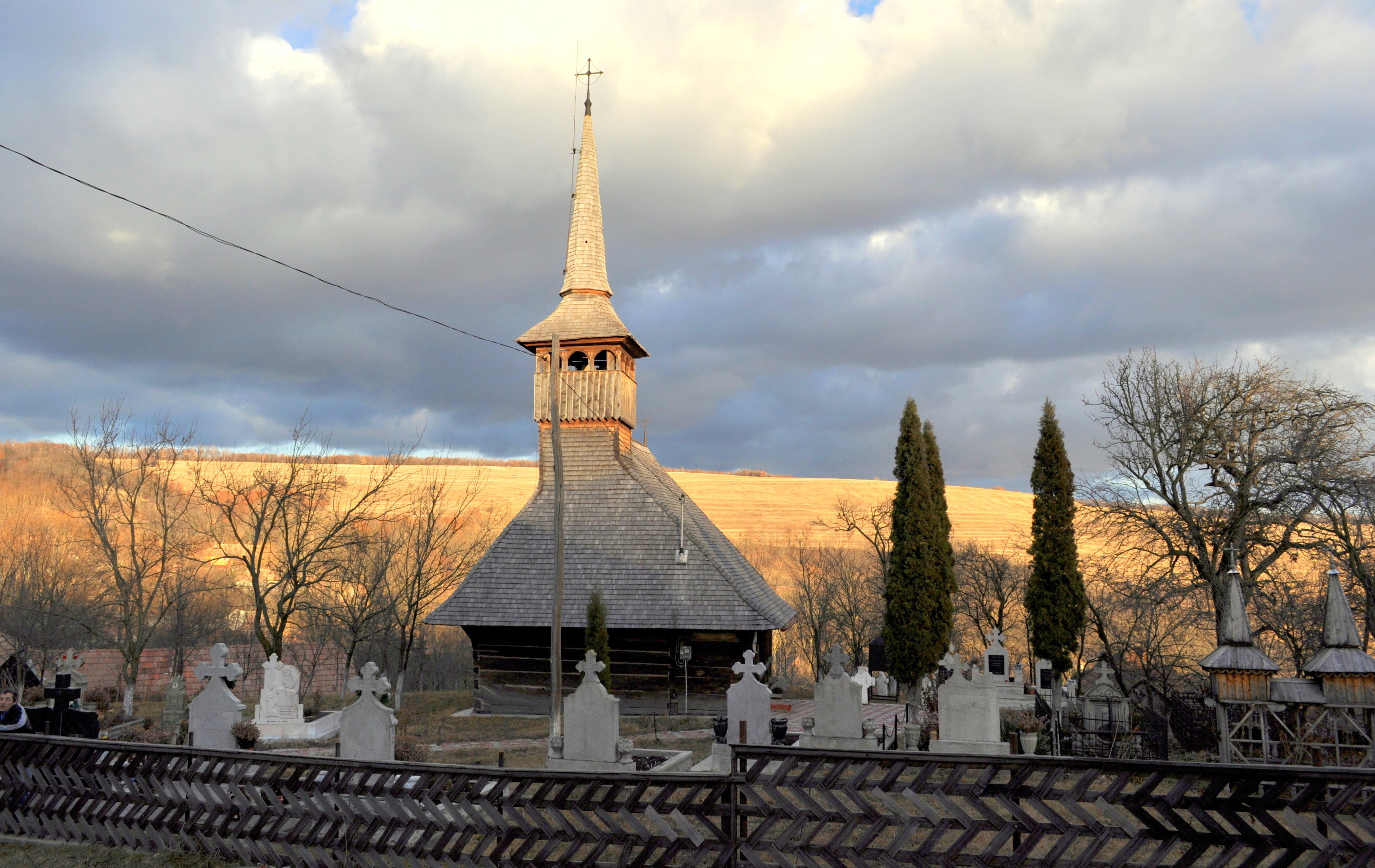
Biserica de lemn „Sfinții Arhangheli Mihail și Gavriil” din Săliște, județul Cluj, foto: decembrie 2011.

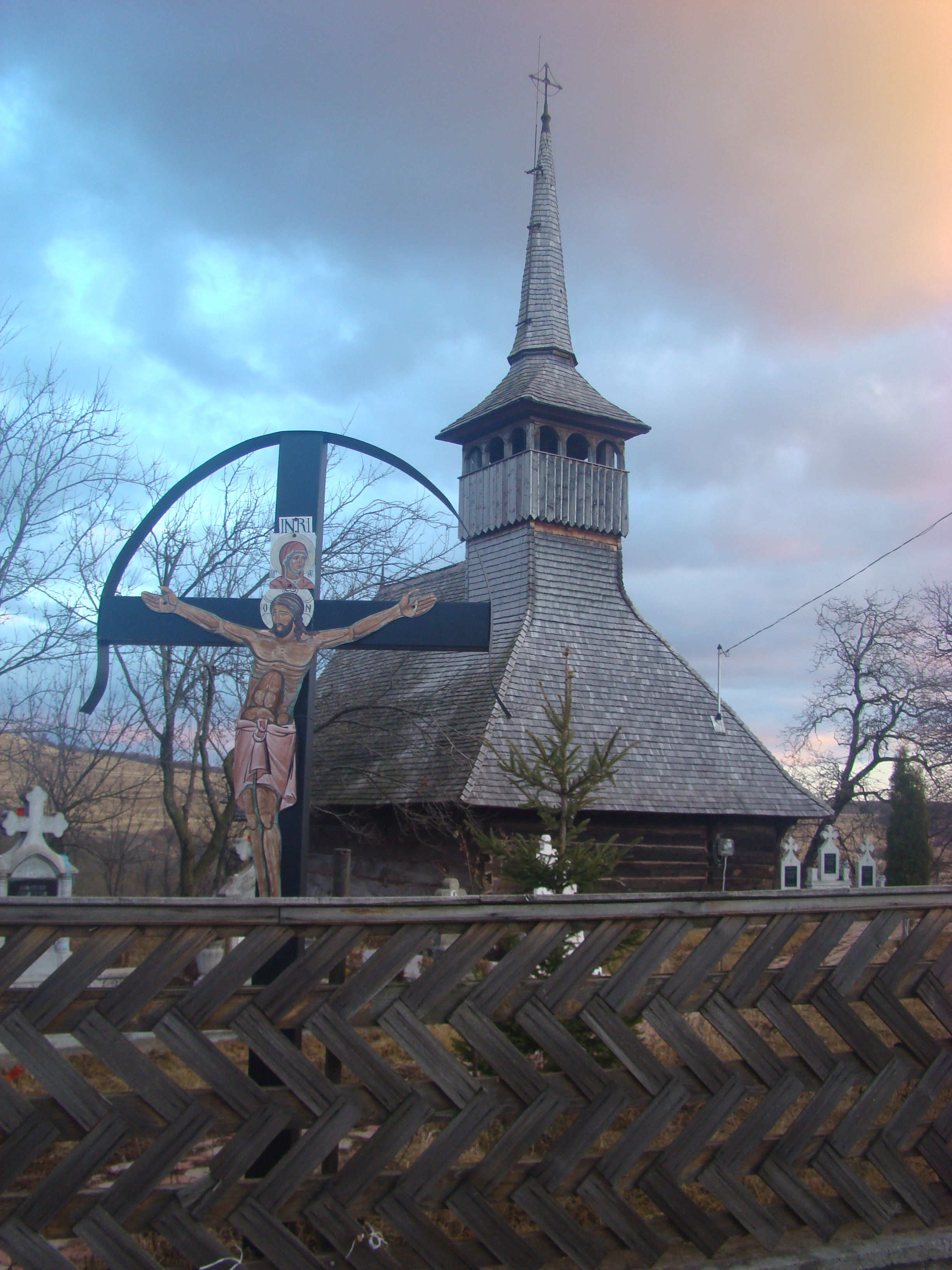
Biserica de lemn „Sfinții Arhangheli Mihail și Gavriil” din Săliște, județul Cluj, foto: decembrie 2011.

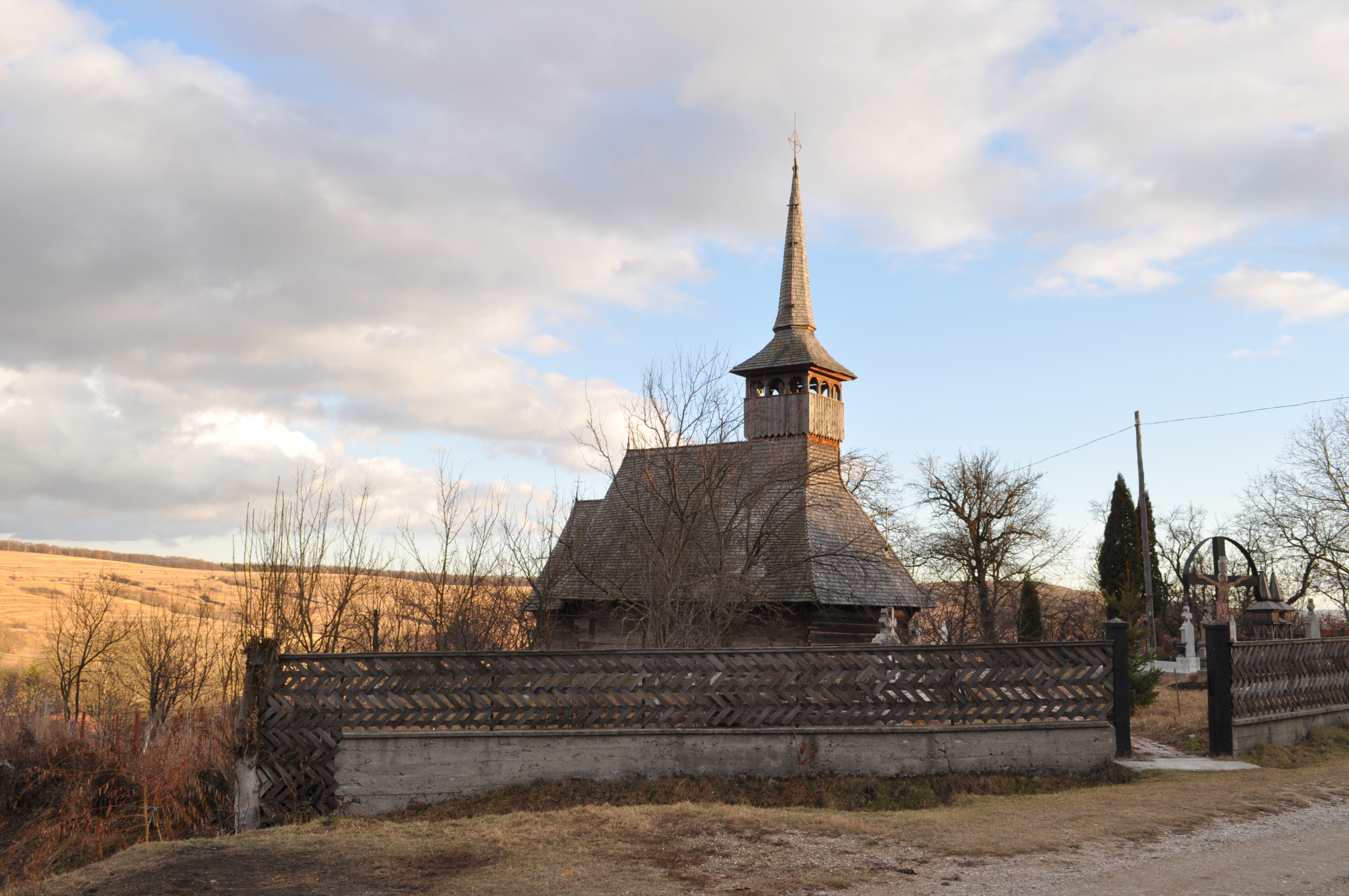
Biserica (nord-vest)

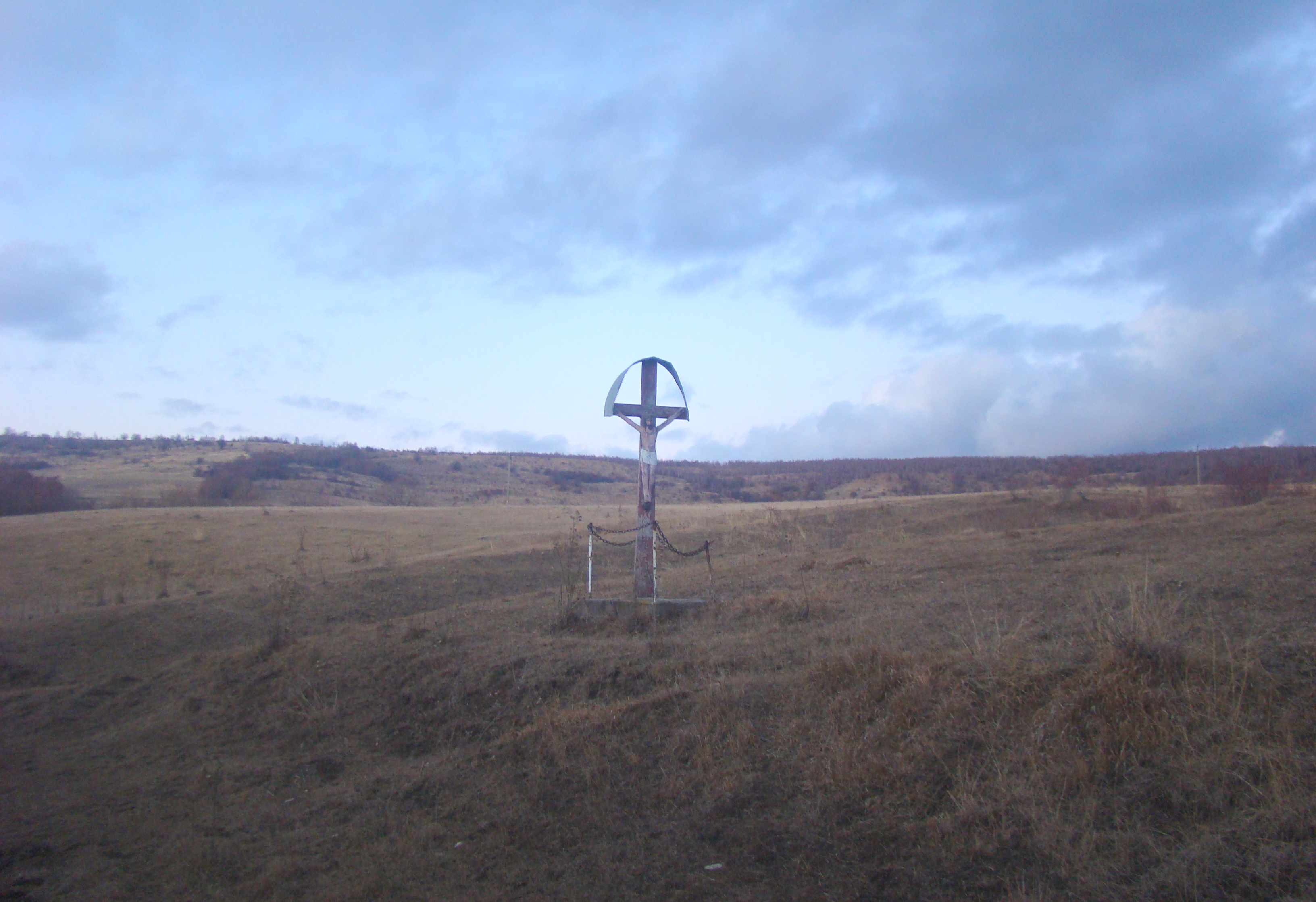
Răstignire

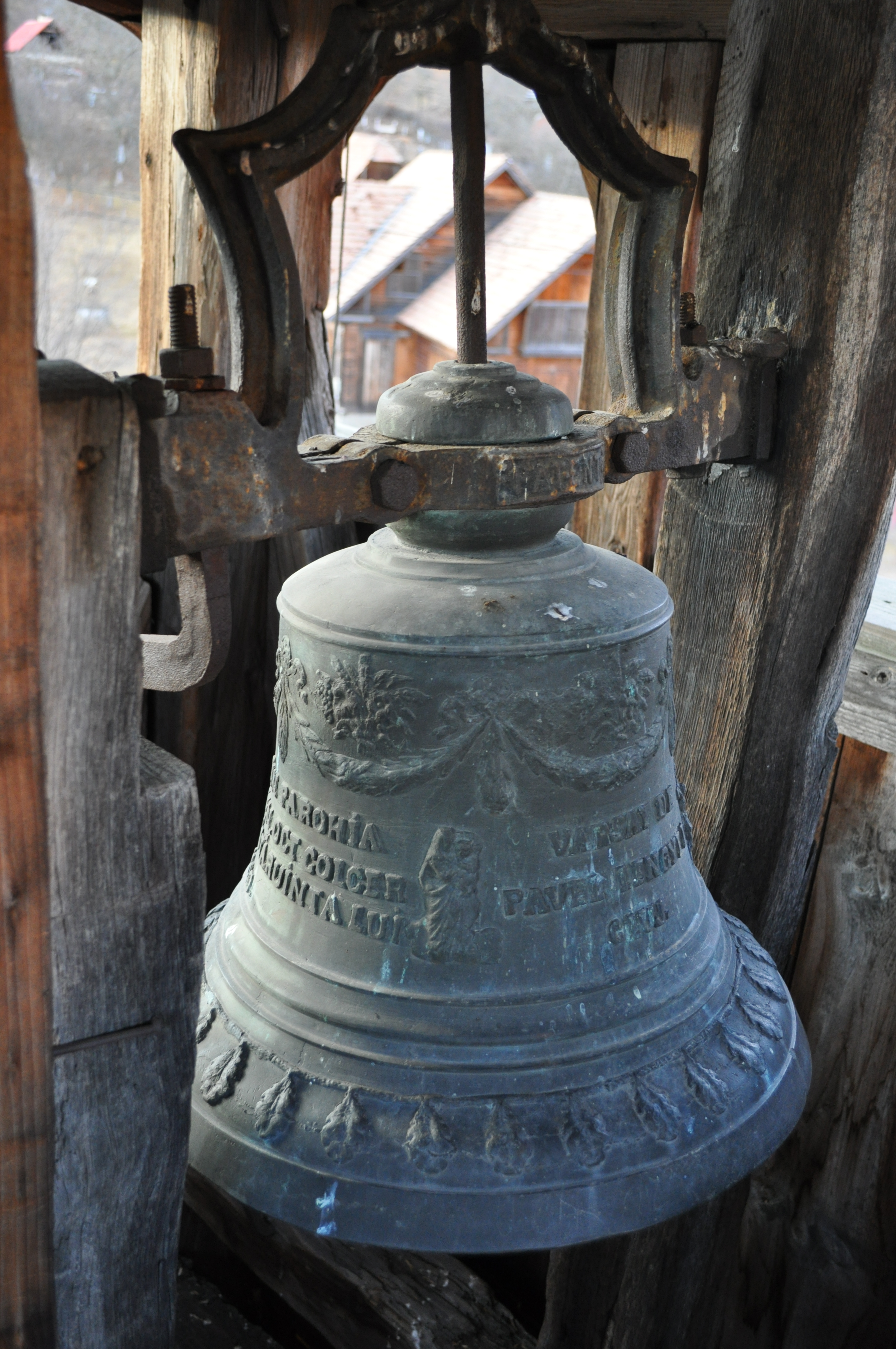
Clopotul (1865)

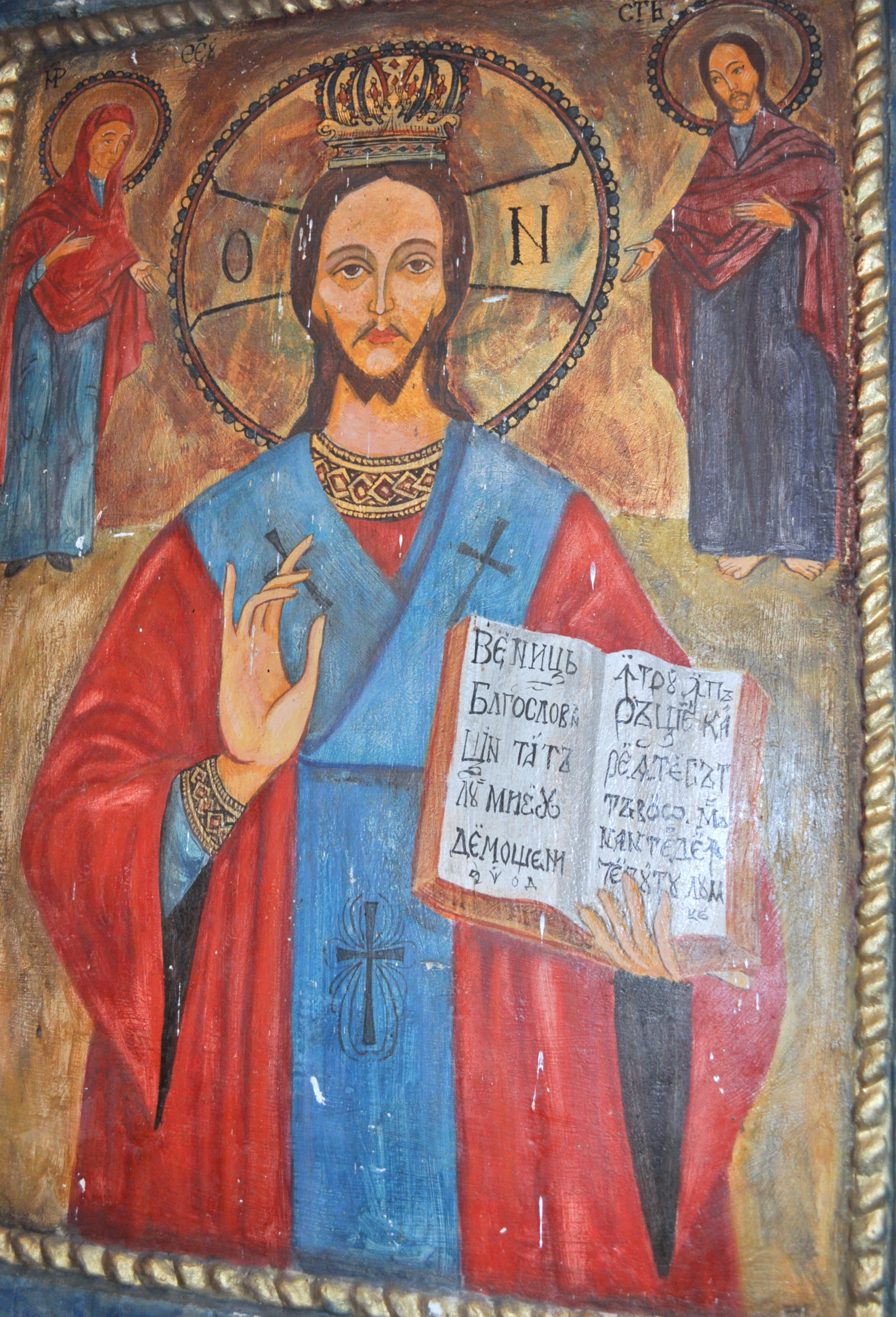
Altar: Iisus Pantocrator (sec.XVIII)

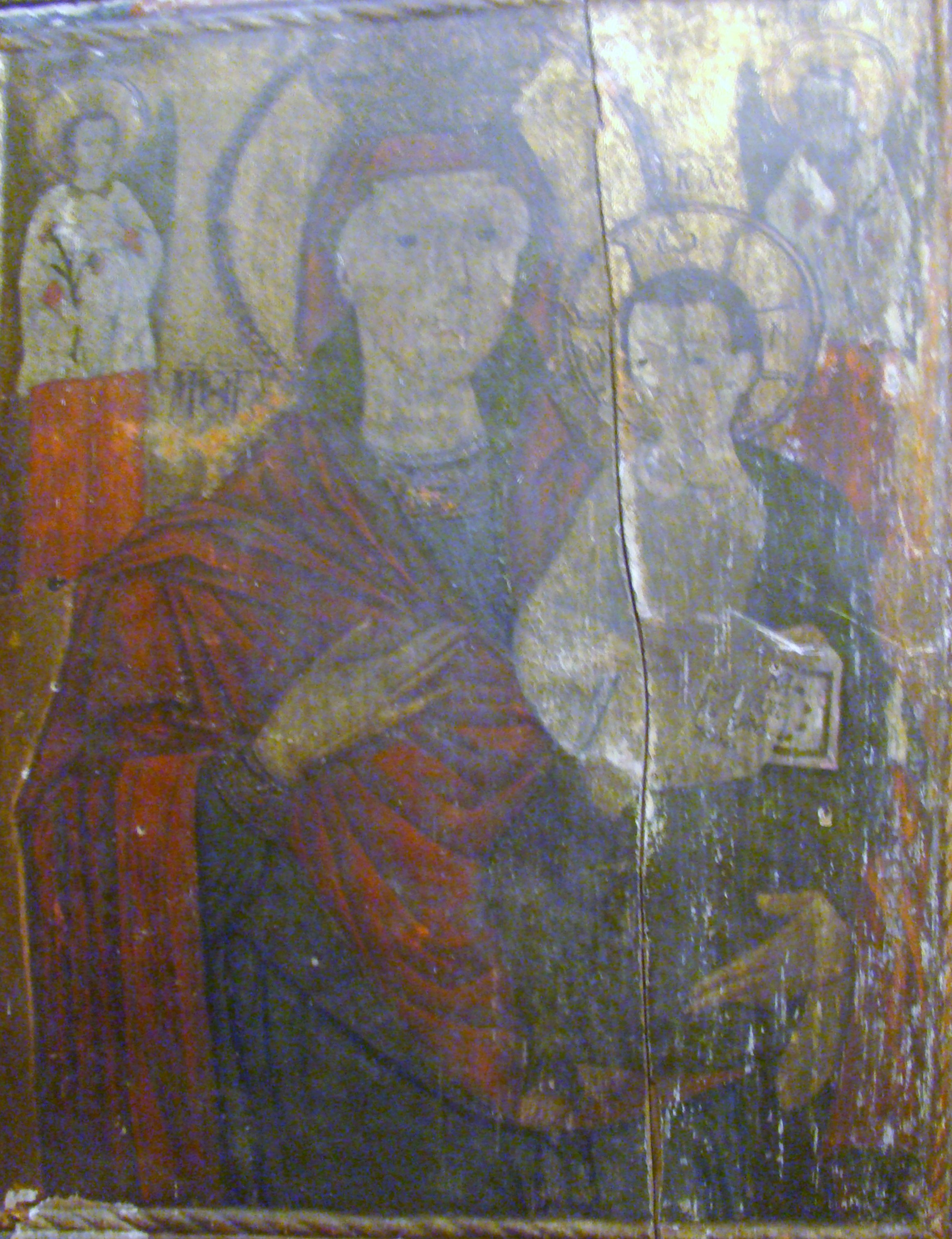
Maica Domnului cu Pruncul (sec.XVIII)

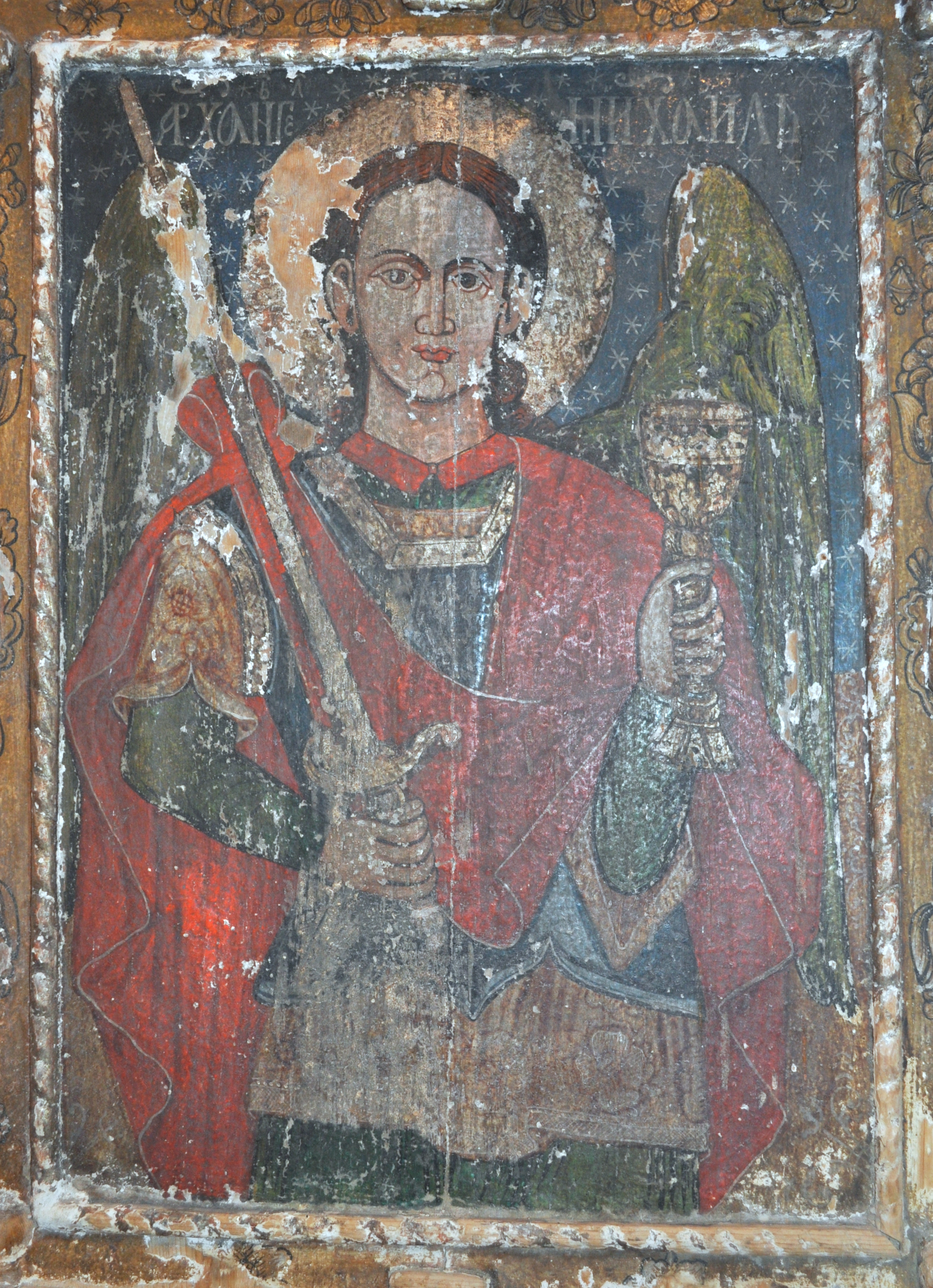
Icoană împărătească: Arhanghelul Mihail (sec.XVIII)

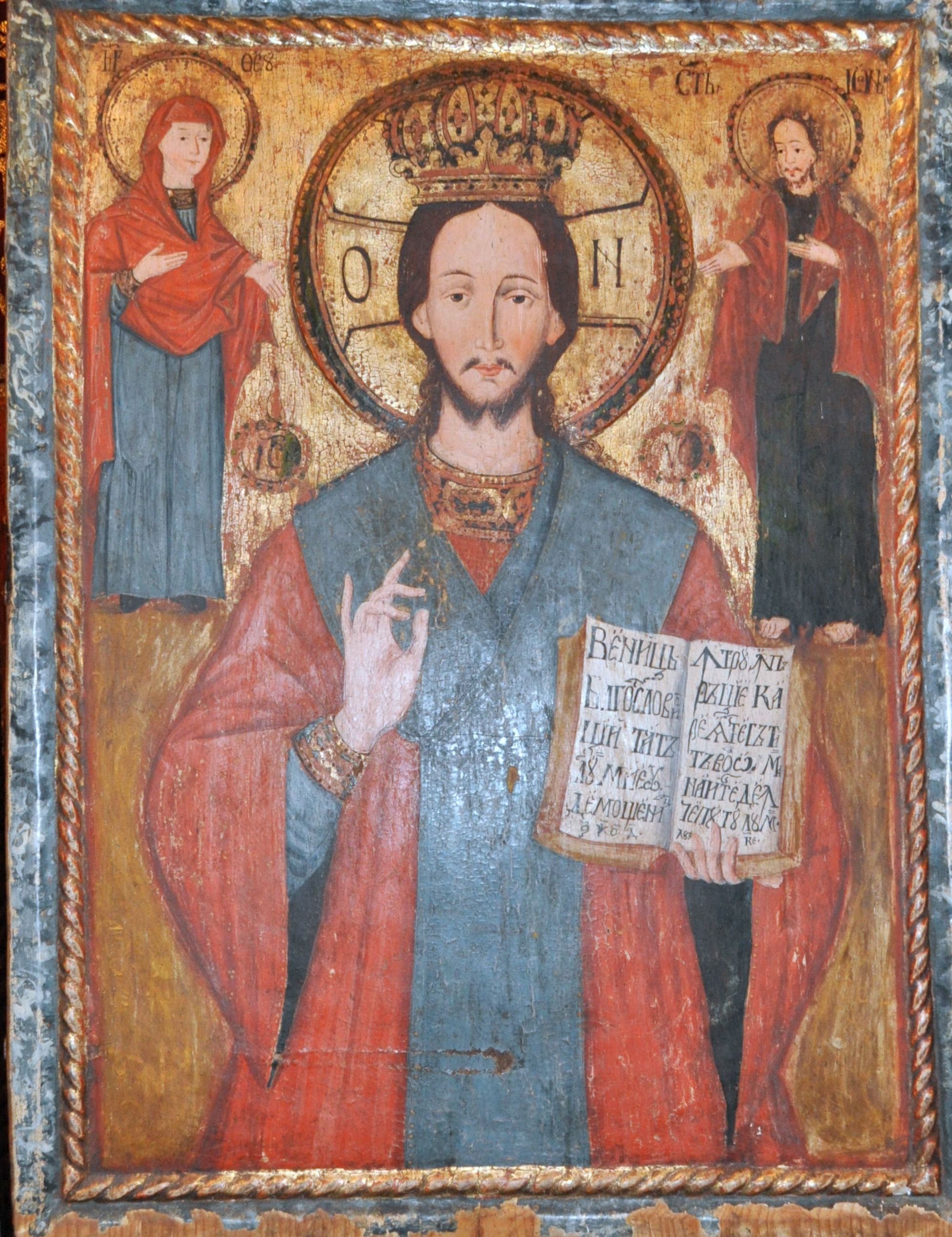
Icoană împărătească: Iisus Pantocrator (sec.XVIII)

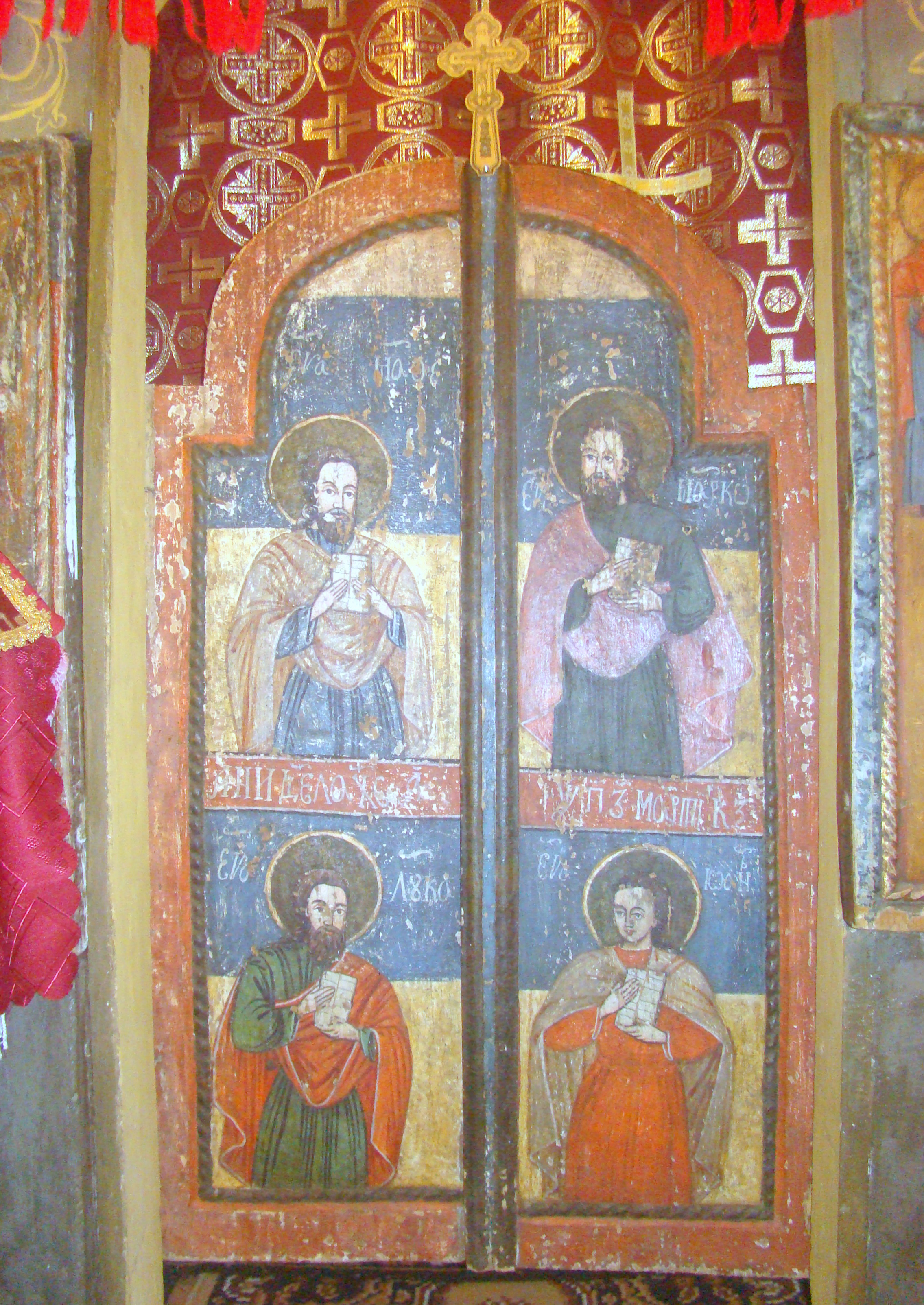
Ușile împărătești: Evangheliștii

Biserica de lemn din Săliște, comuna Ciurila, județul Cluj, datează din anul 1755. Are hramul „Sfinții Arhangheli Mihail și Gavriil”. Biserica se află pe noua listă a monumentelor istorice sub codul LMI:  CJ-II-m-B-07748.

## Arhitectura bisericii
Biserica de lemn Sfinții Arhangheli Mihail și Gavriil din satul Săliște, comuna Ciurila, e una din cele mai vechi din împrejurimile Clujului. Ea a fost construită din bârne trainice de stejar, îmbinate în cheotoare dreaptă și coadă de rândunică.
Pronaosul și naosul formează dreptunghiul unitar obișnuit, iar altarul este poligonal, cu pereții retrași. Din grinzile cunună, deasupra pronaosului, se înalță cei patru stâlpi solizi de susținere a turnului, ce are doar o înălțime medie, dar își păstreză caracteristicile exterioare, având obișnuita galerie deschisă, cu arcade semicirculare, câte trei pe o latură, ce-i dau o notă de distincție, sub coiful octogonal. Direct deasupra pereților naosului și a unei prime părți din altar se ridică bolta semicilindrică sau "cerimea".
Acoperișul are căpriorii fixați, de-o parte, pe o cosoroabă prinsă pe consolele rezultând din prelungirea cununilor superioare din pereți, iar pe partea sudică aceasta e prinsă direct pe cununa exterioară a prispei largi, de aproape un metru lățime, pe care e incizat anul construcției: 1755, ca dovadă că această componentă este de aceași vechime cu întregul edificiu.

## Trăsături
Pictura. Pictura realizată la sfârșitul secolului al XVIII-lea, a fost restaurată în 1998, însă numai parțial. Urme mai vechi se observă la baza iconostasului.
	Patrimoniul. În patrimoniul bisericii se păstrează câteva icoane de lemn, de secol XIX: Arhanghelul Mihail, Maica Domnului cu Pruncul, două icoane reprezentându-l pe Iisus Pantocrator, una din ele fiind repictată. Biserica deține și trei icoane de Nicula, două dintre ele: Maica jalnică și Plângerea, sunt păstrate afară, pe peretele de vest al bisericii, deci în condiții improprii. Ușile împărătești, de sfârșit de secol XIX, sunt înnegrite.
	Starea de conservare. Starea de conservare a clădirii este în general bună, ea păstrând mult din aspectul tradițional. Ancadramentul estic de intrare în biserică a fost refăcut. Ferestrele păstrează zăbrele vechi, de fier. În biserica de lemn din Săliște, preotul slujește doar la trei săptămâni .

## Imagini din interior

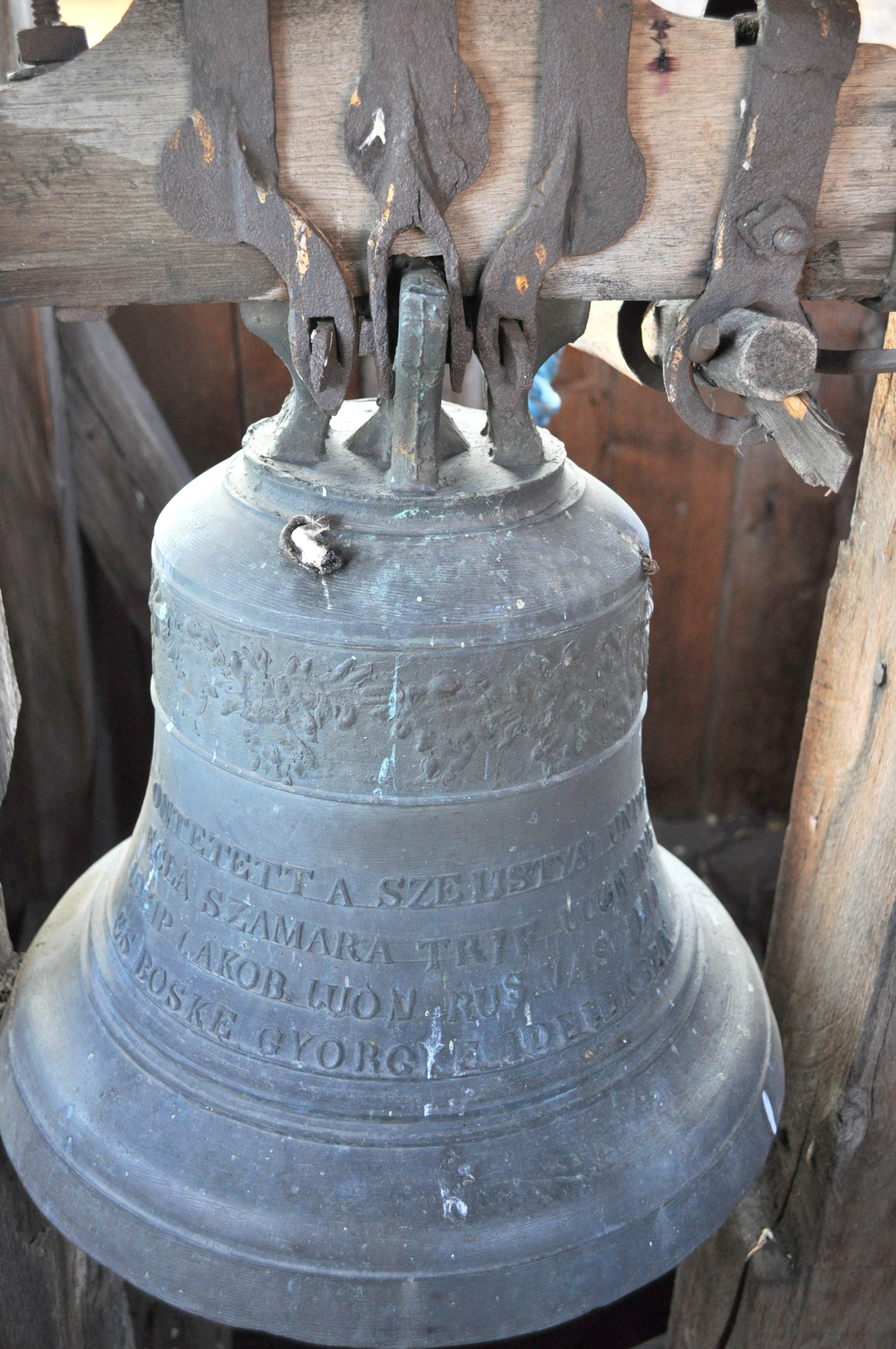
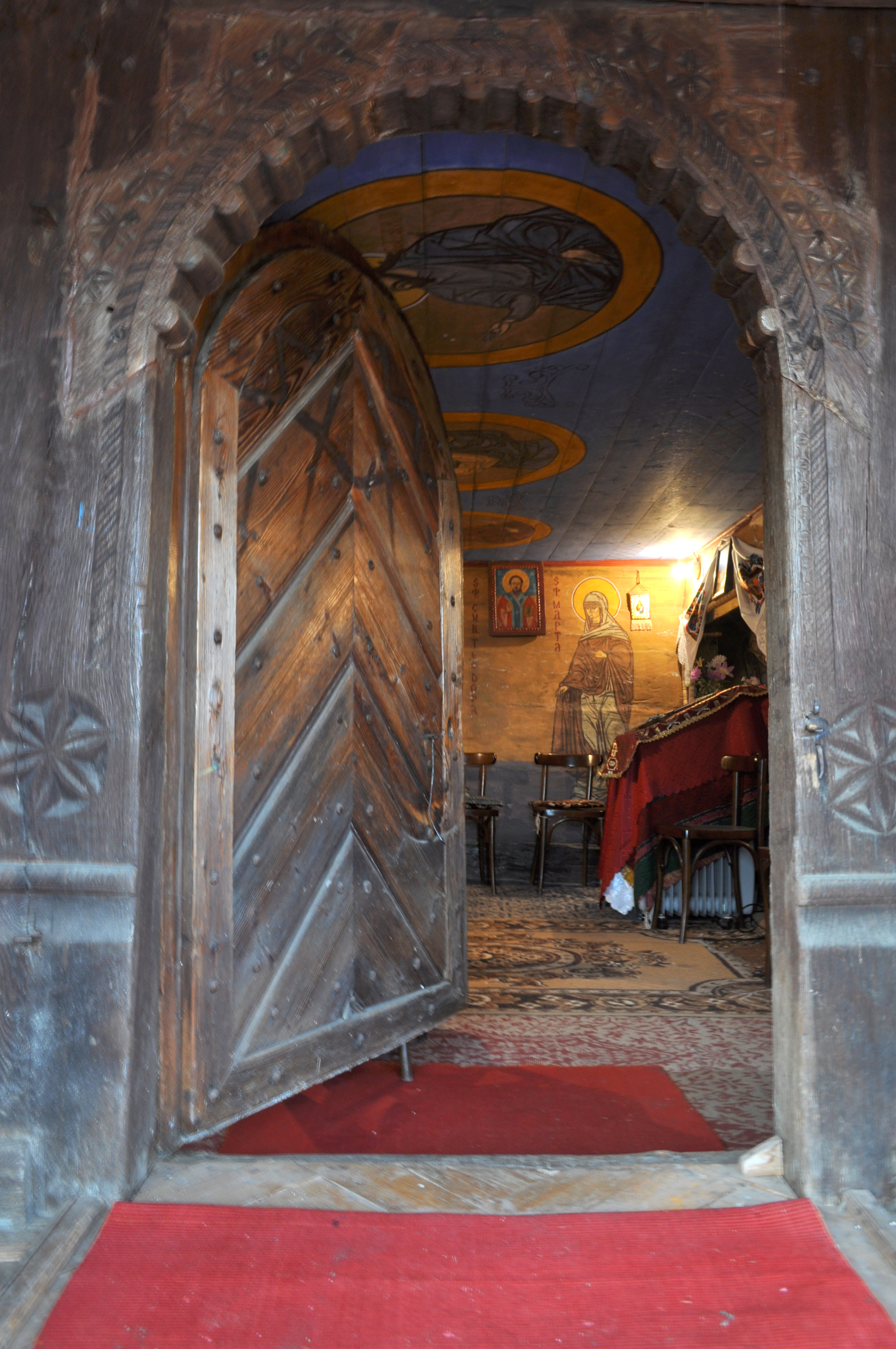
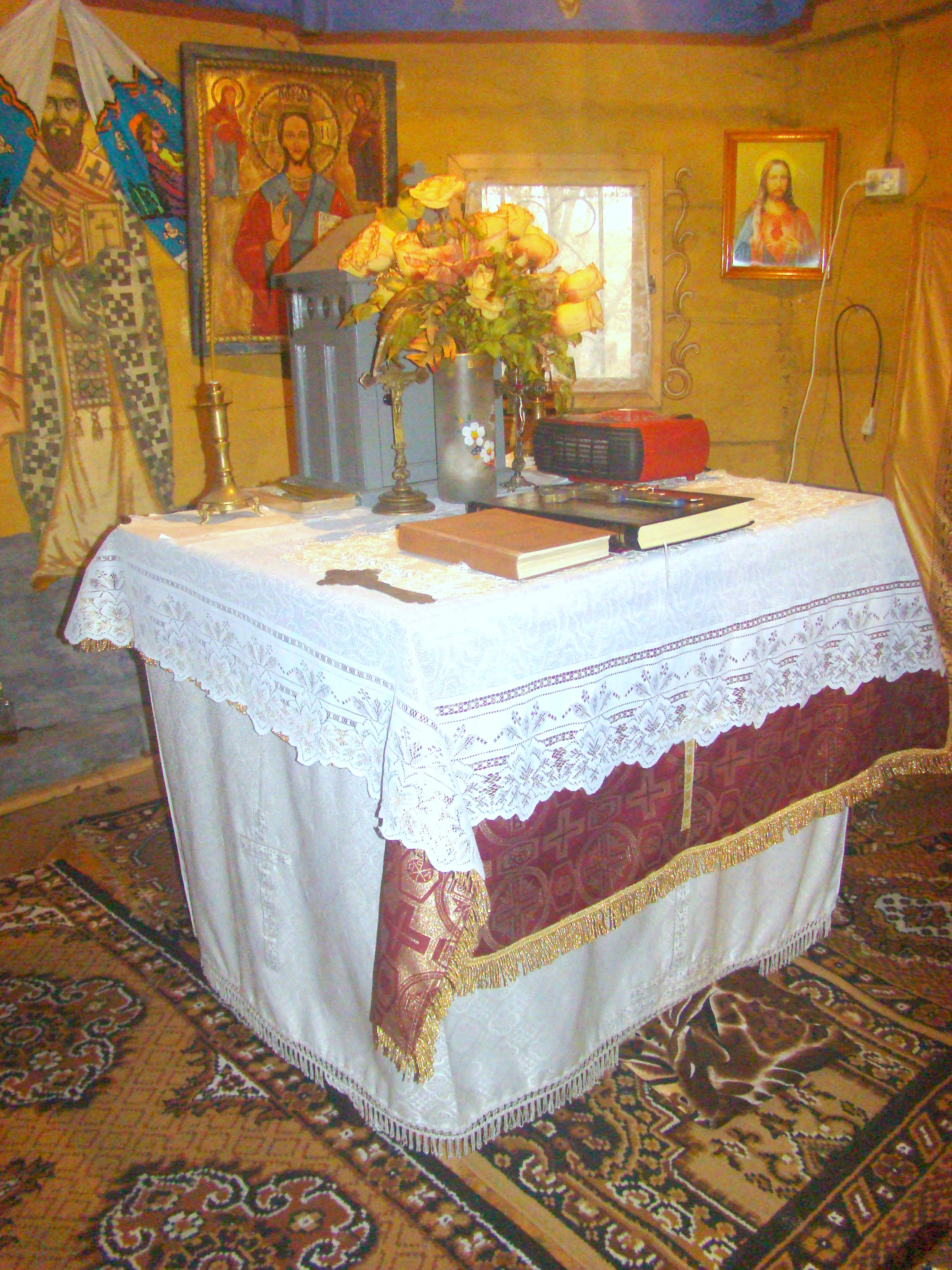
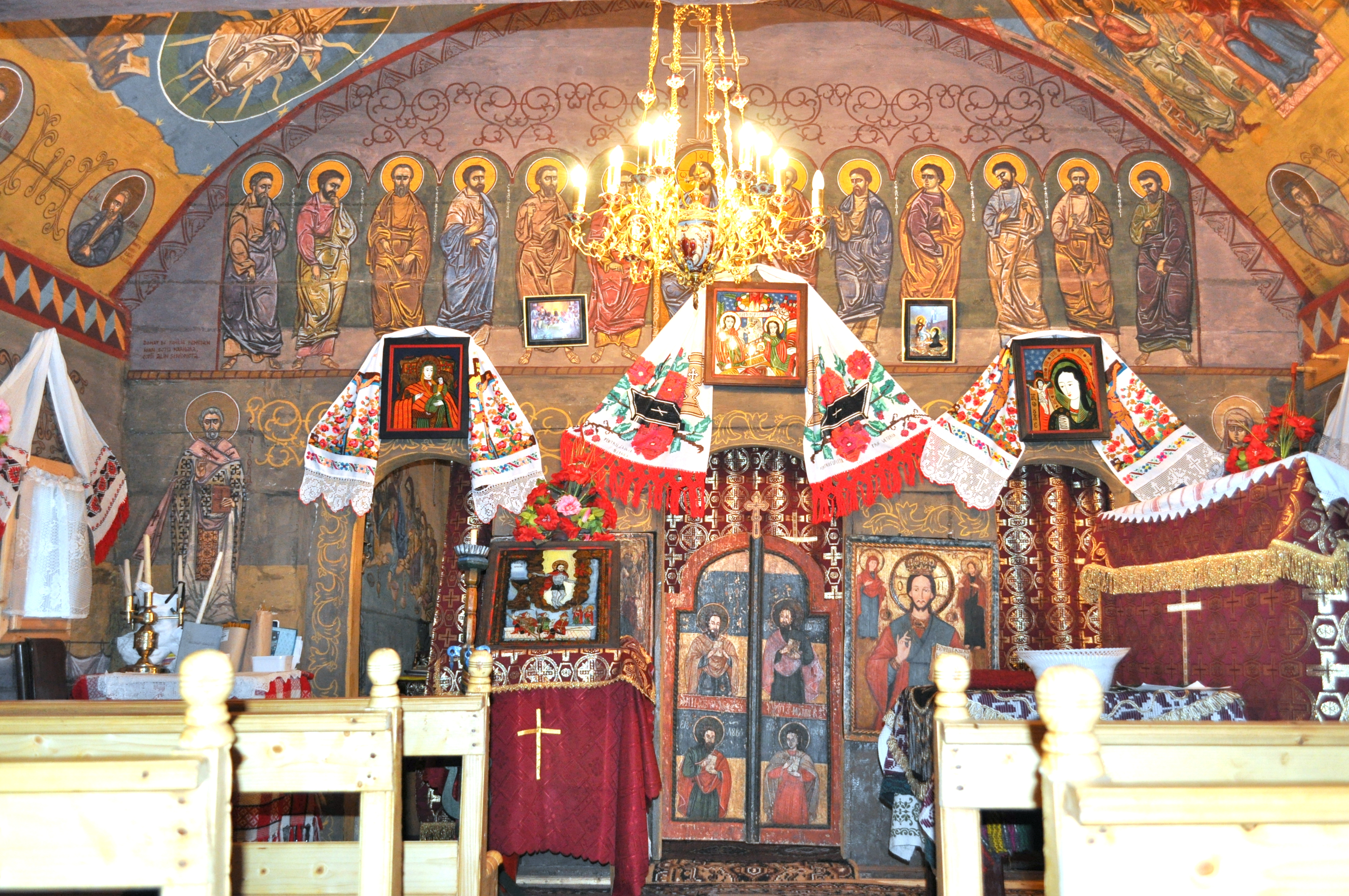
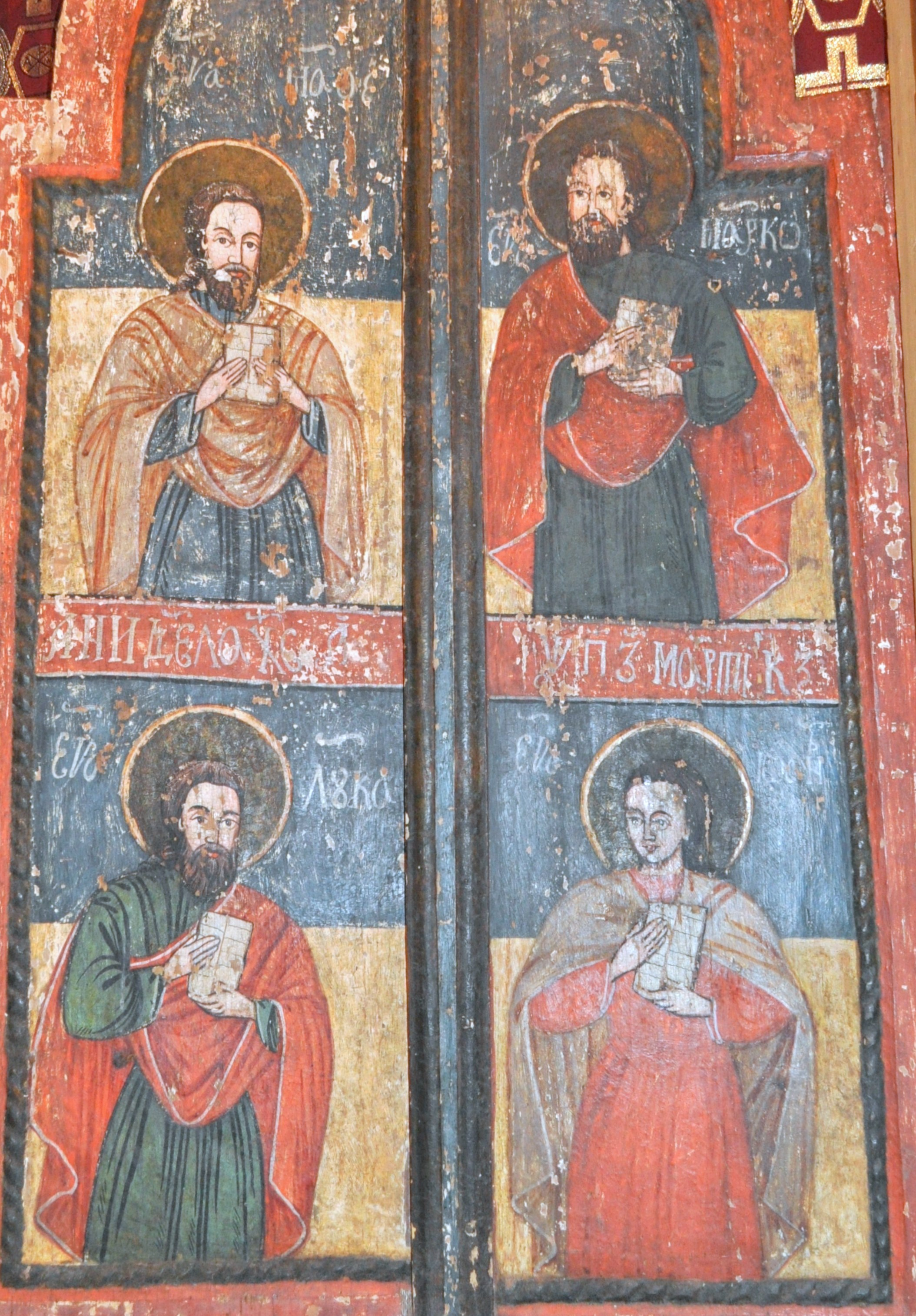
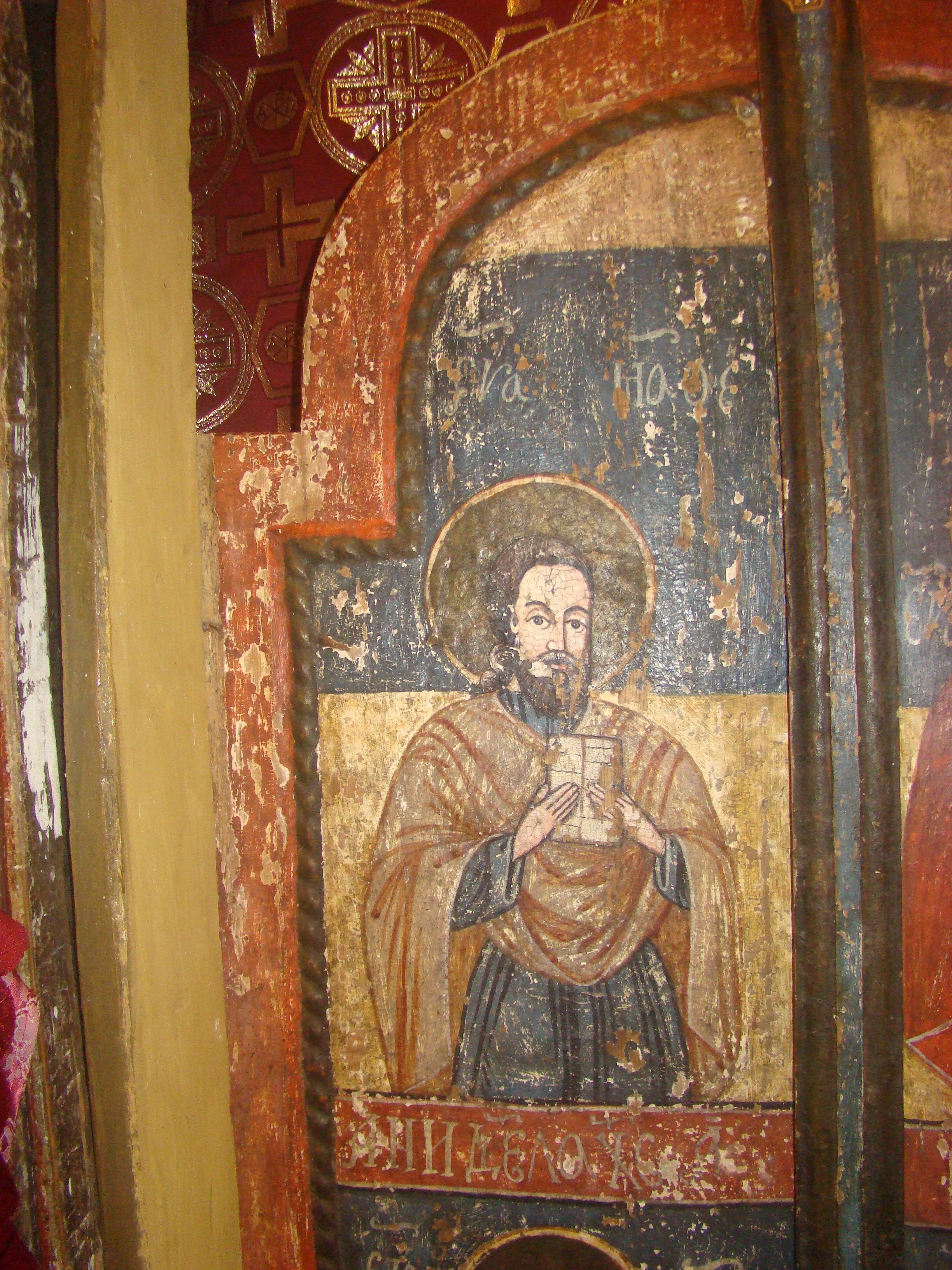
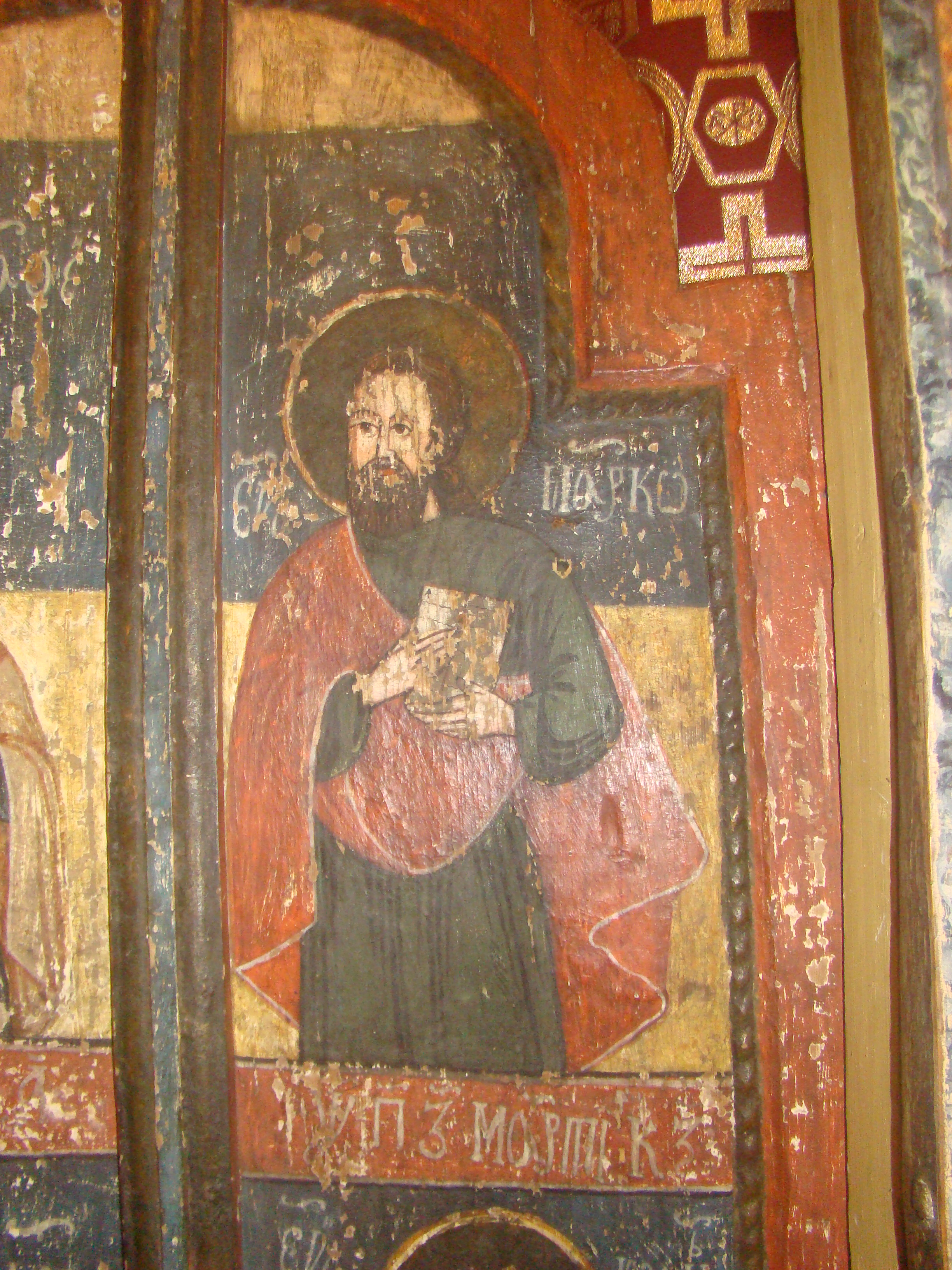
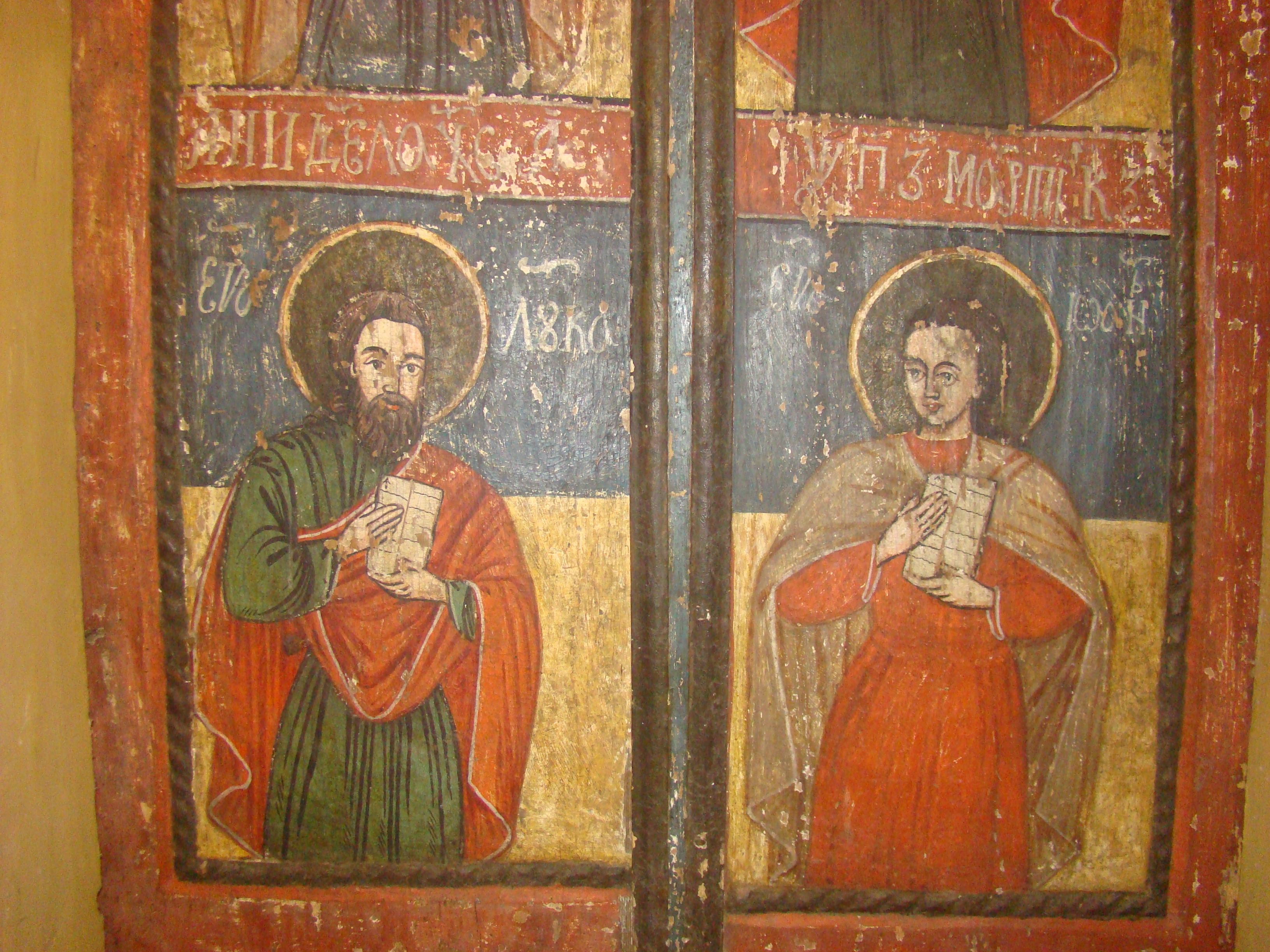
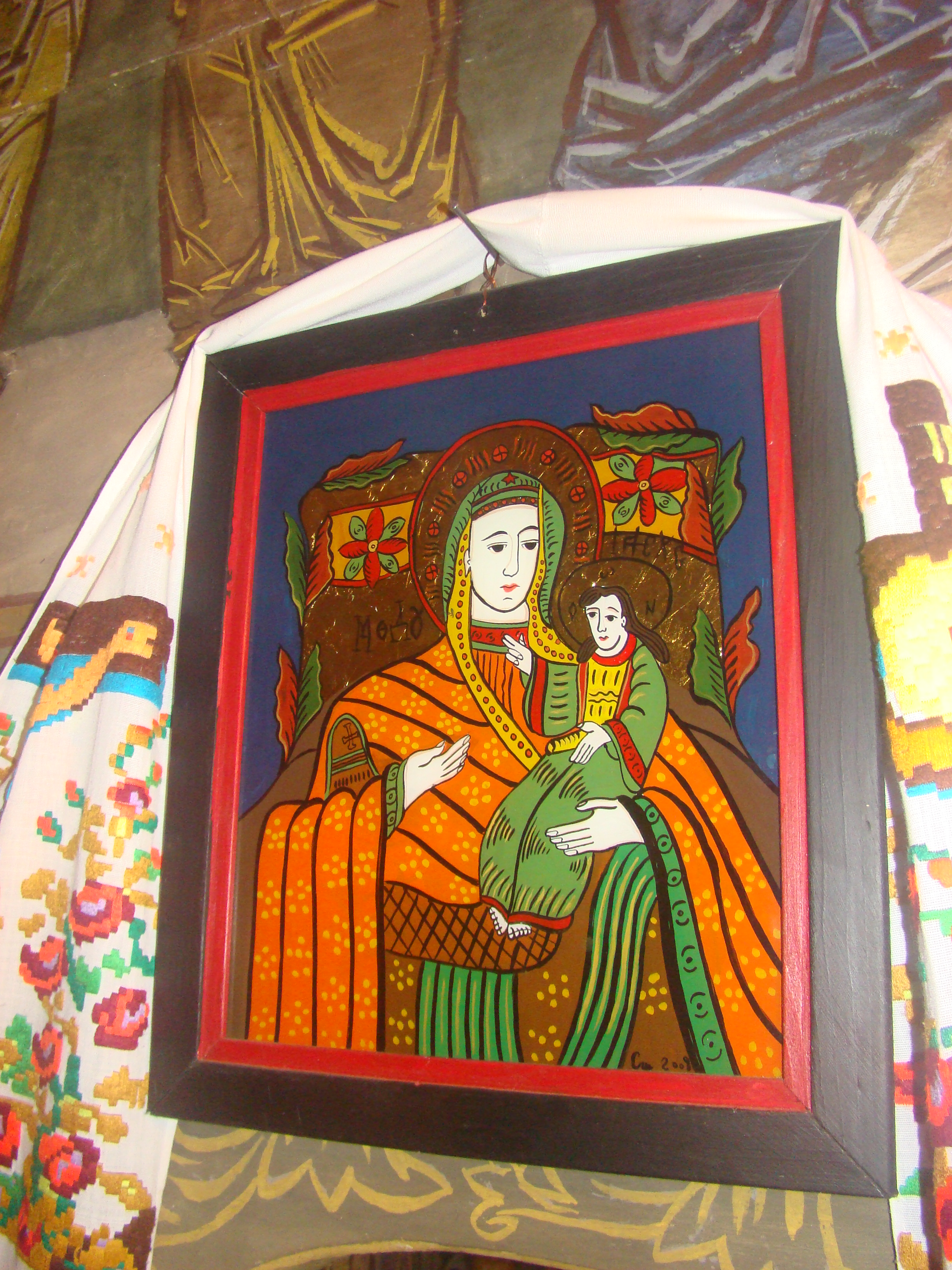
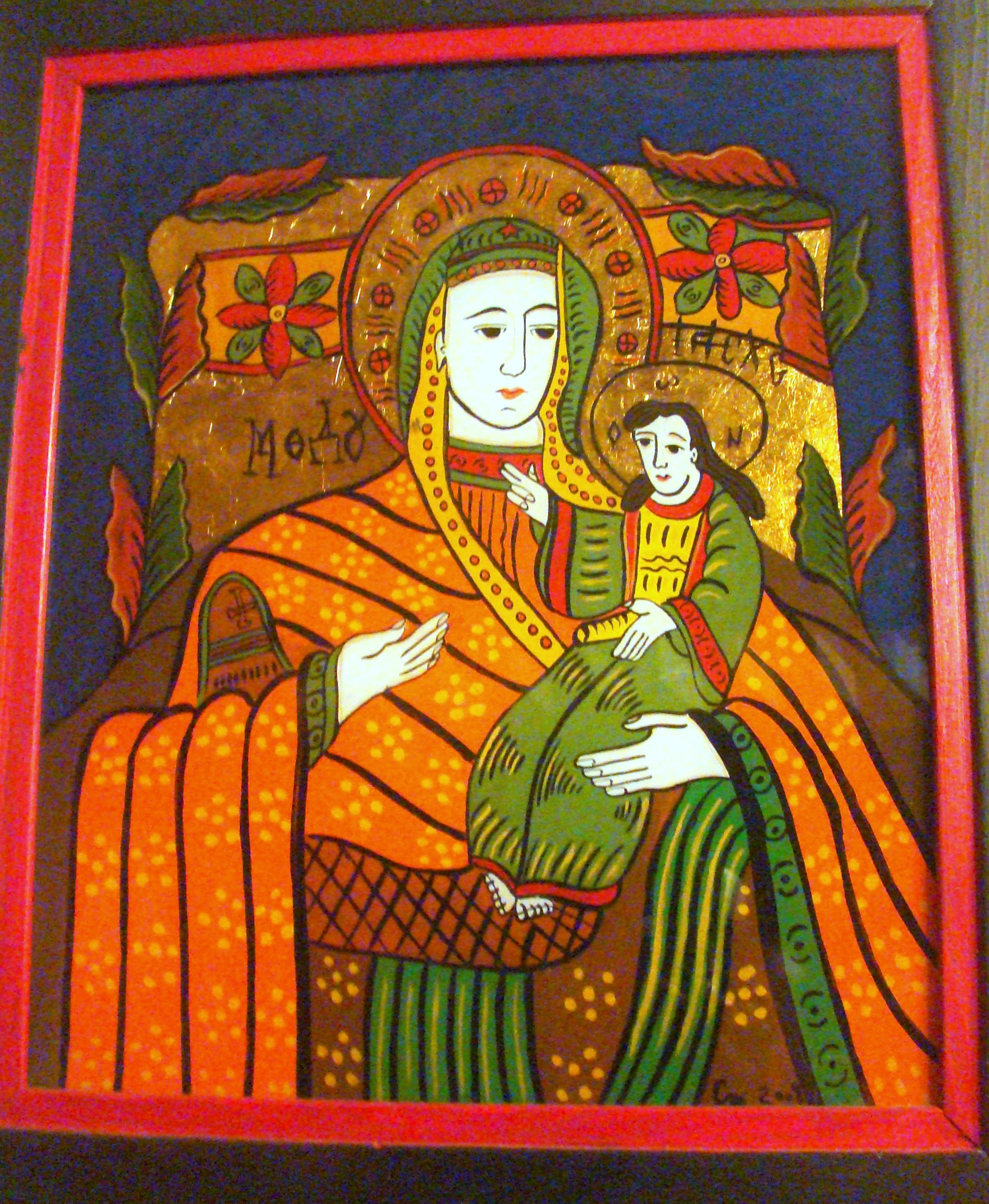
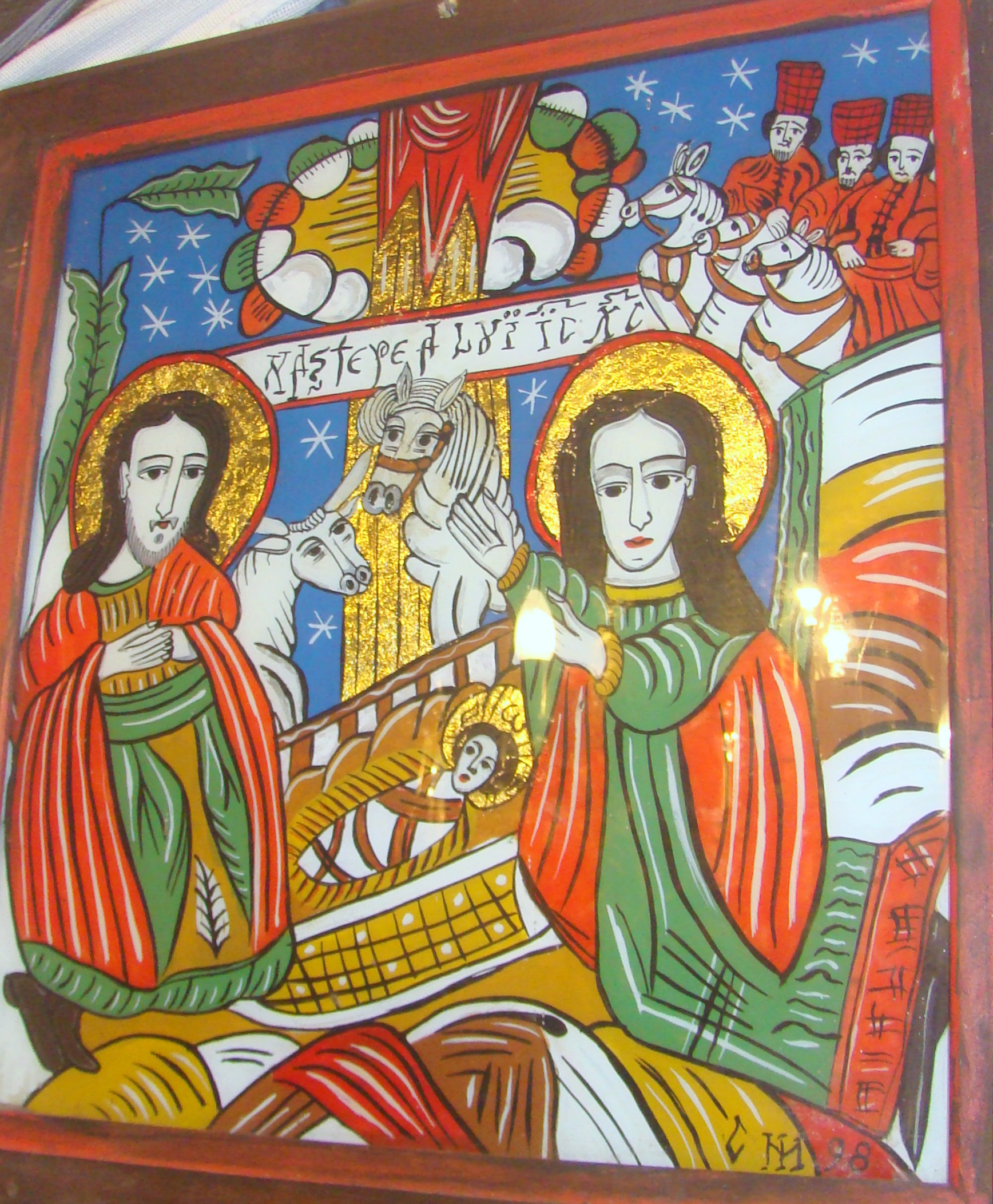
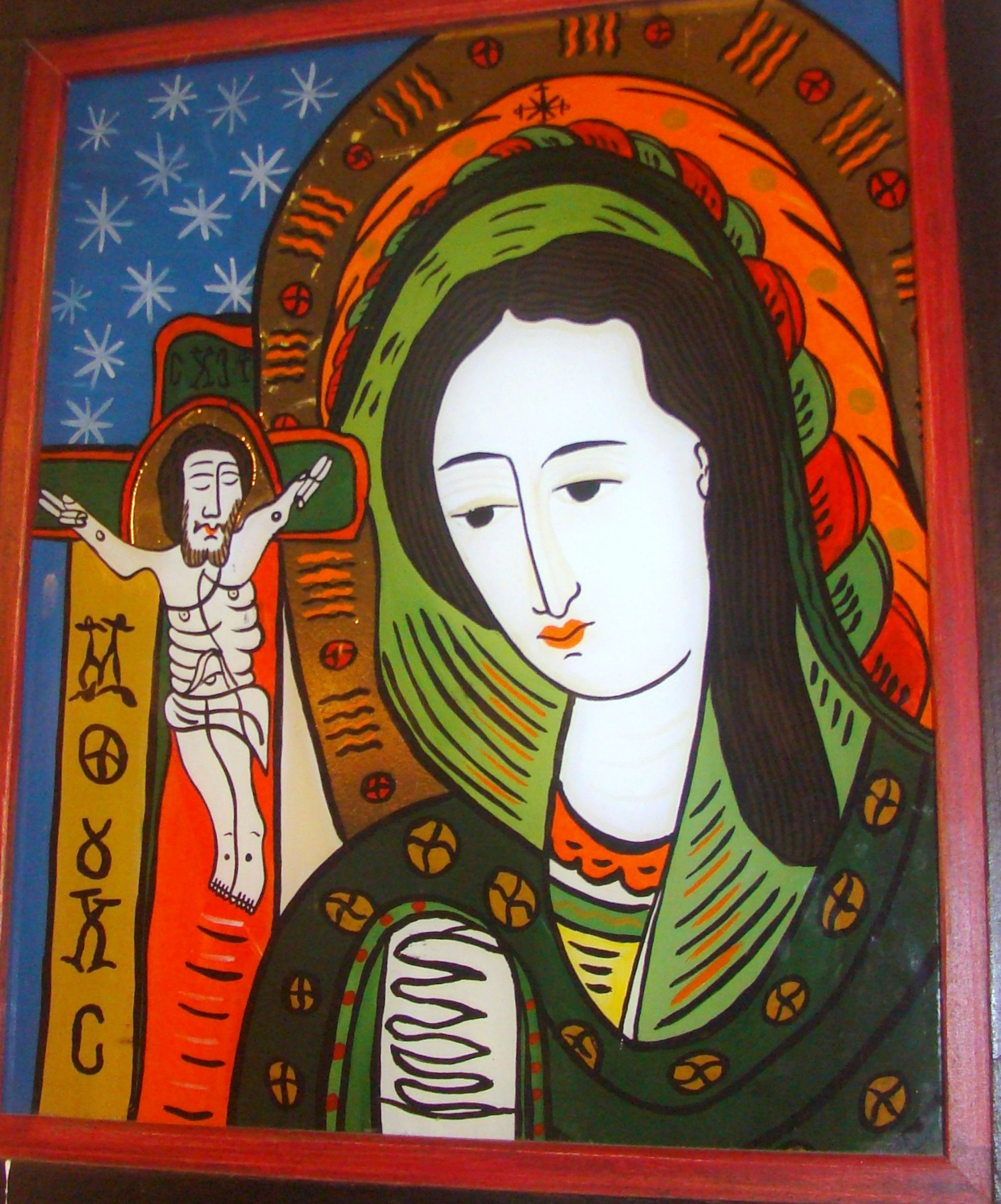
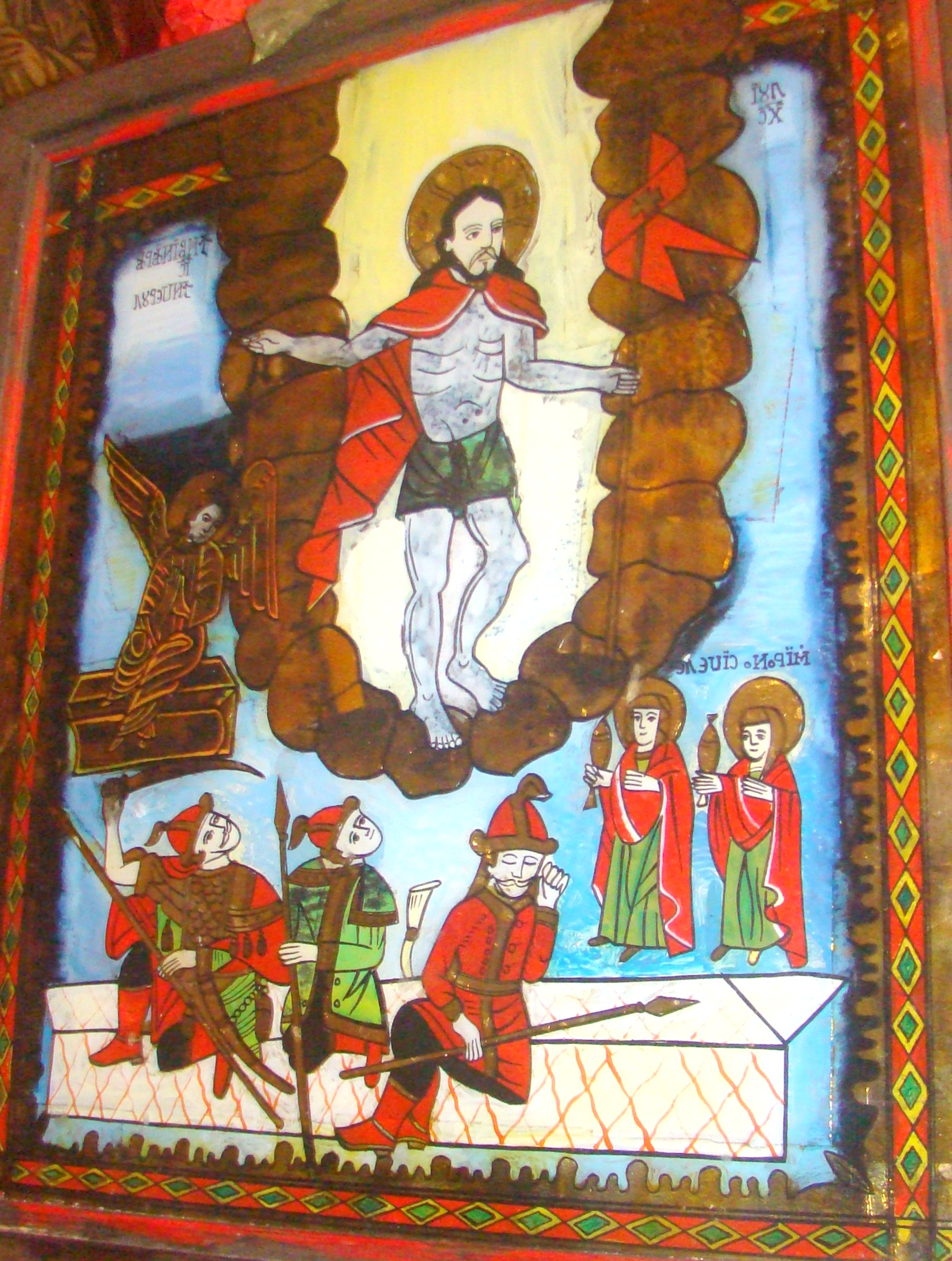
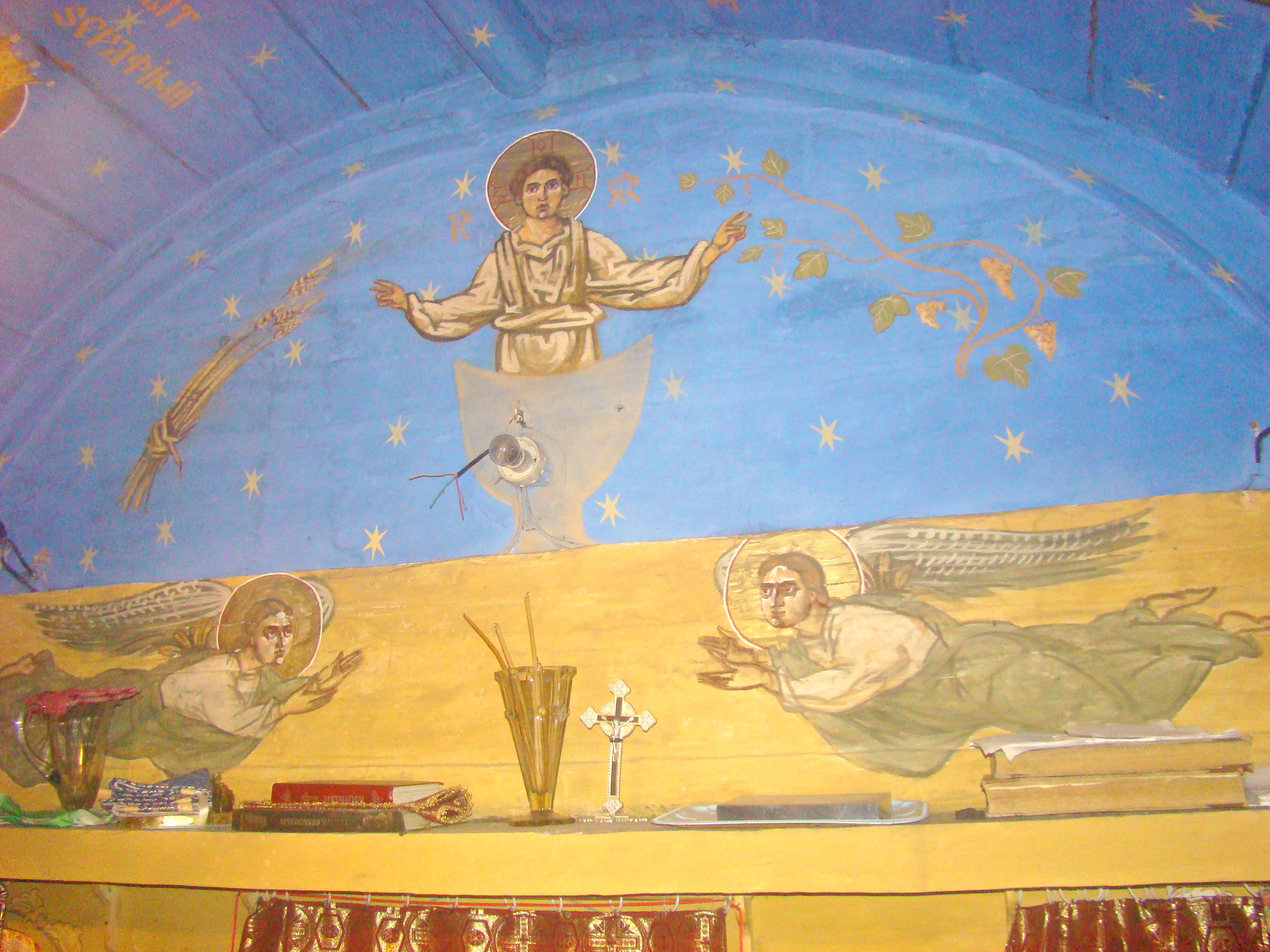
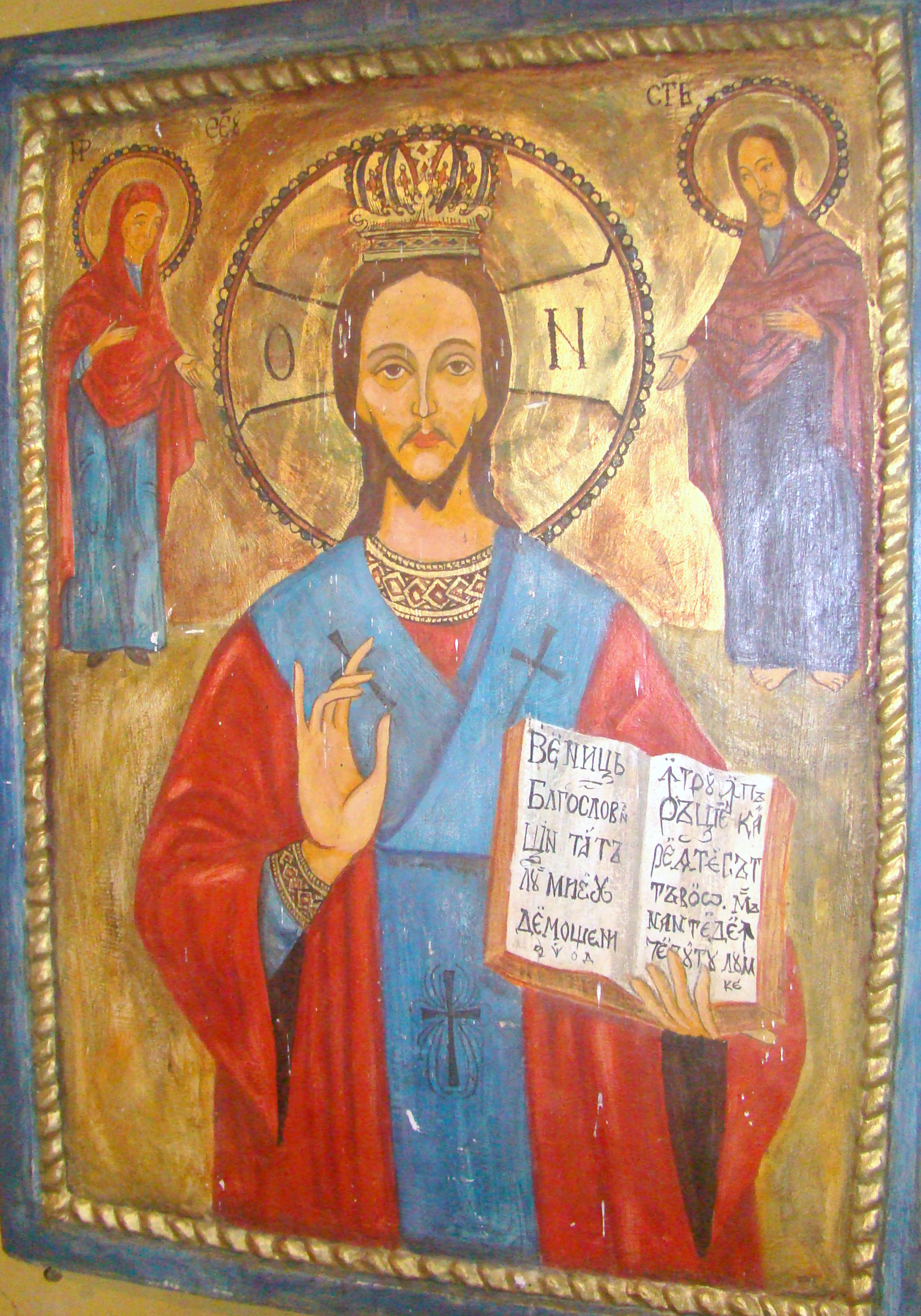
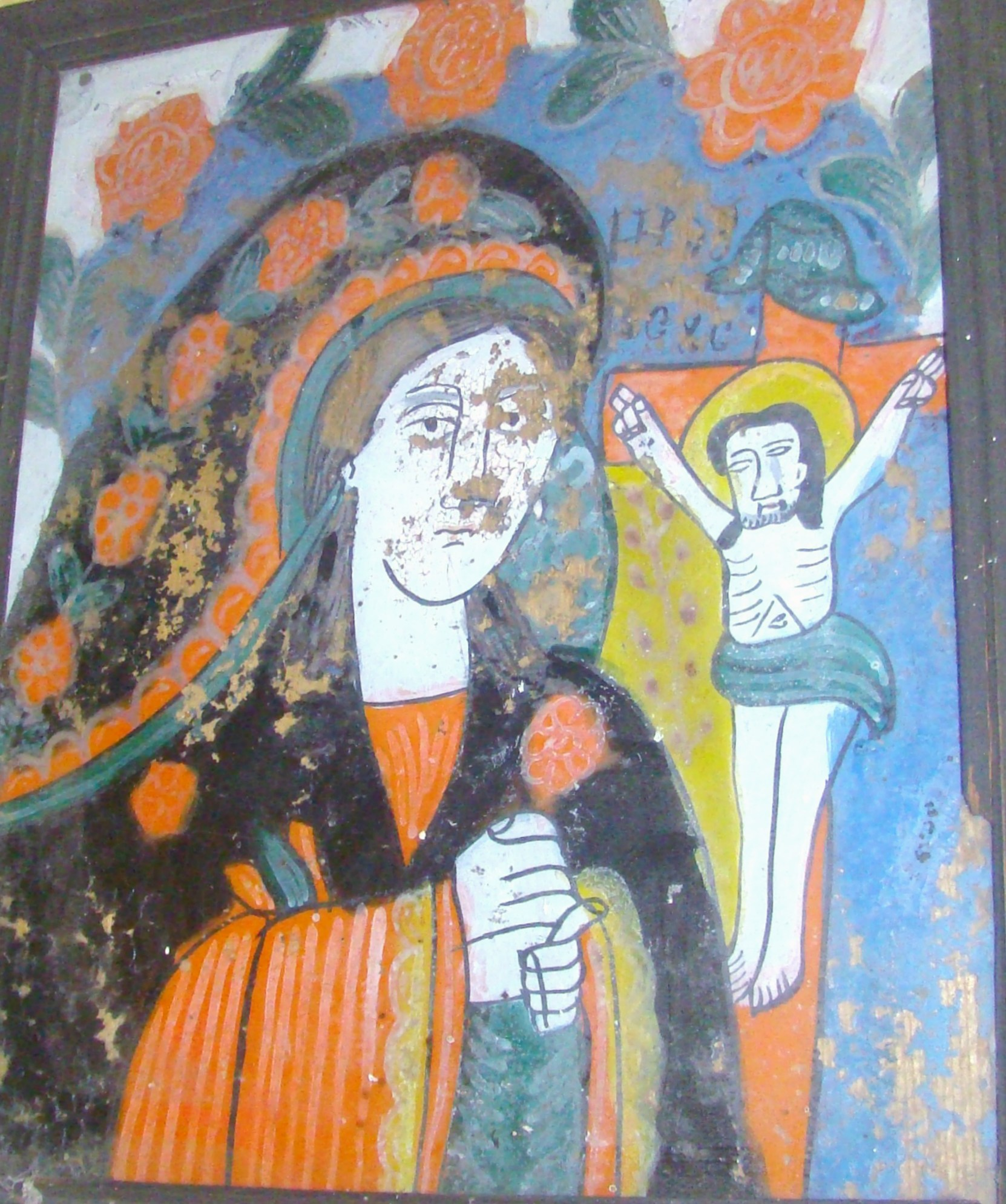
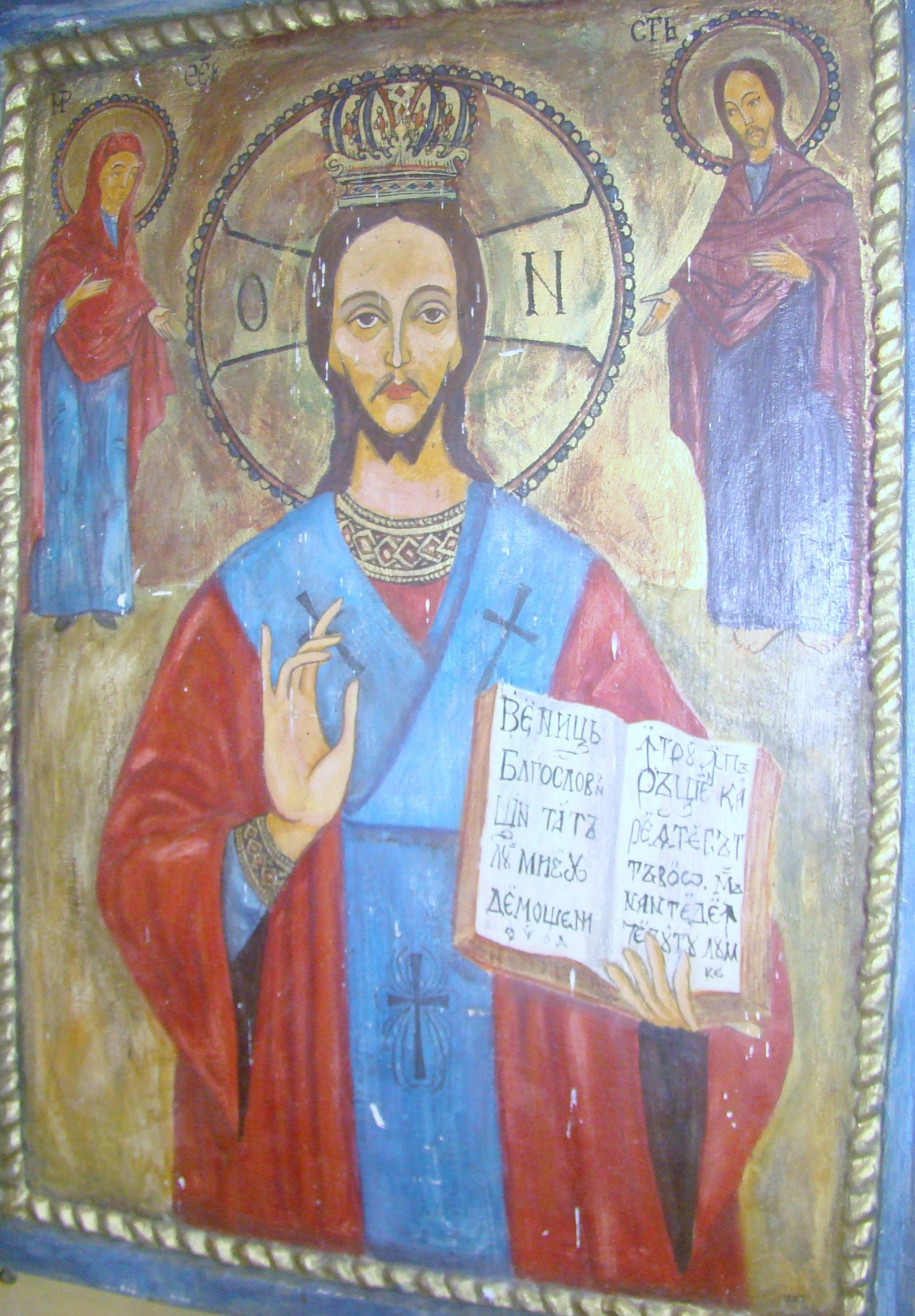
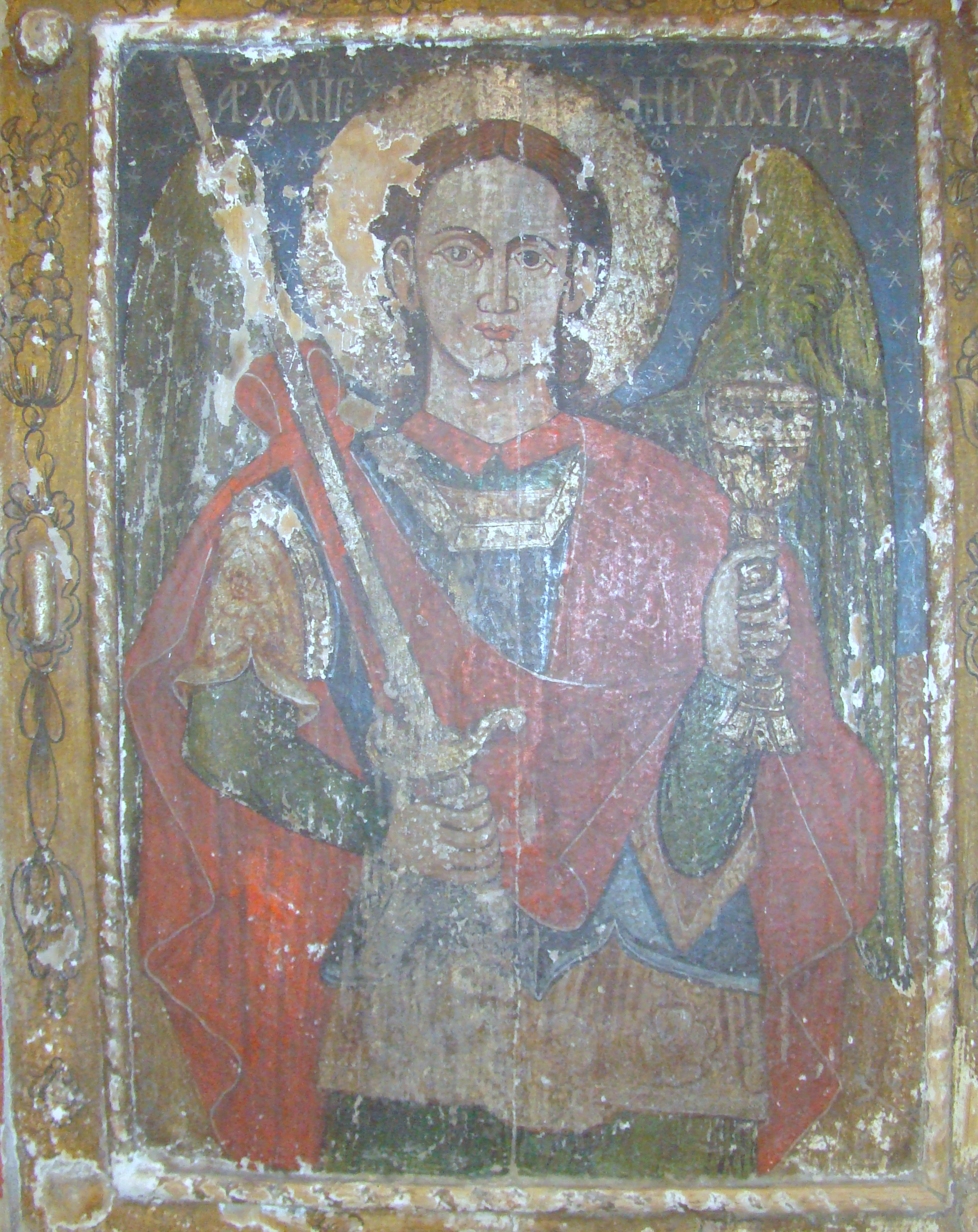
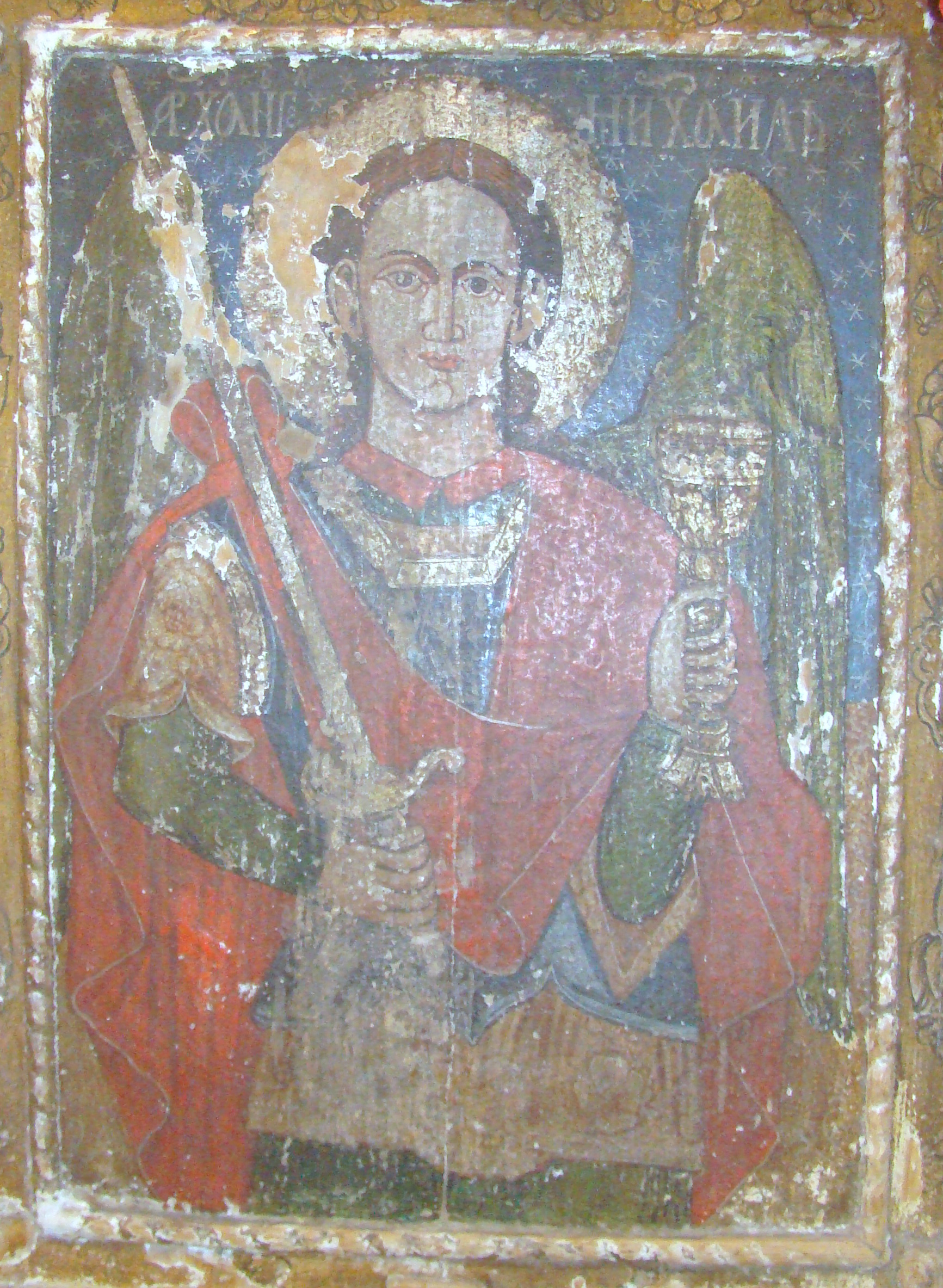
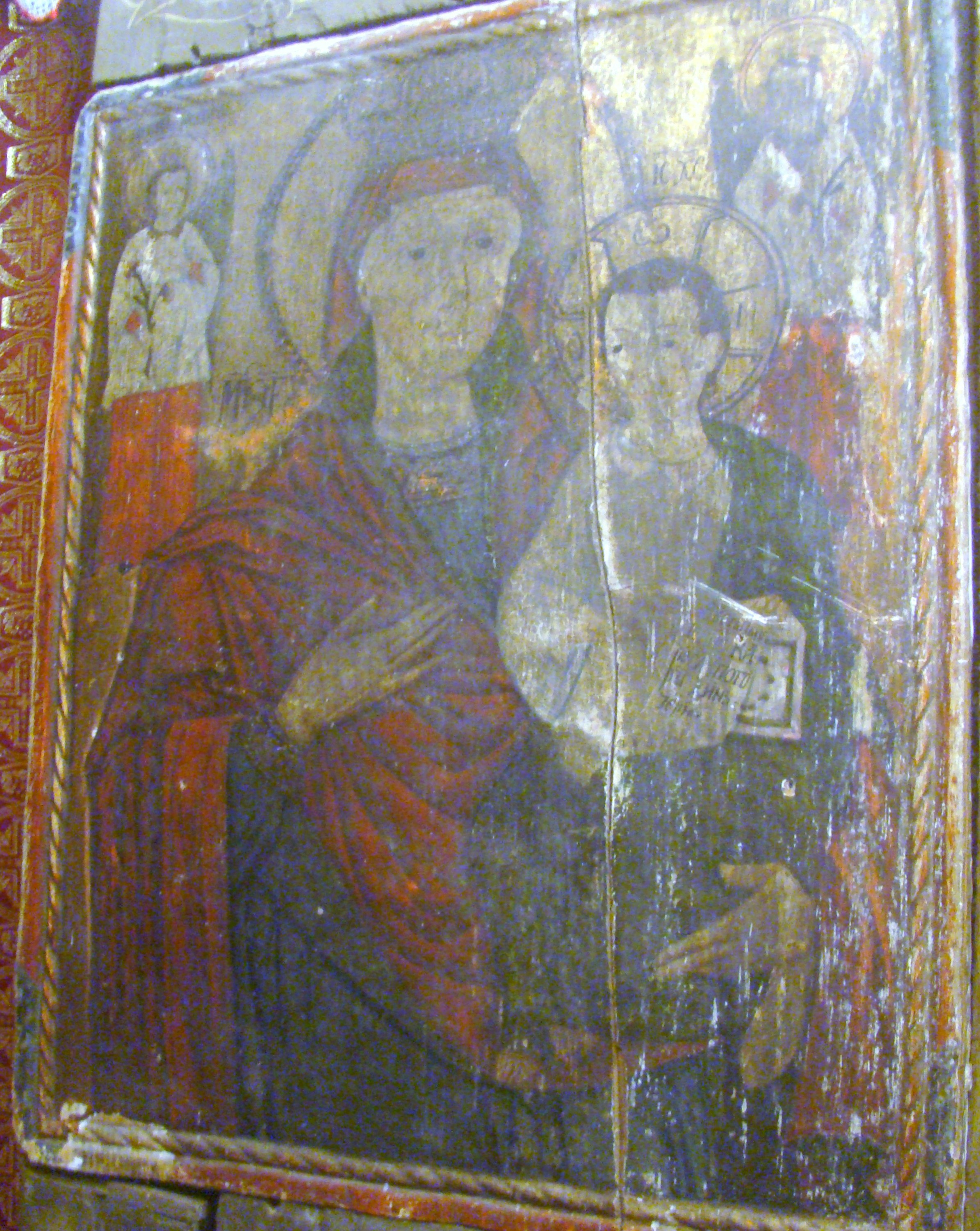
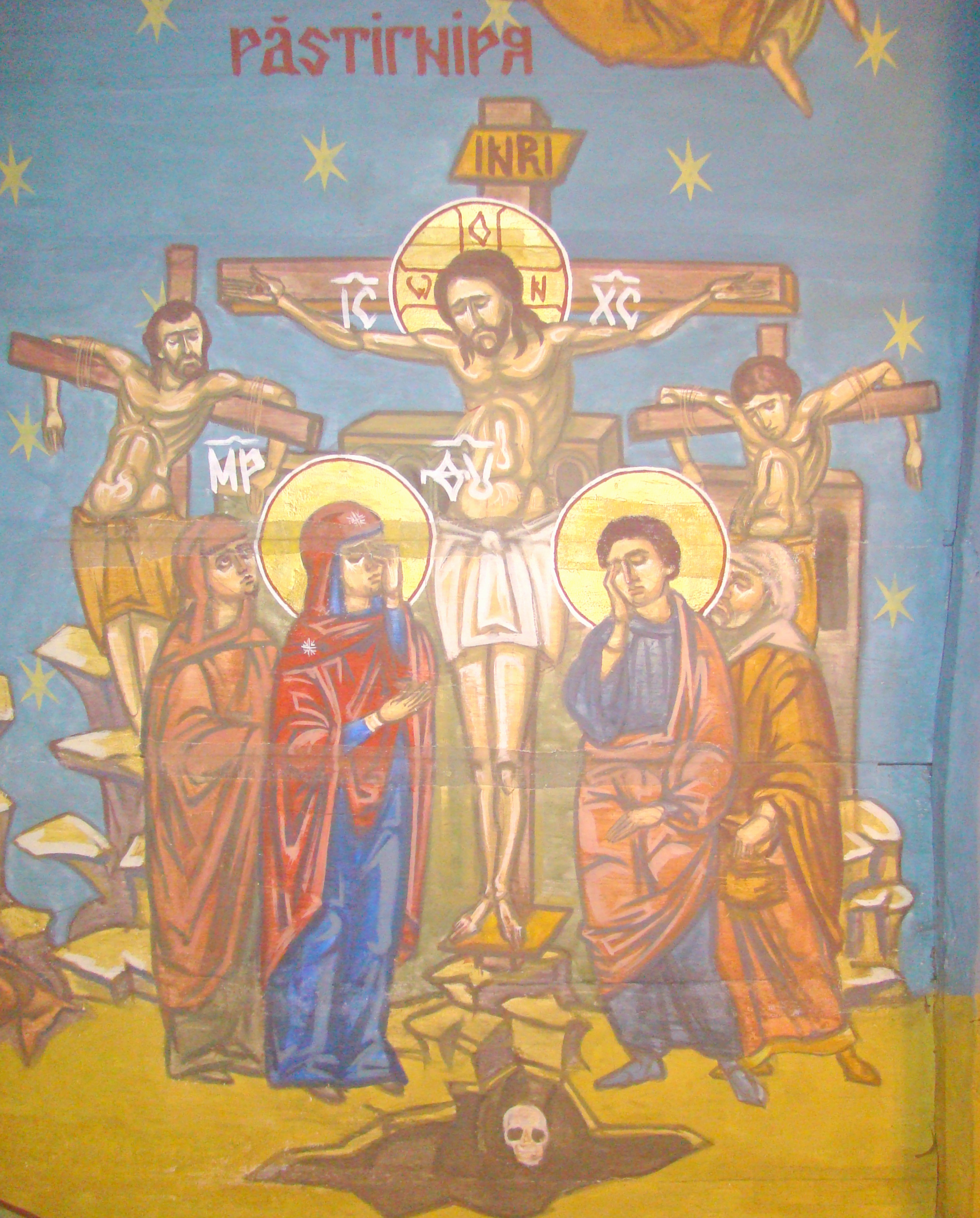
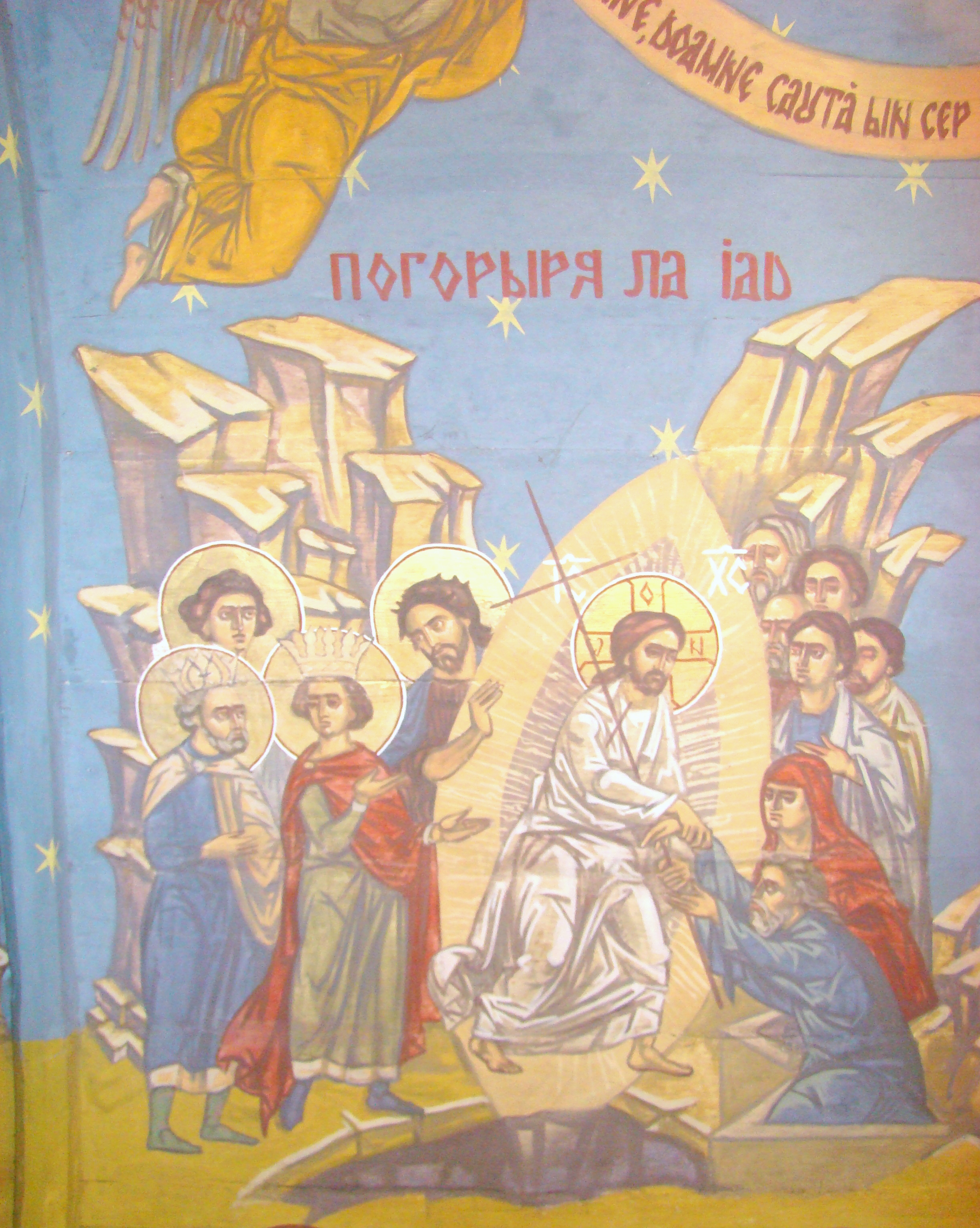
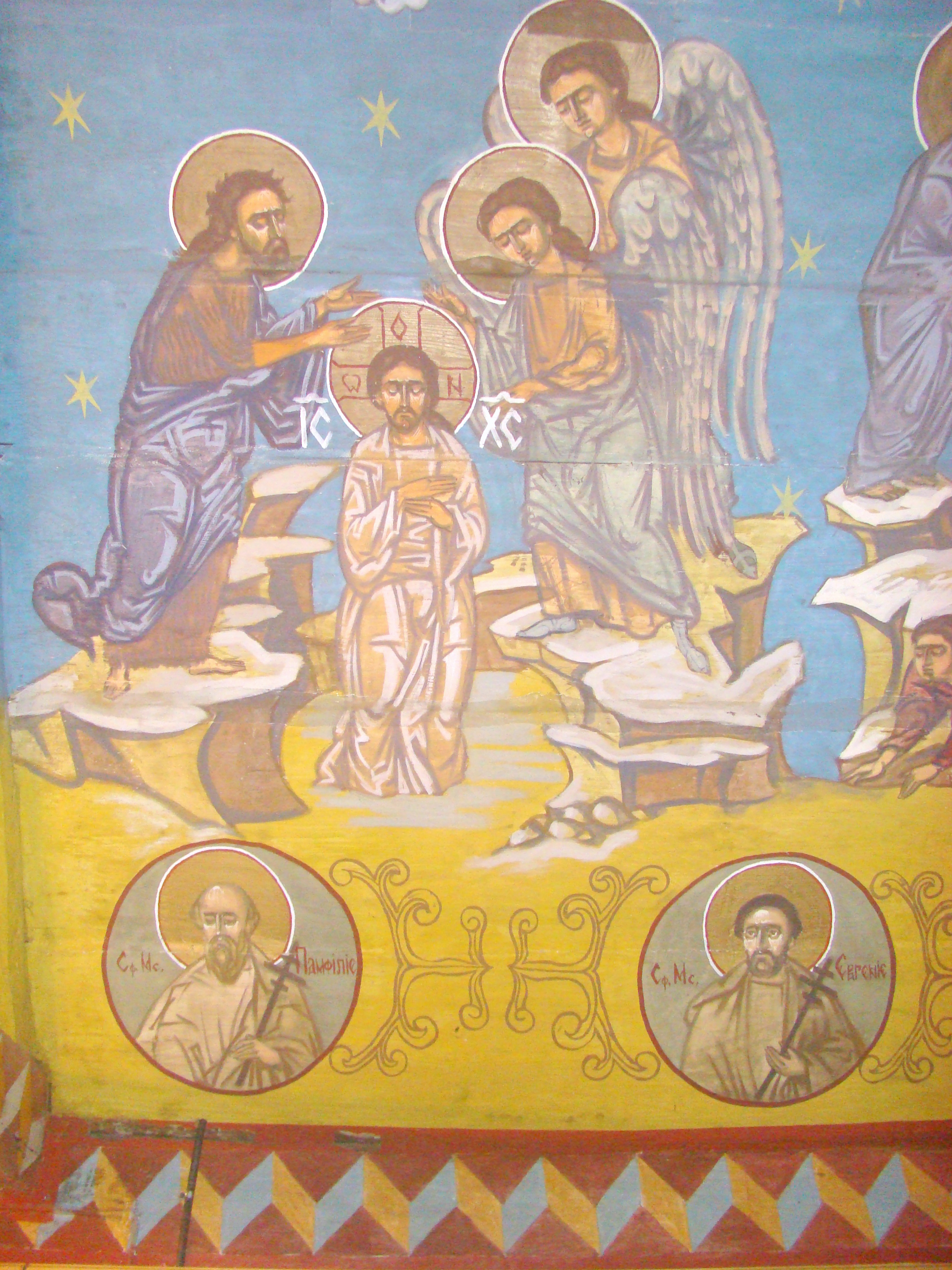
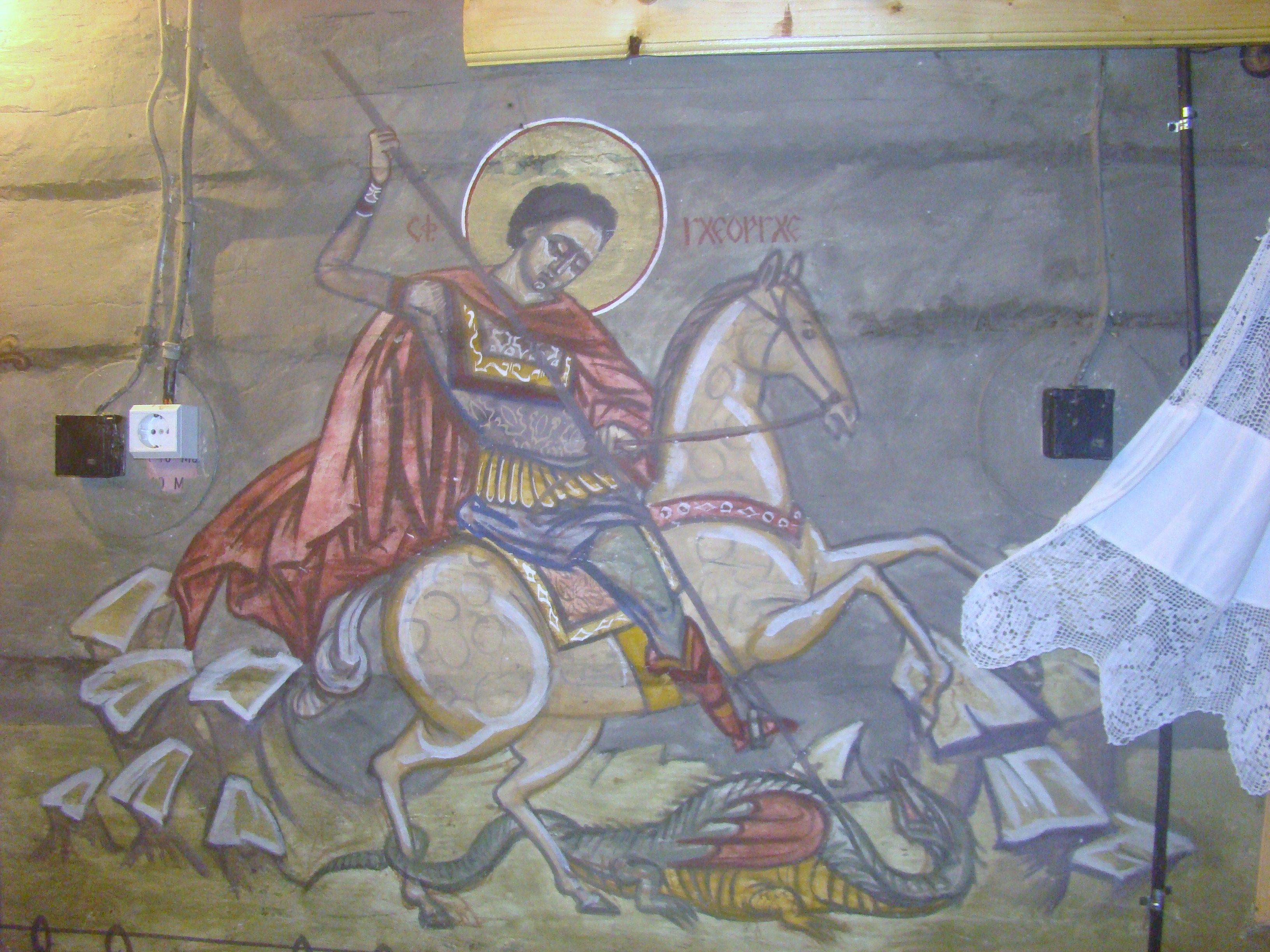
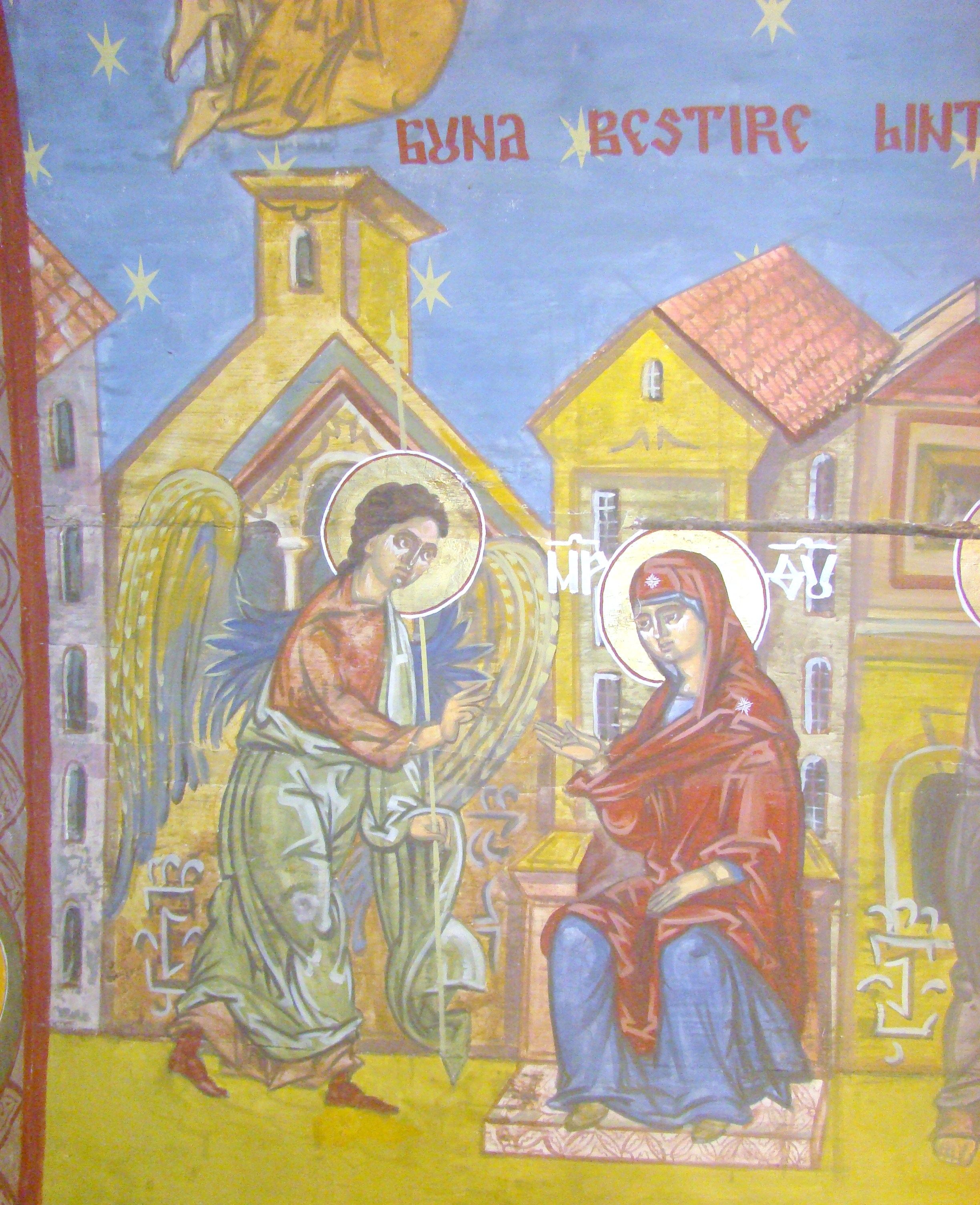
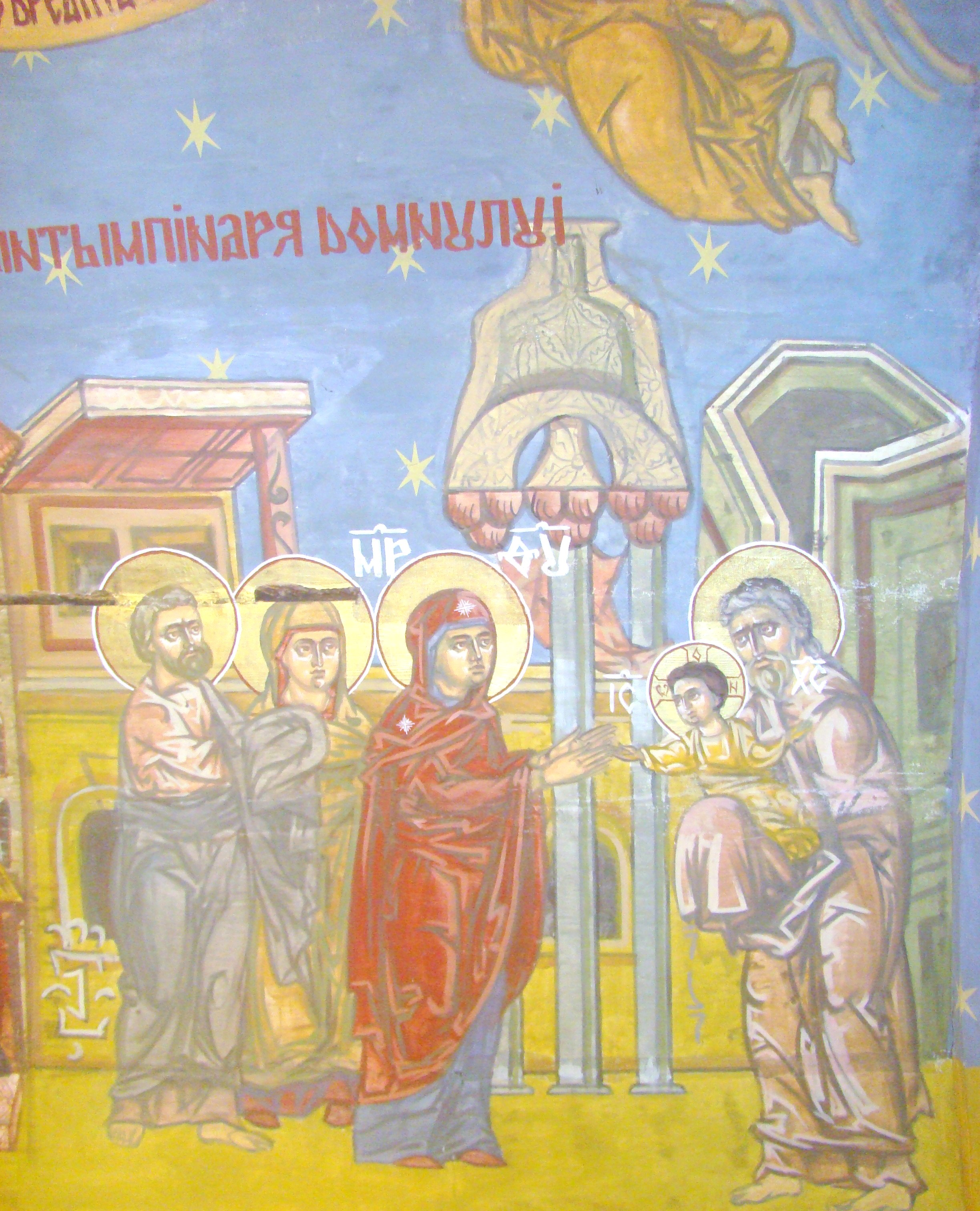
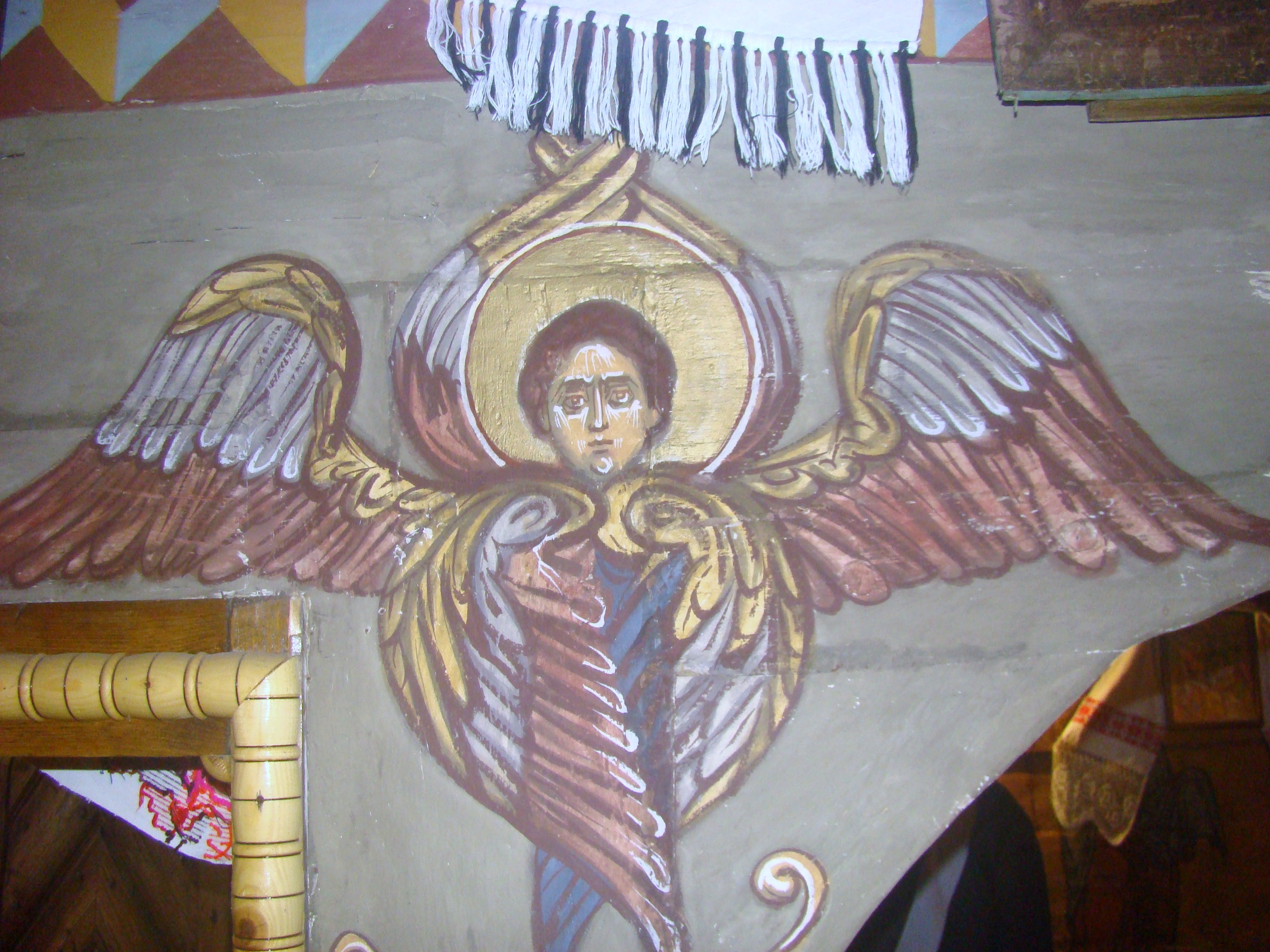
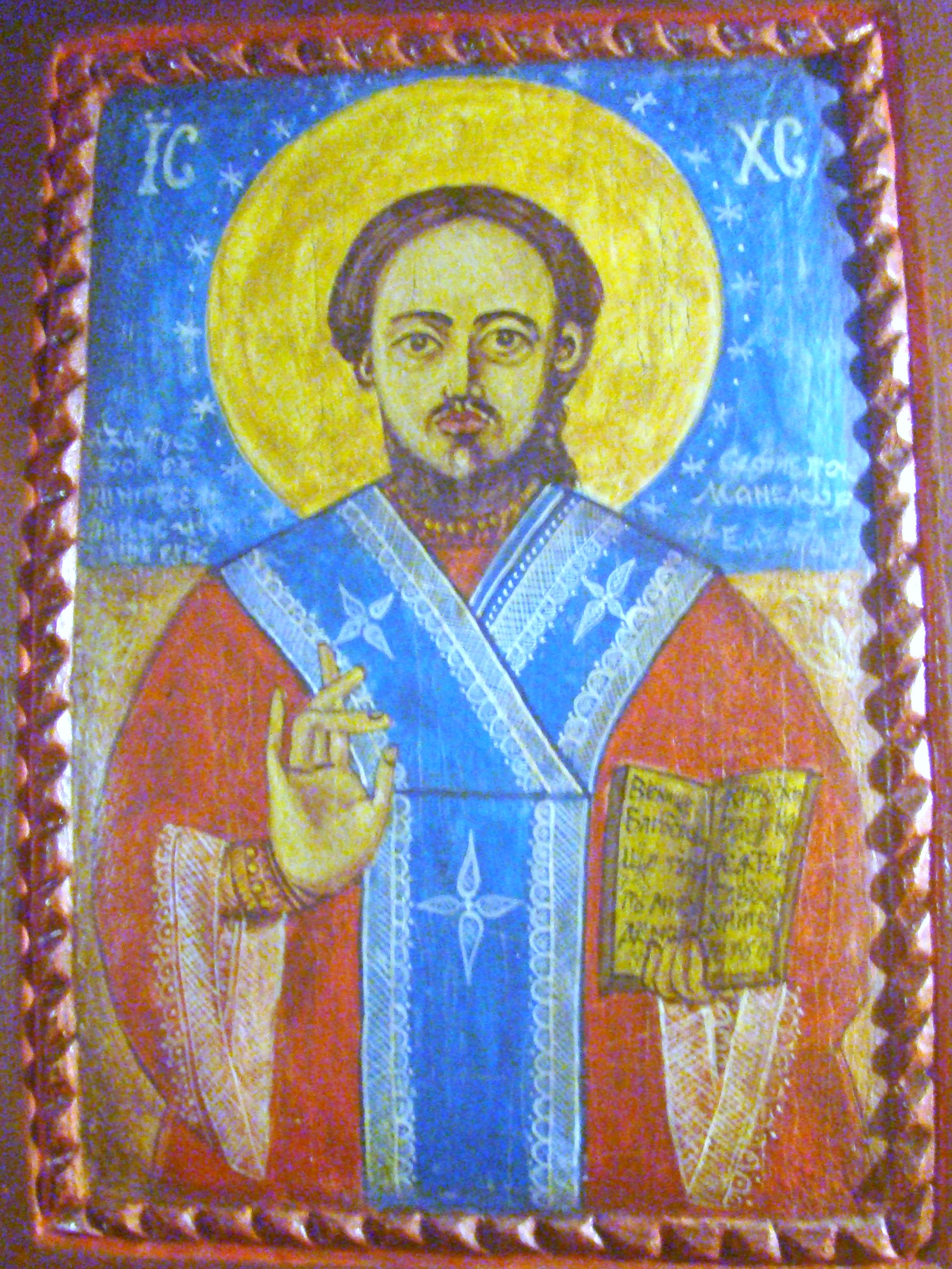
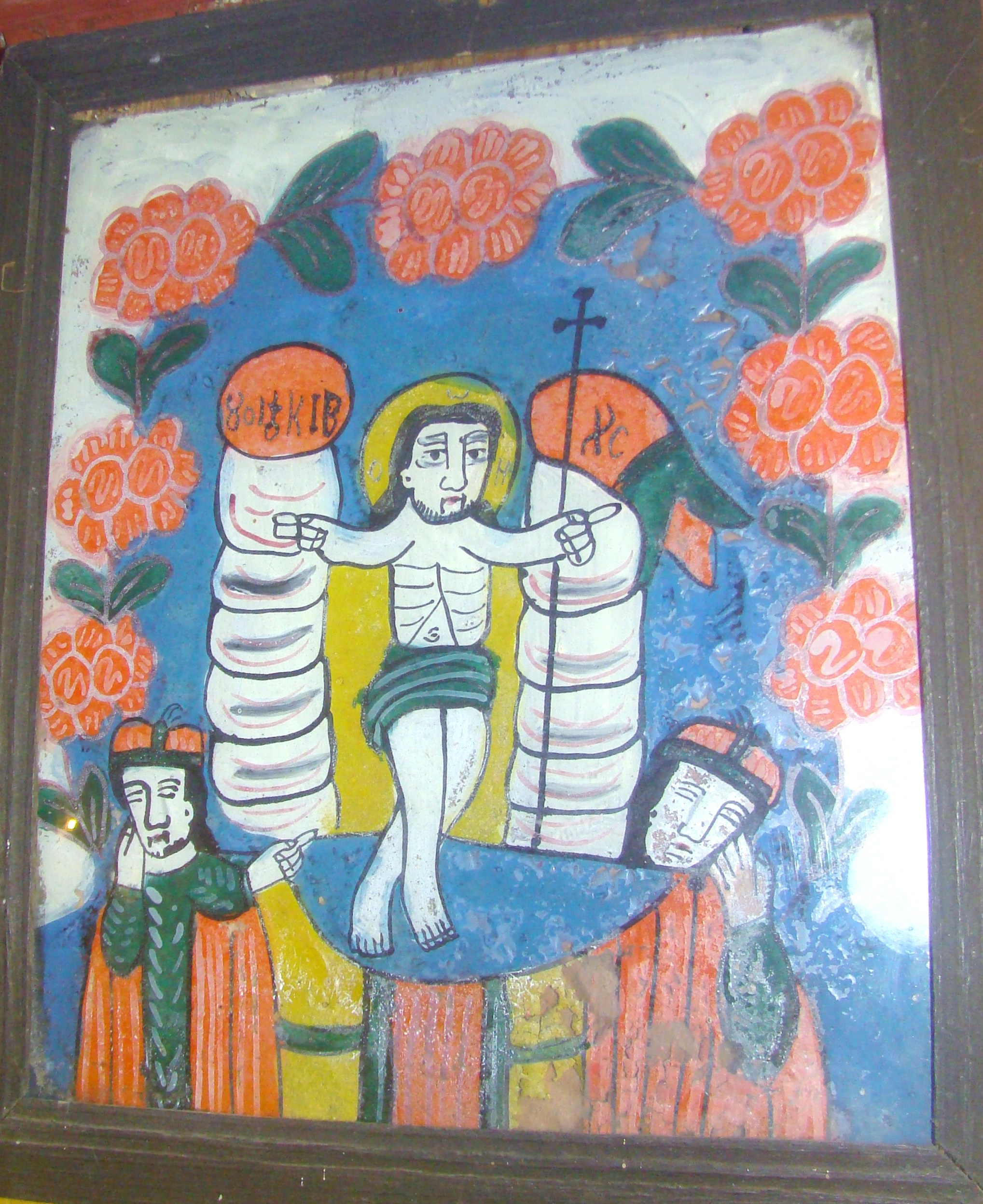
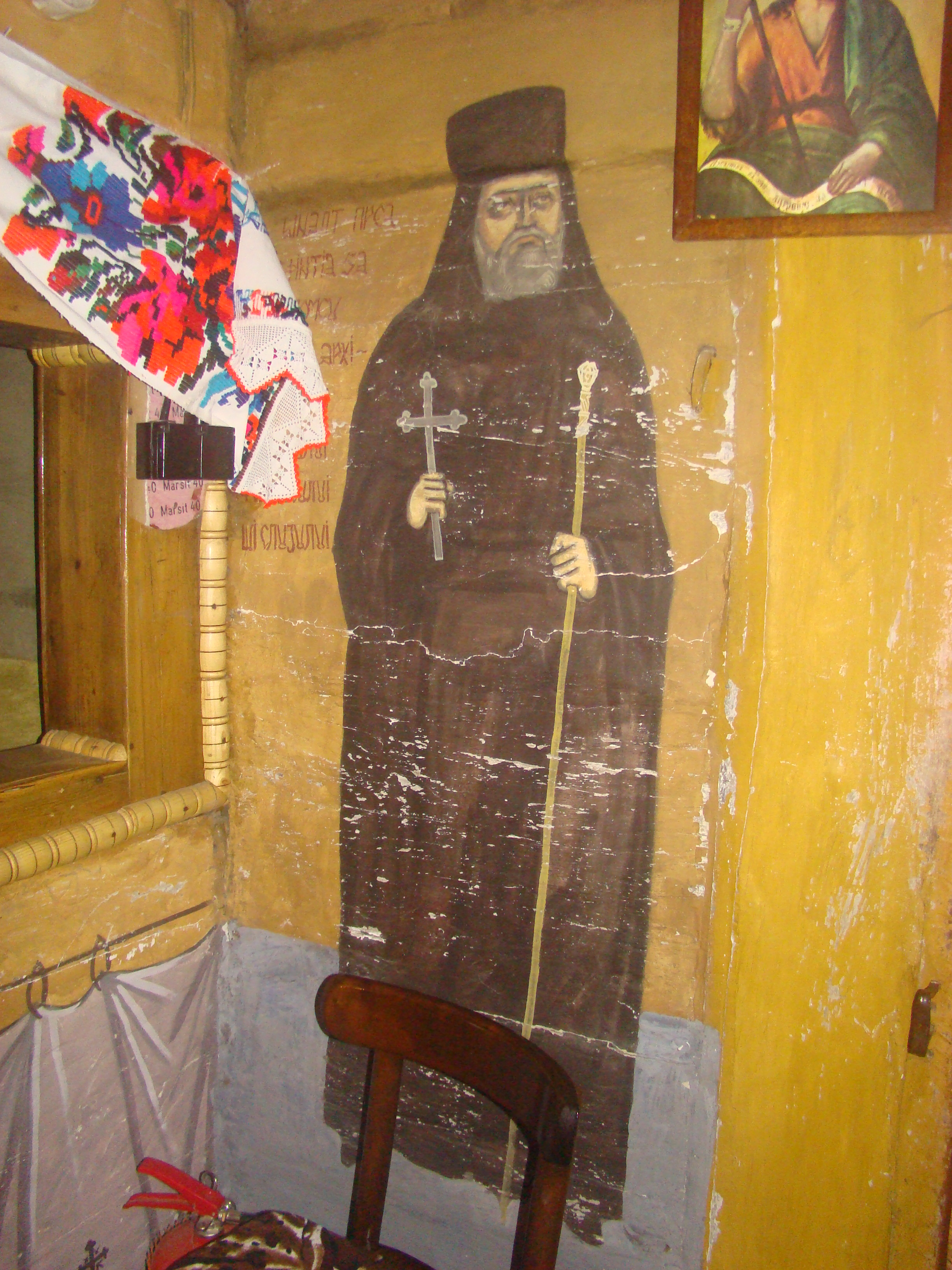
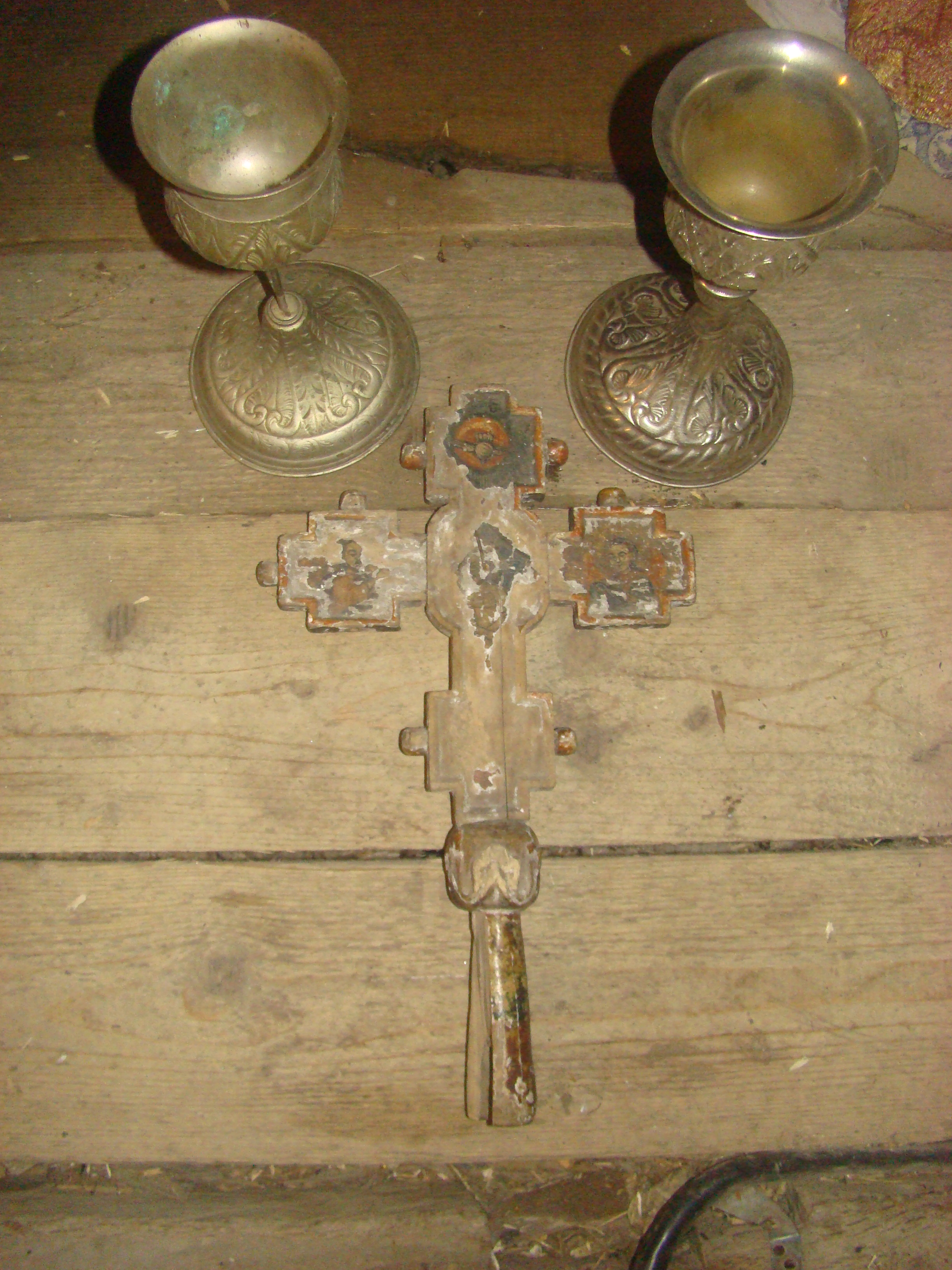
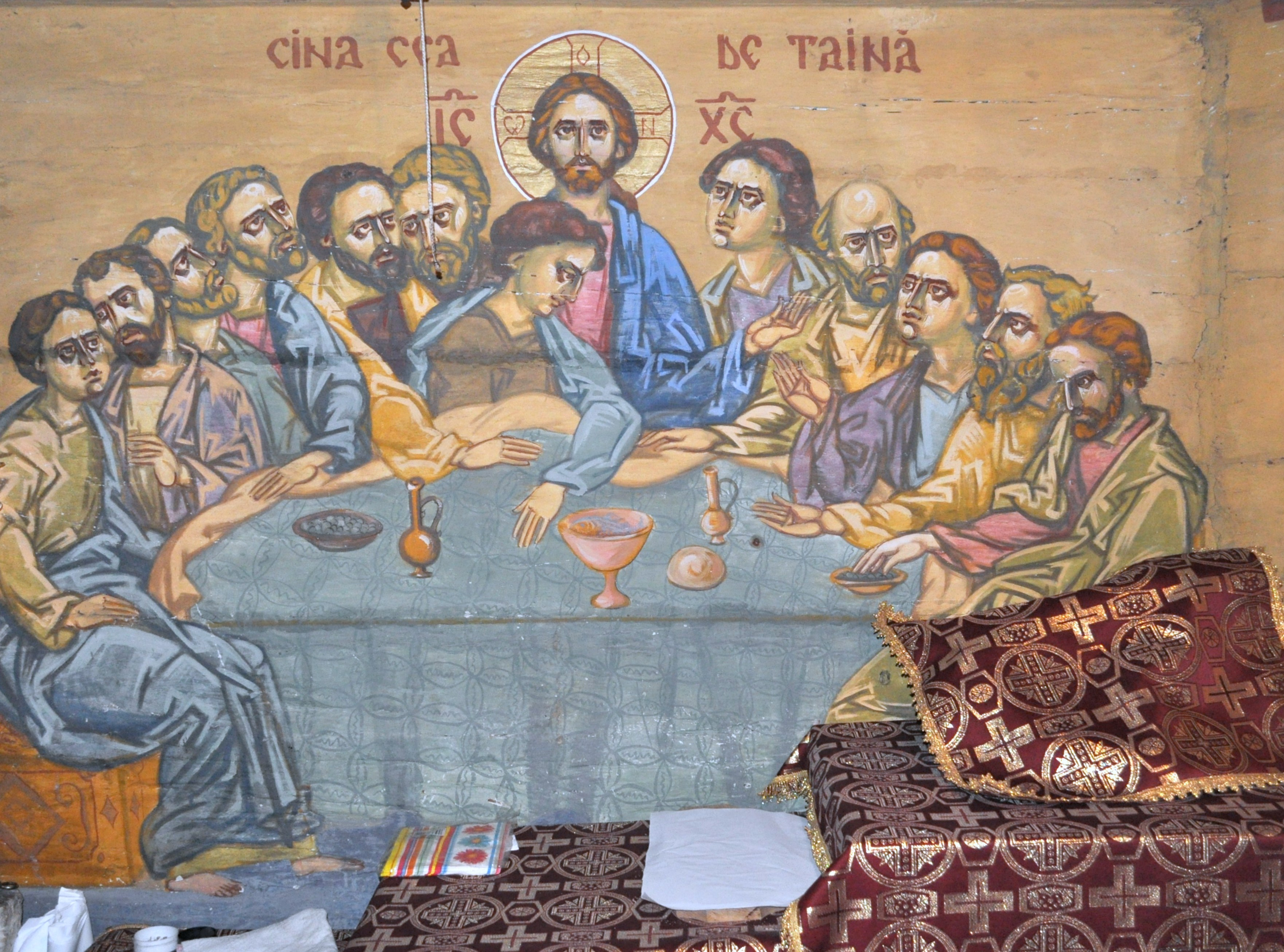

## Imagini din exterior

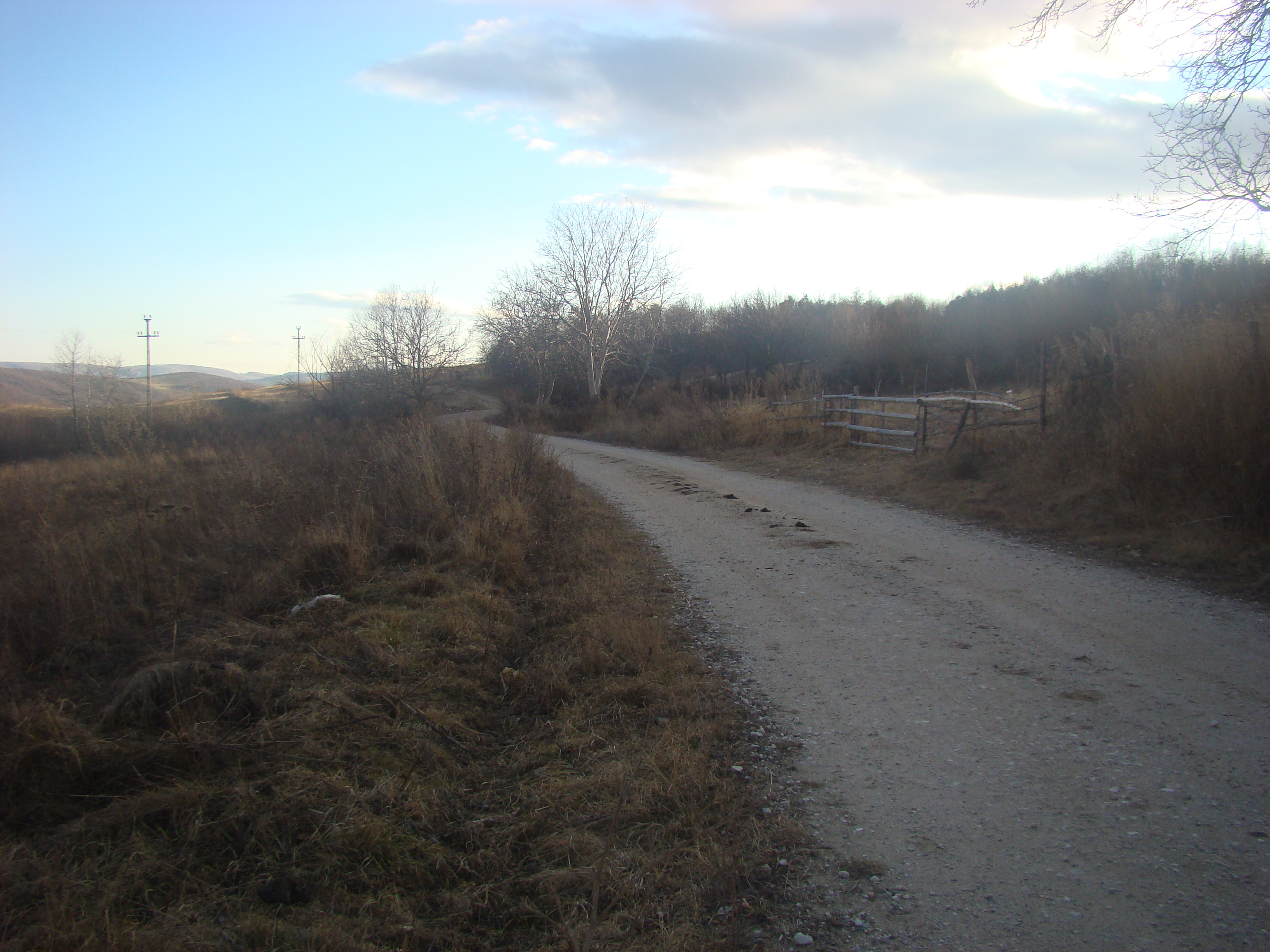
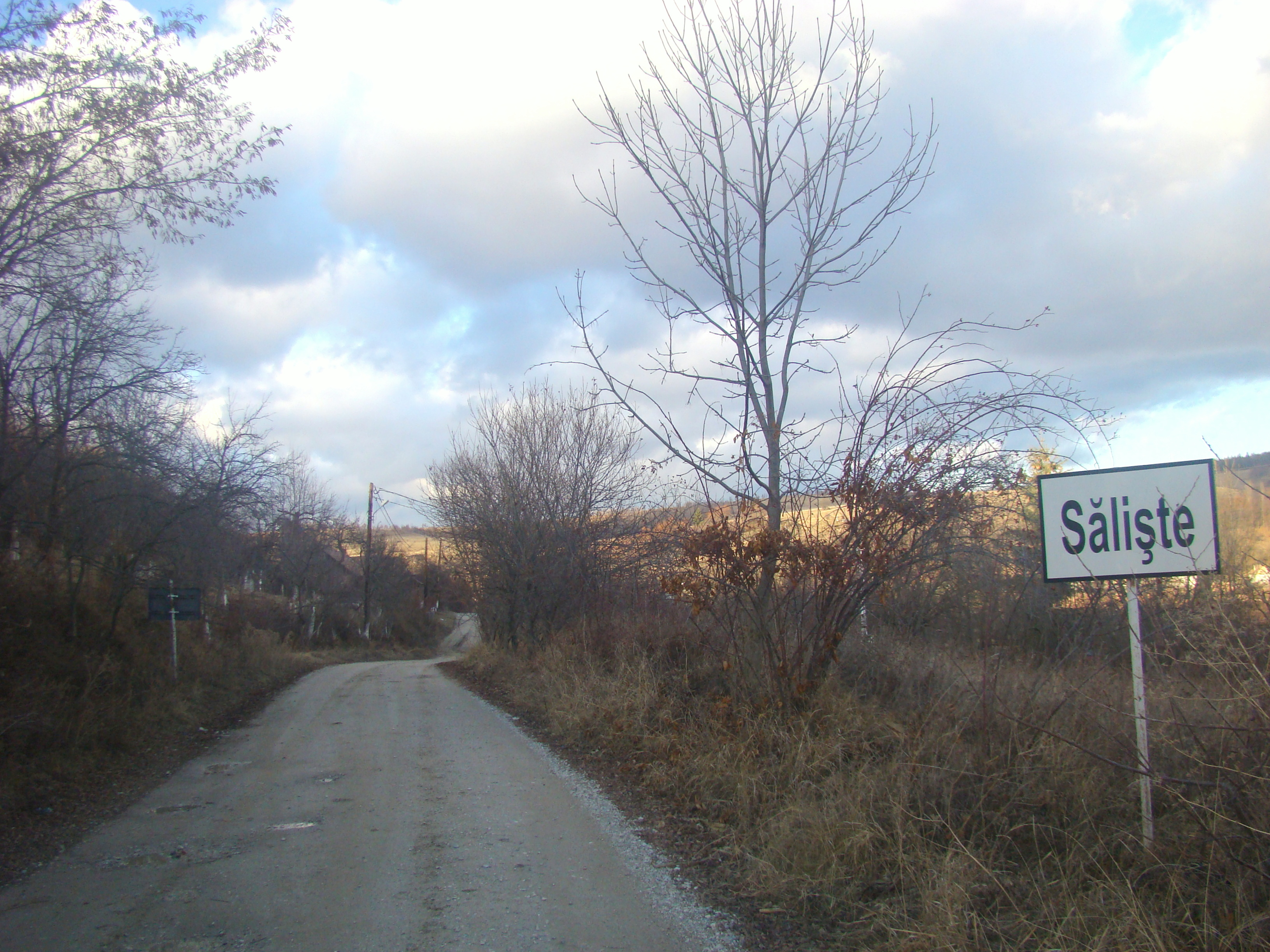
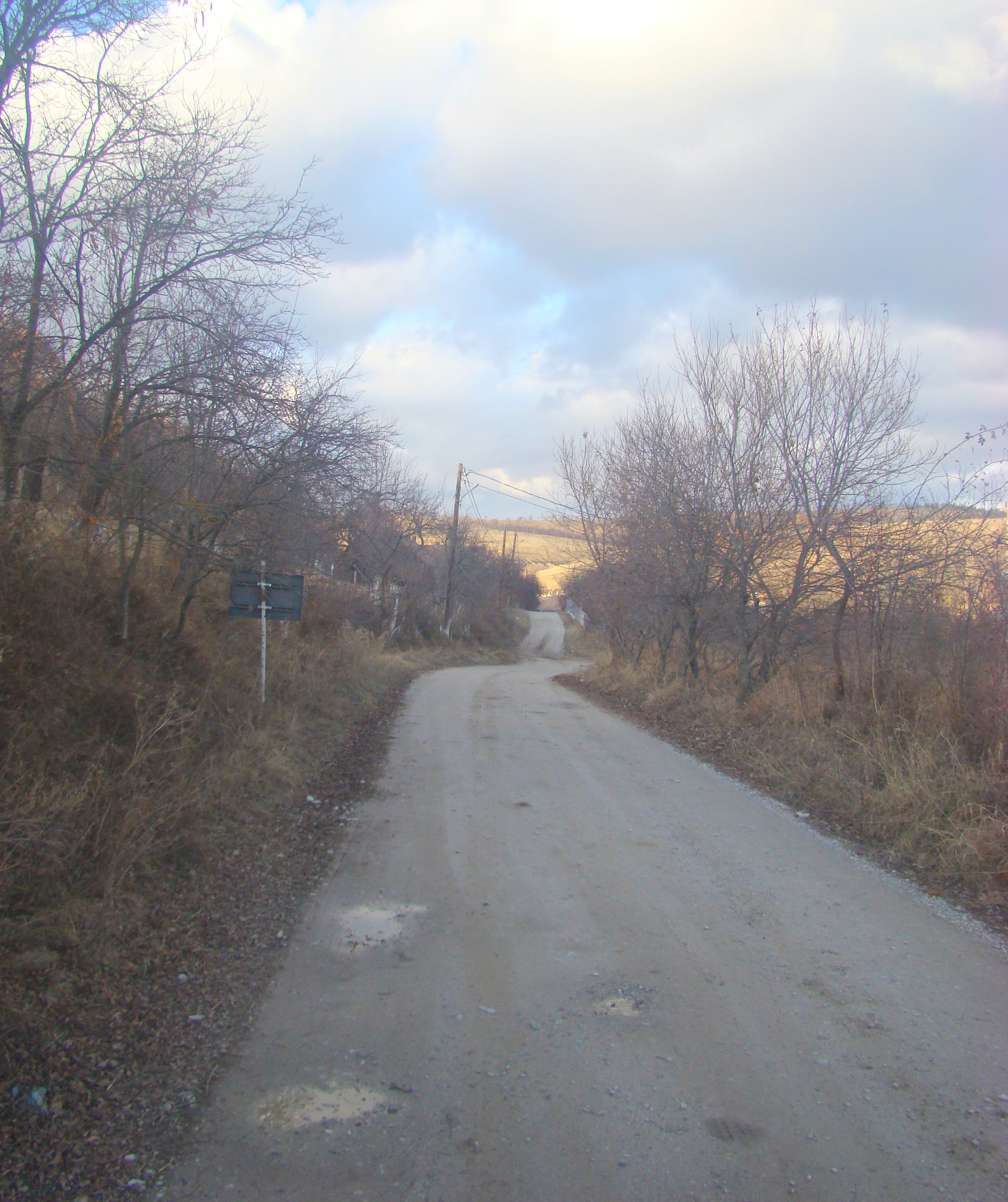
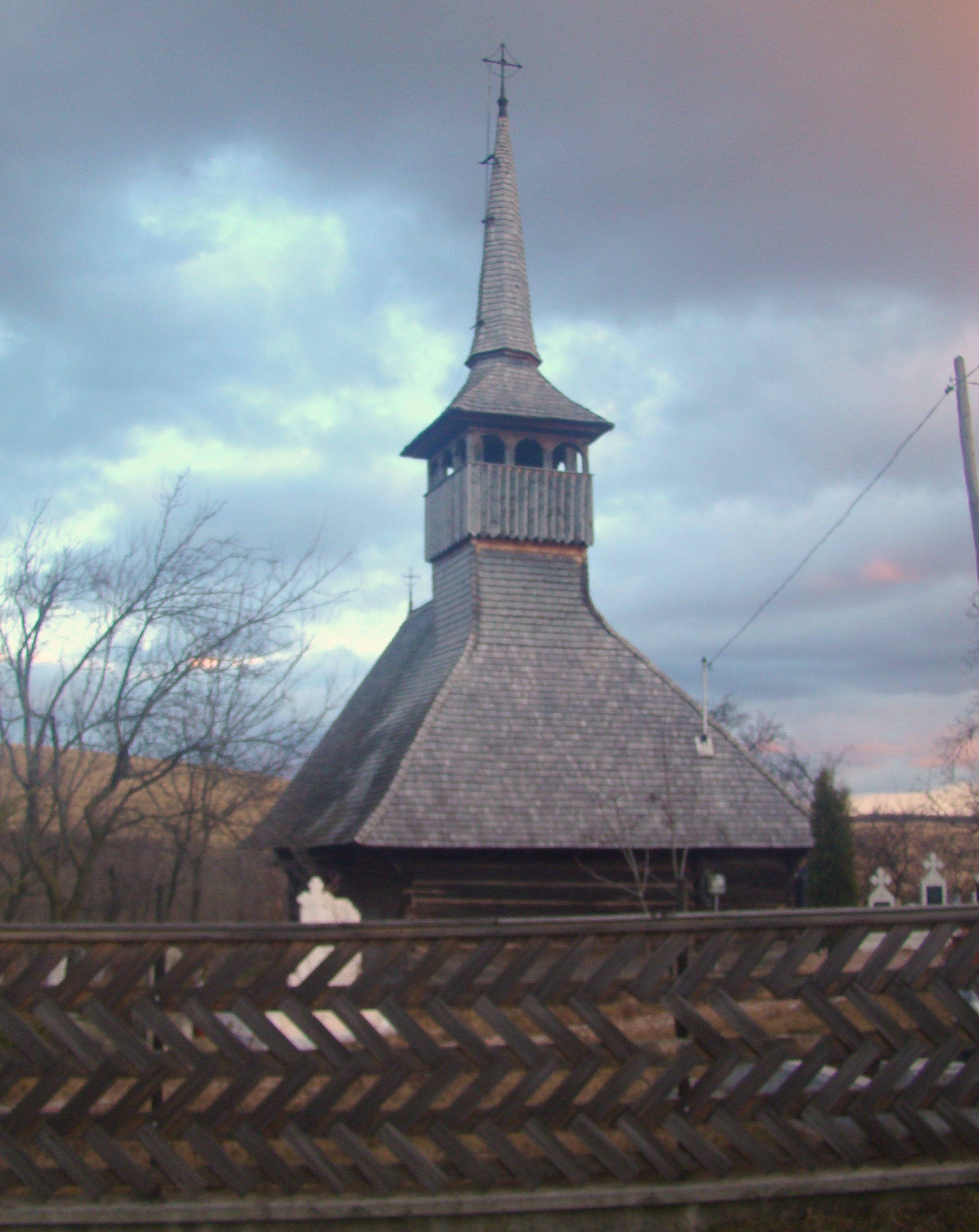
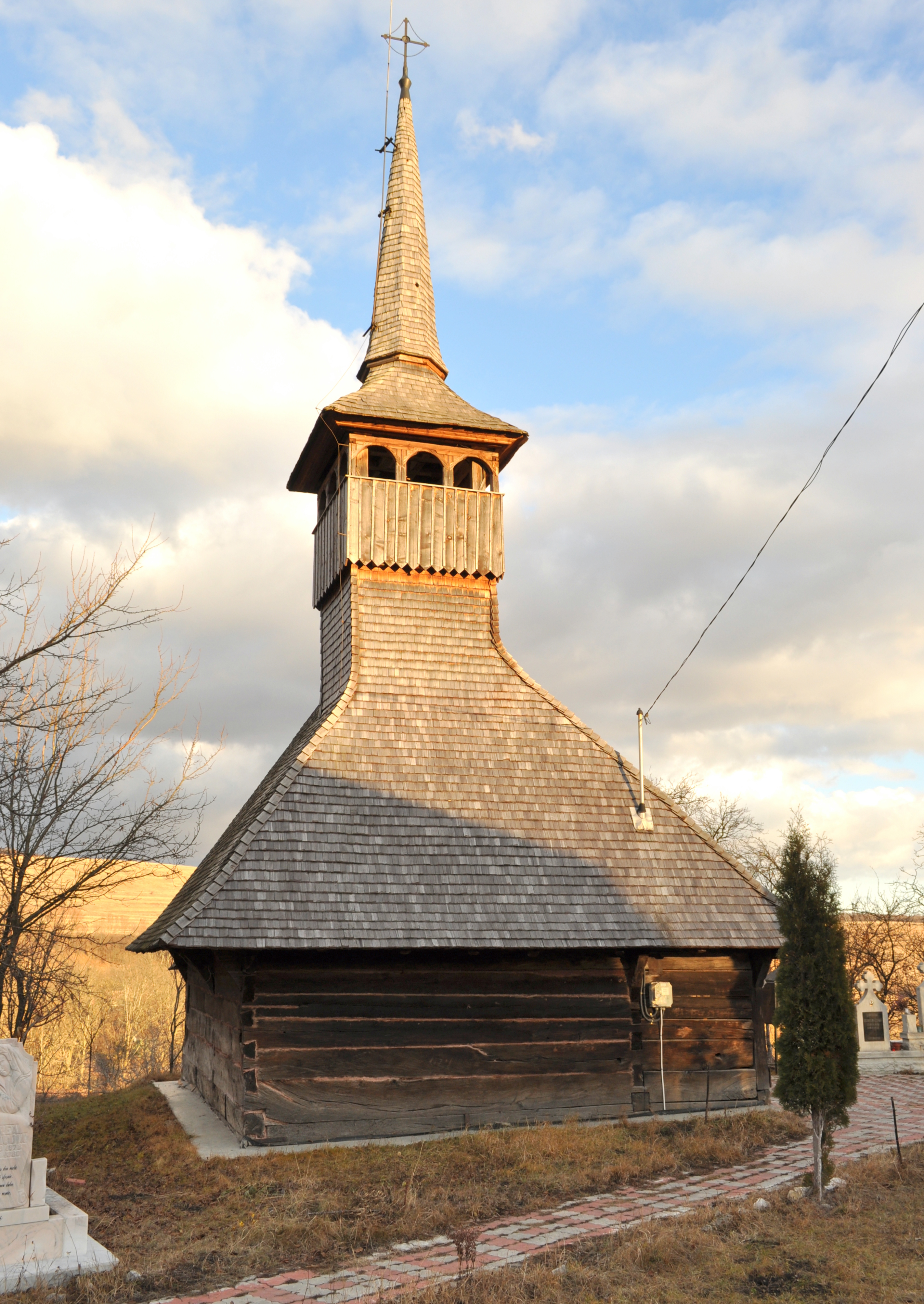
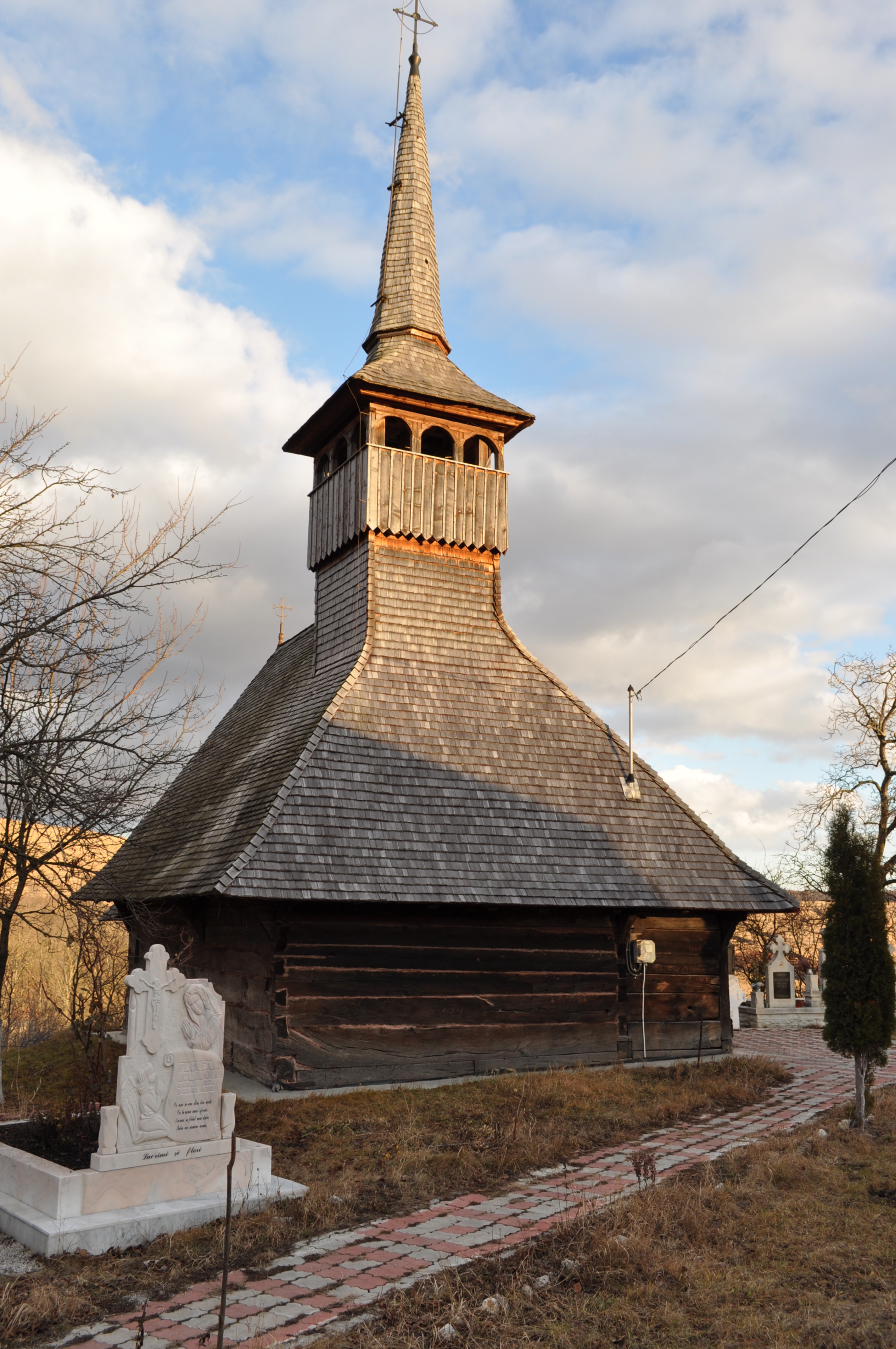
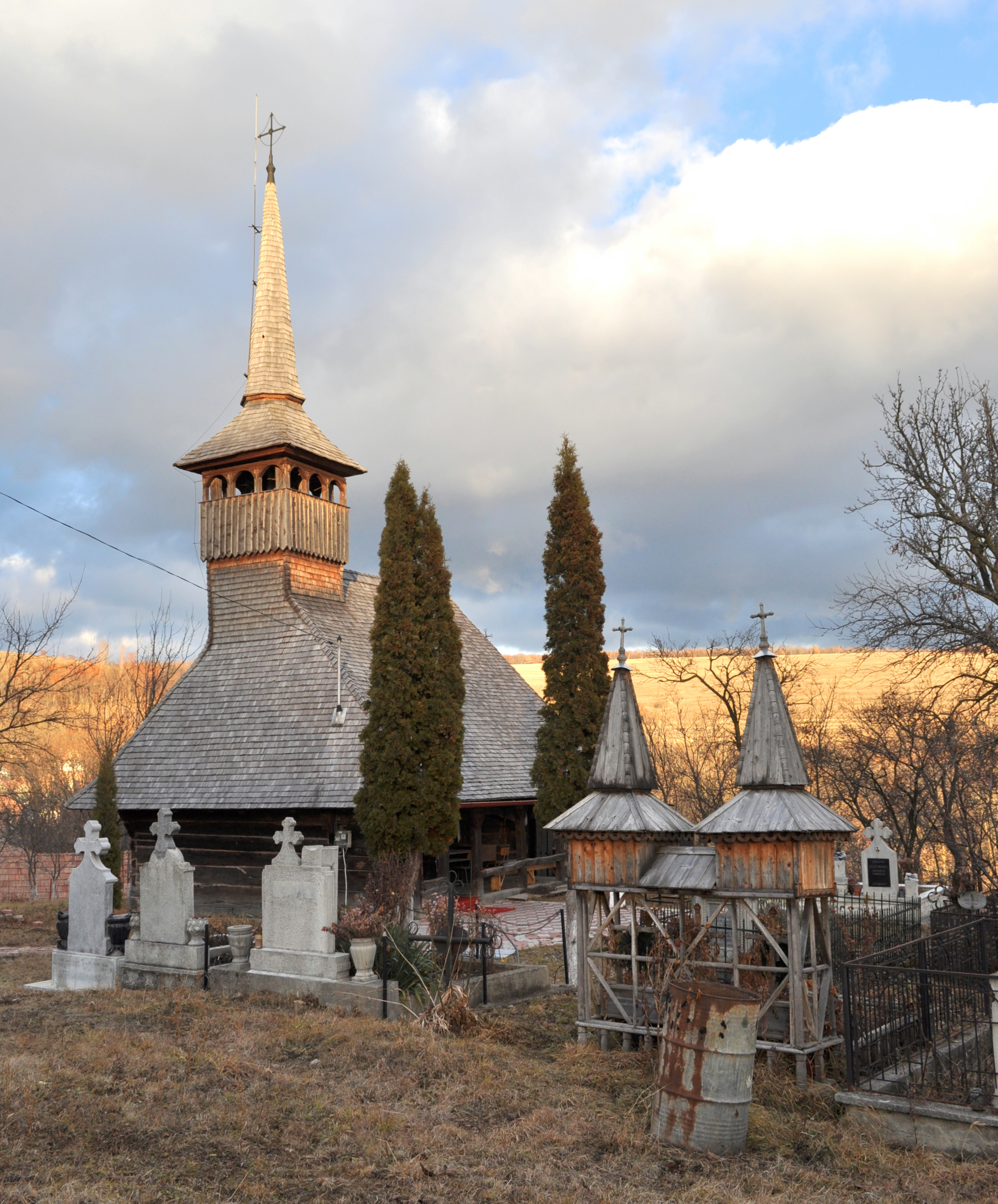
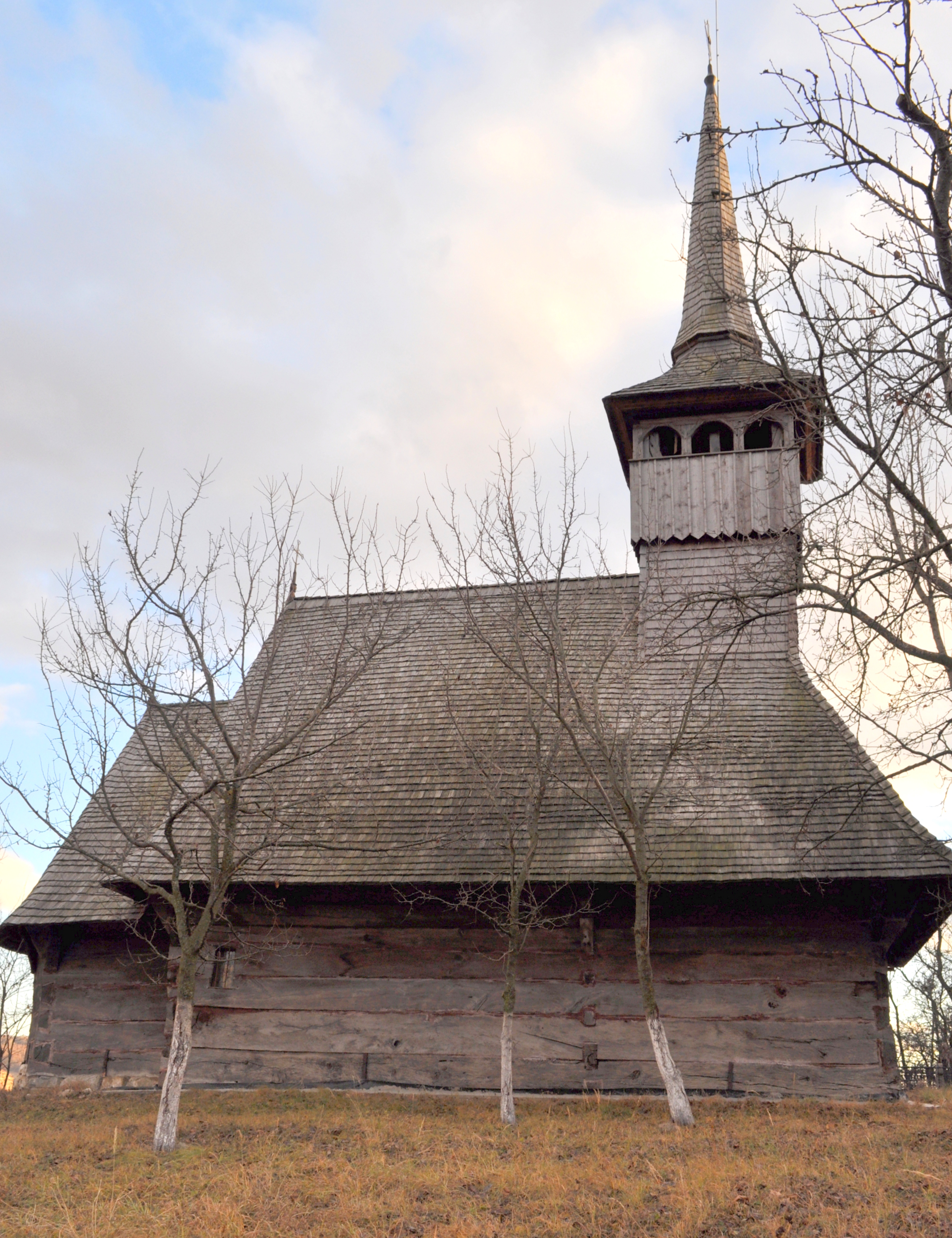
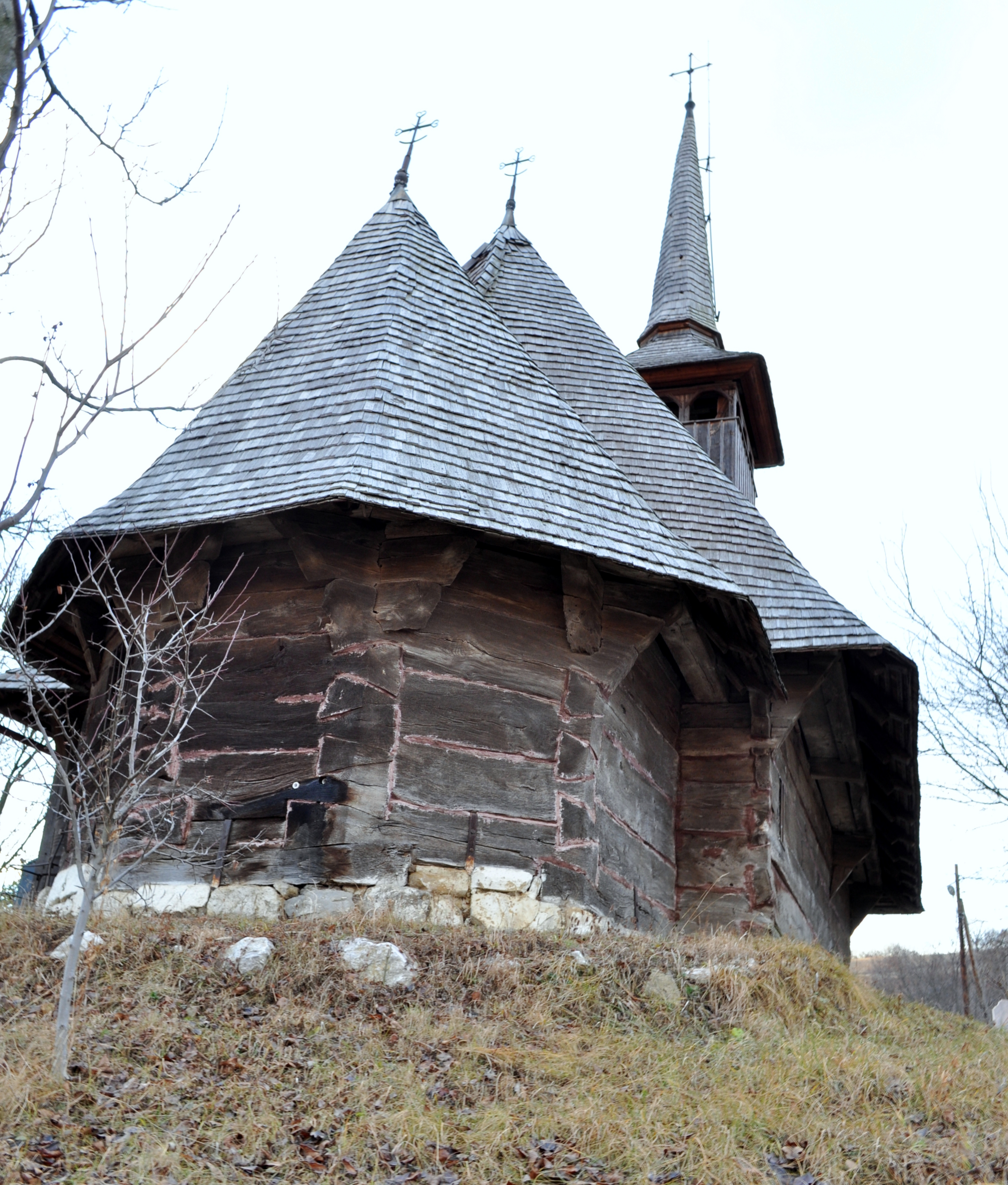
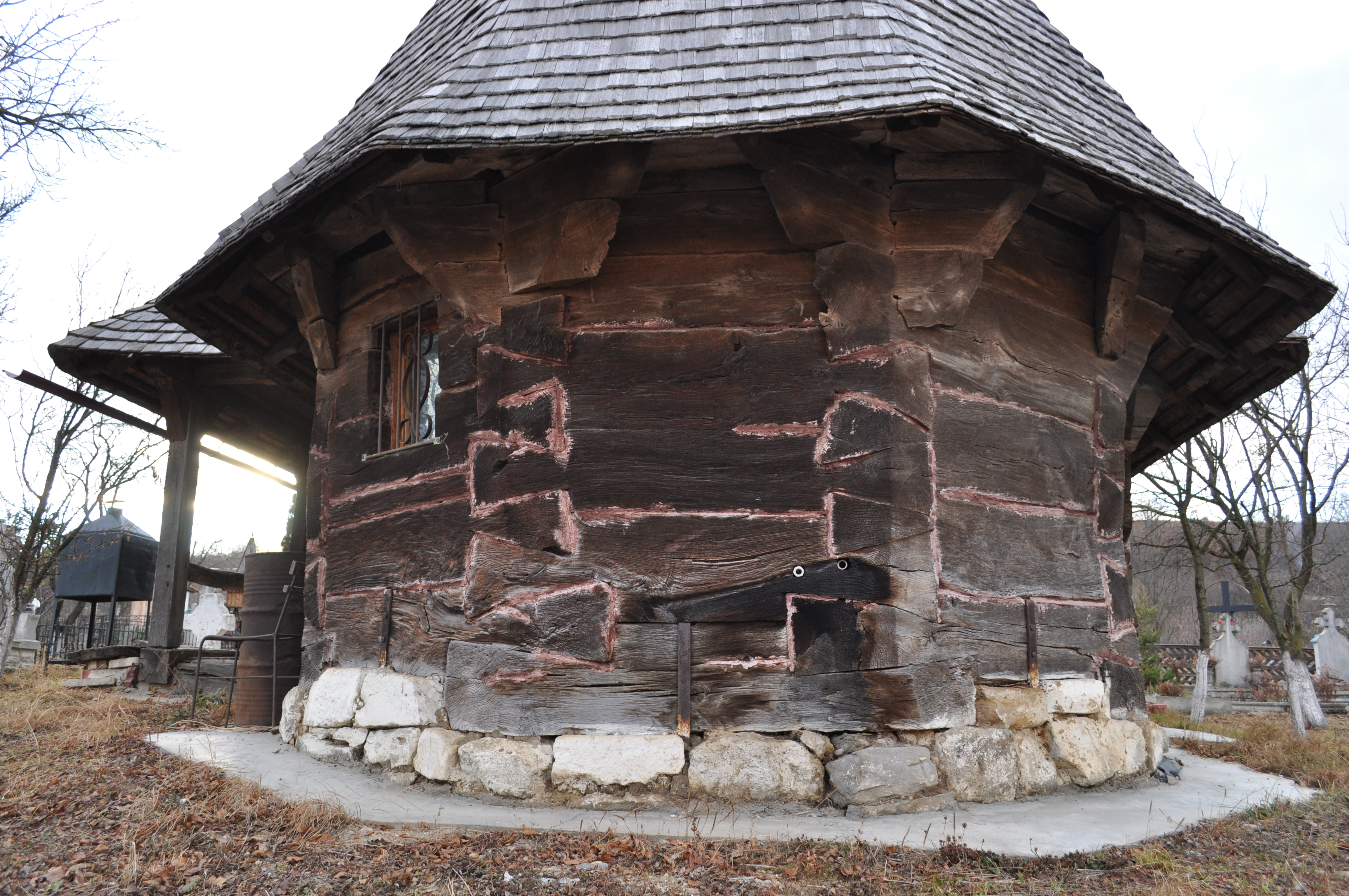
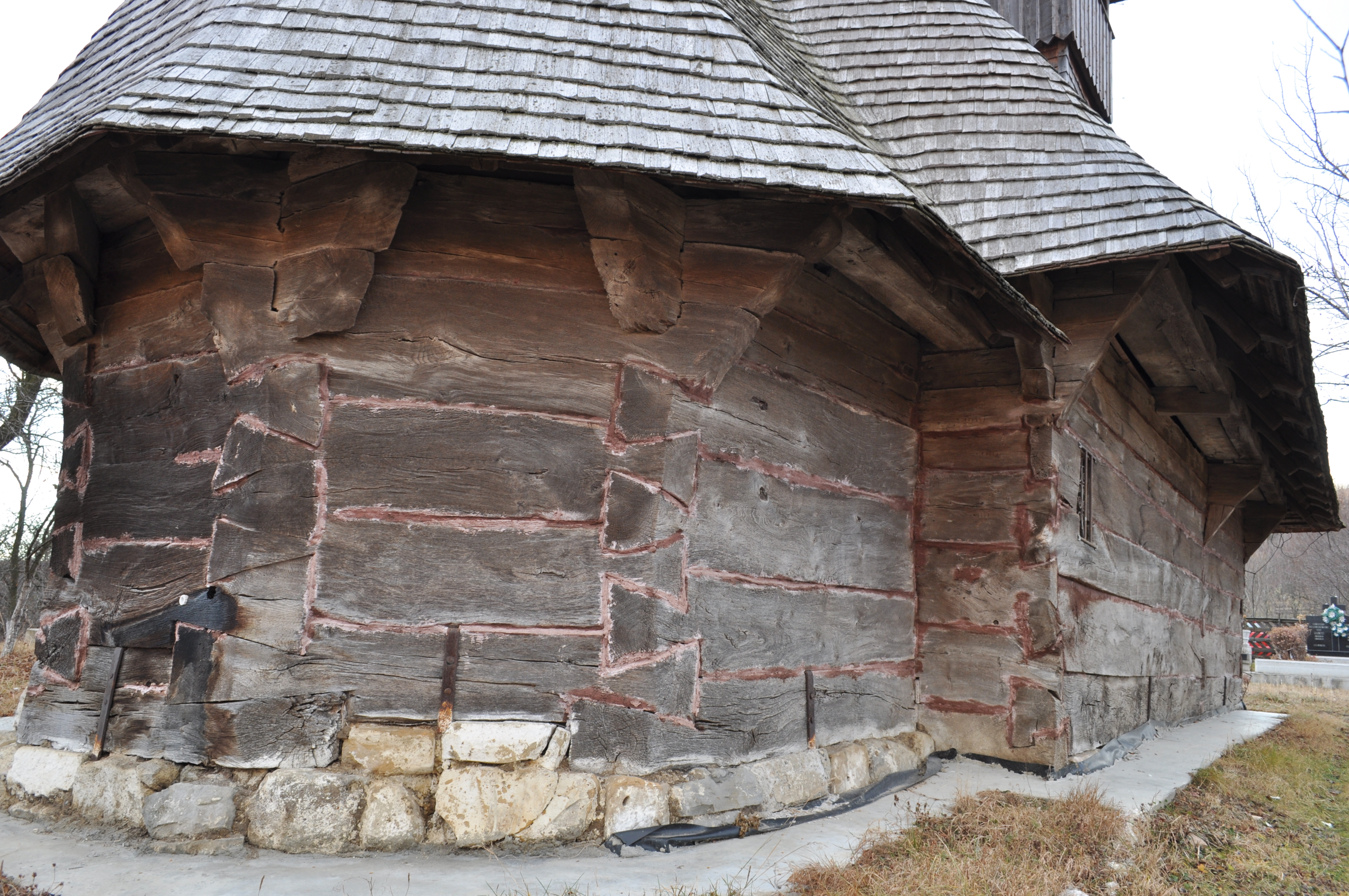
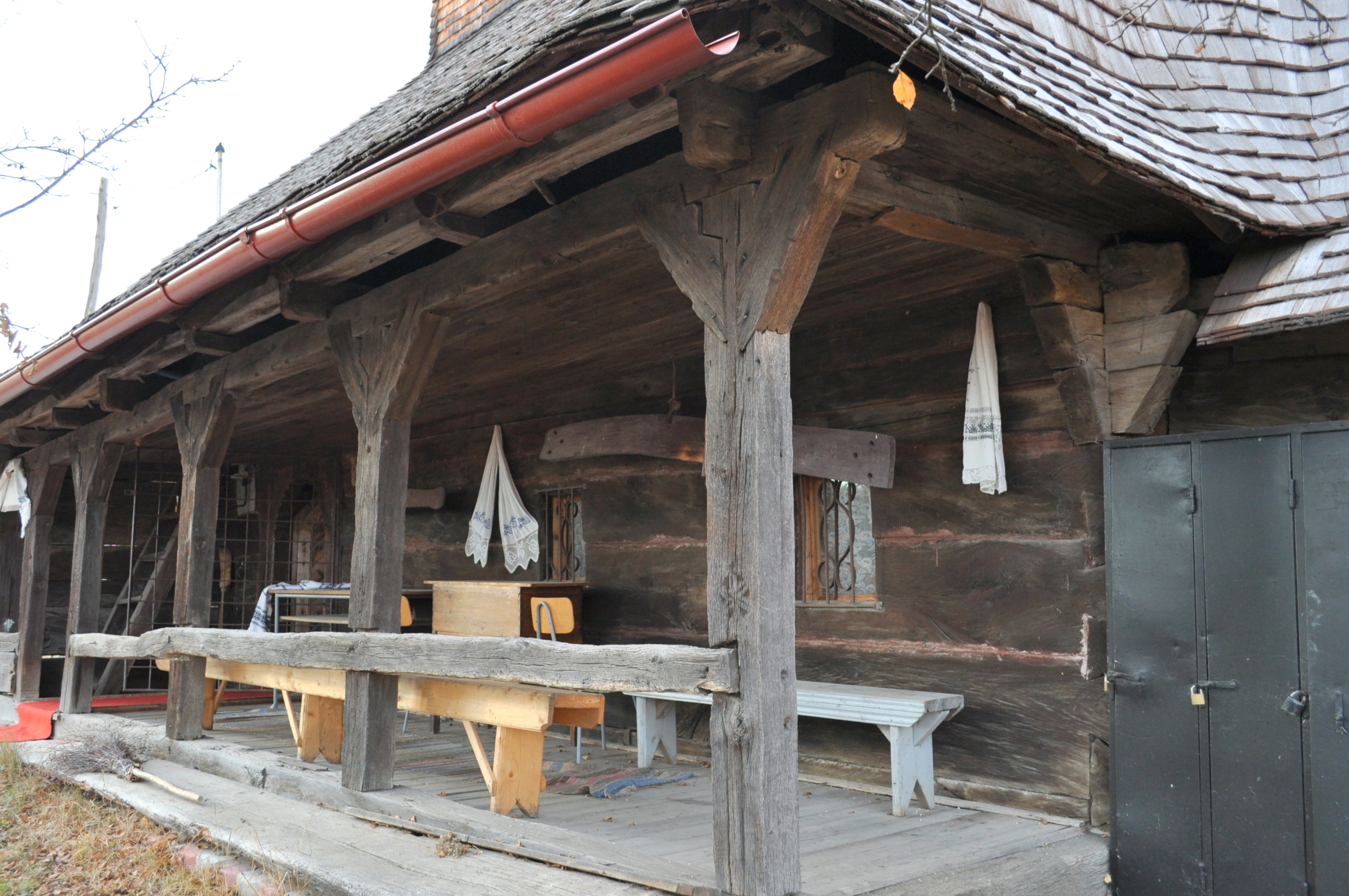
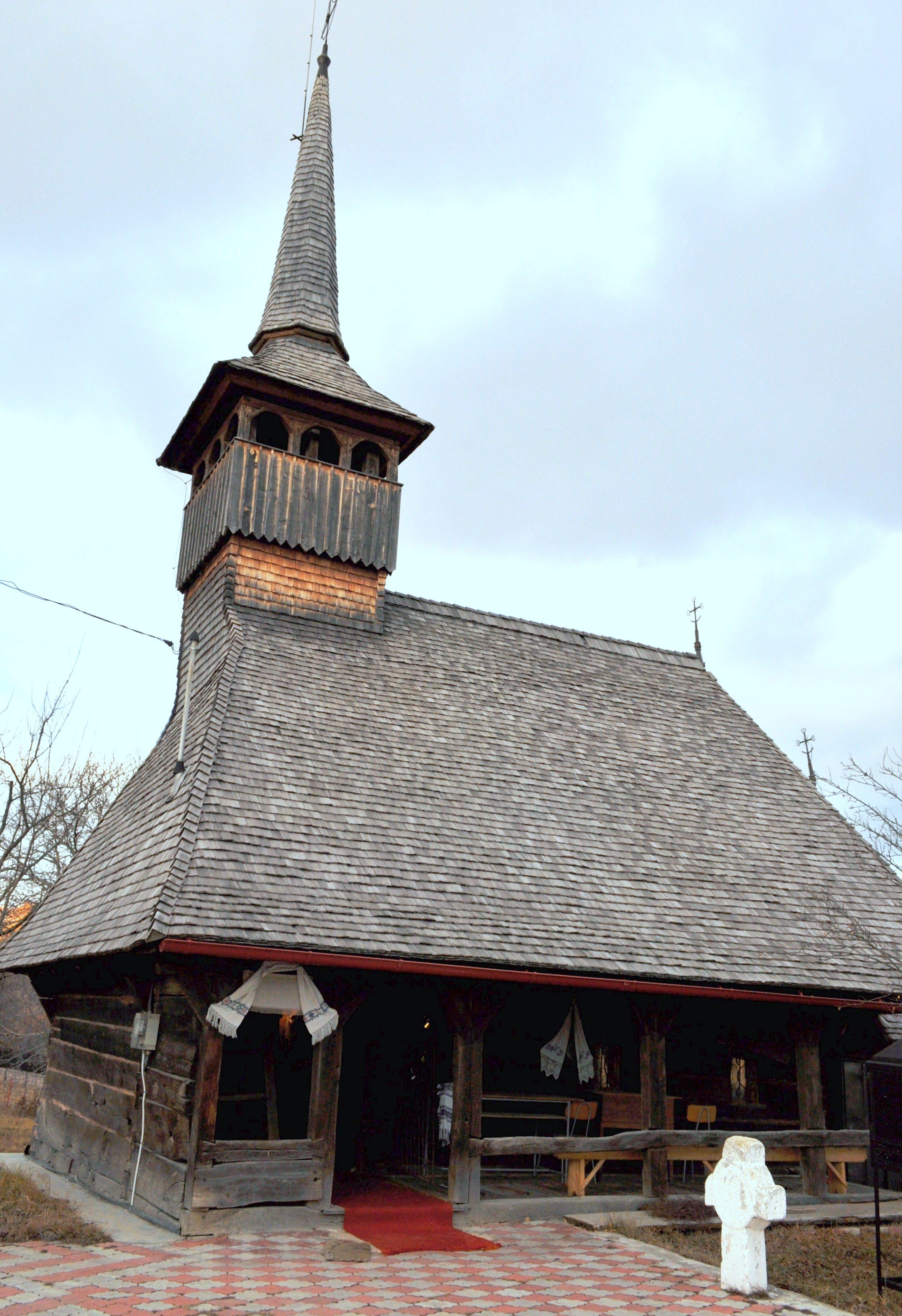
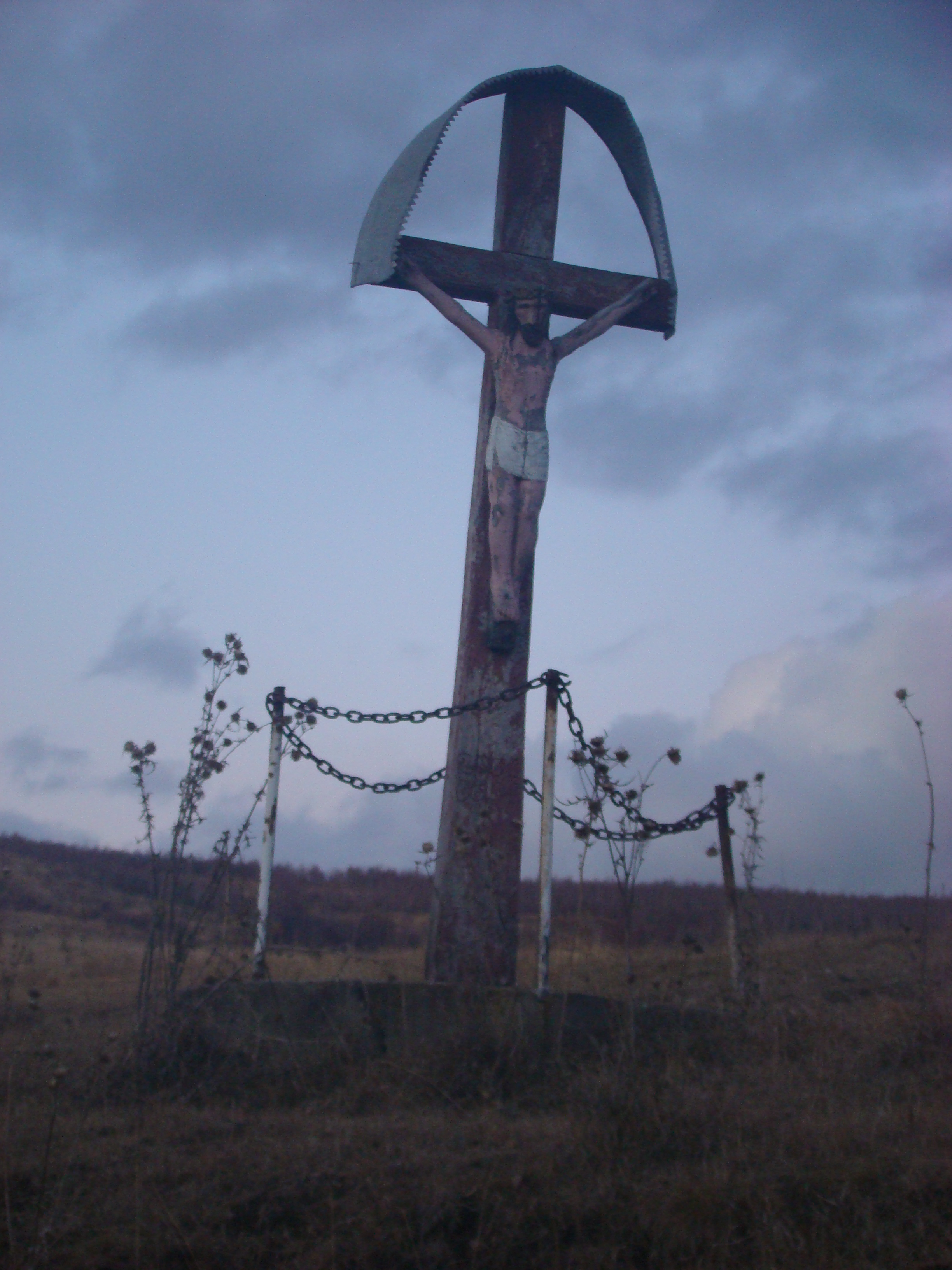
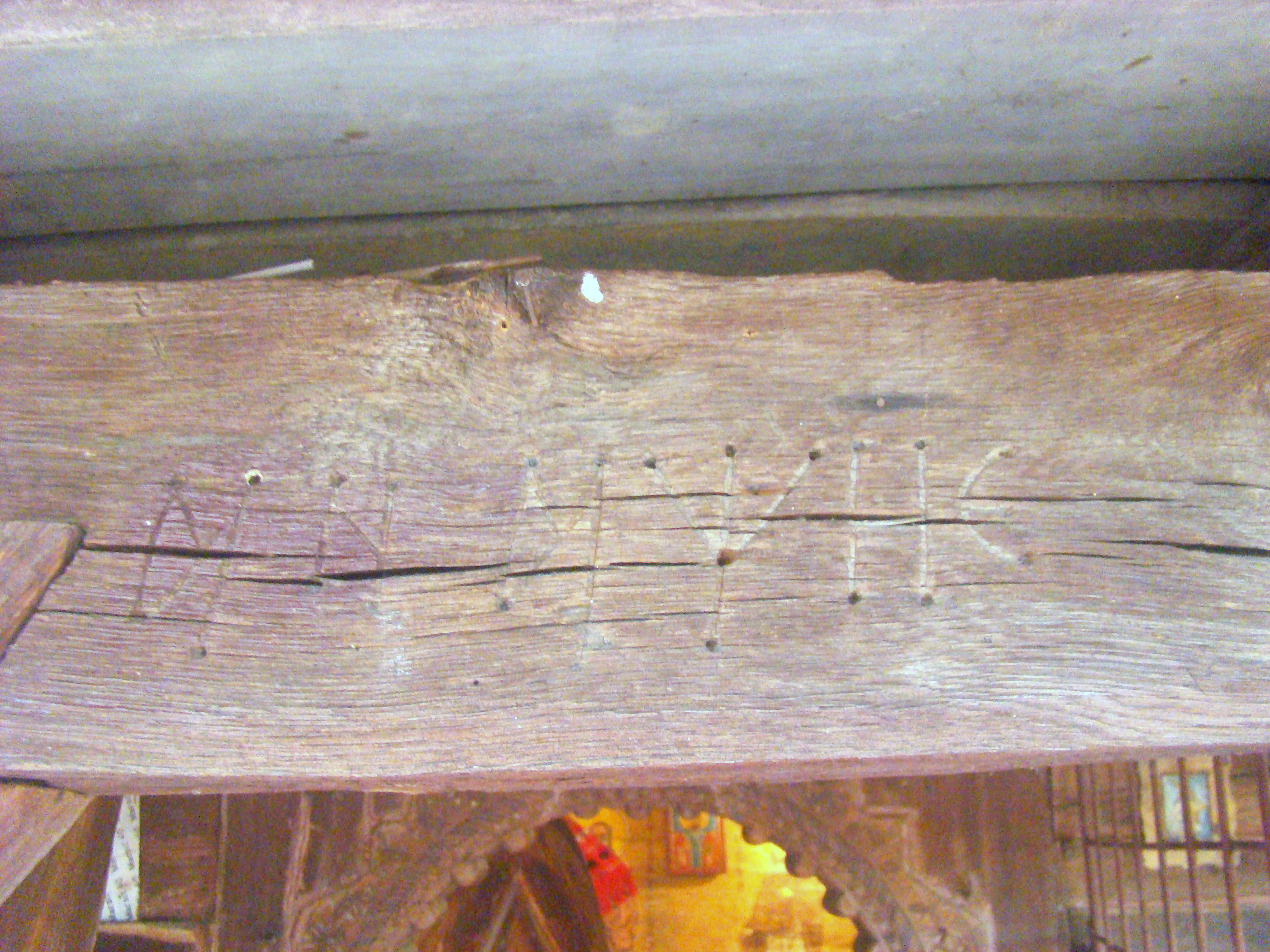
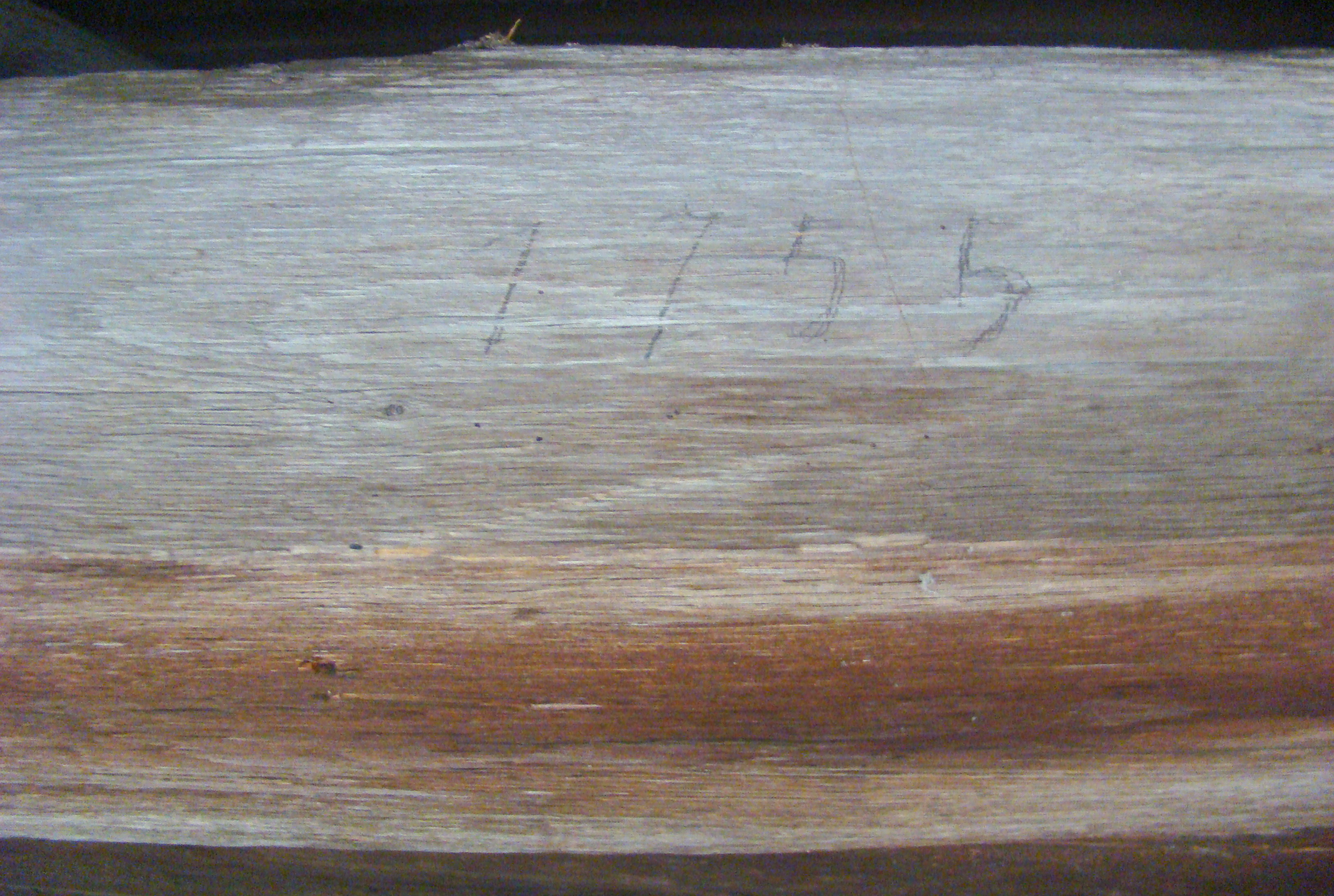
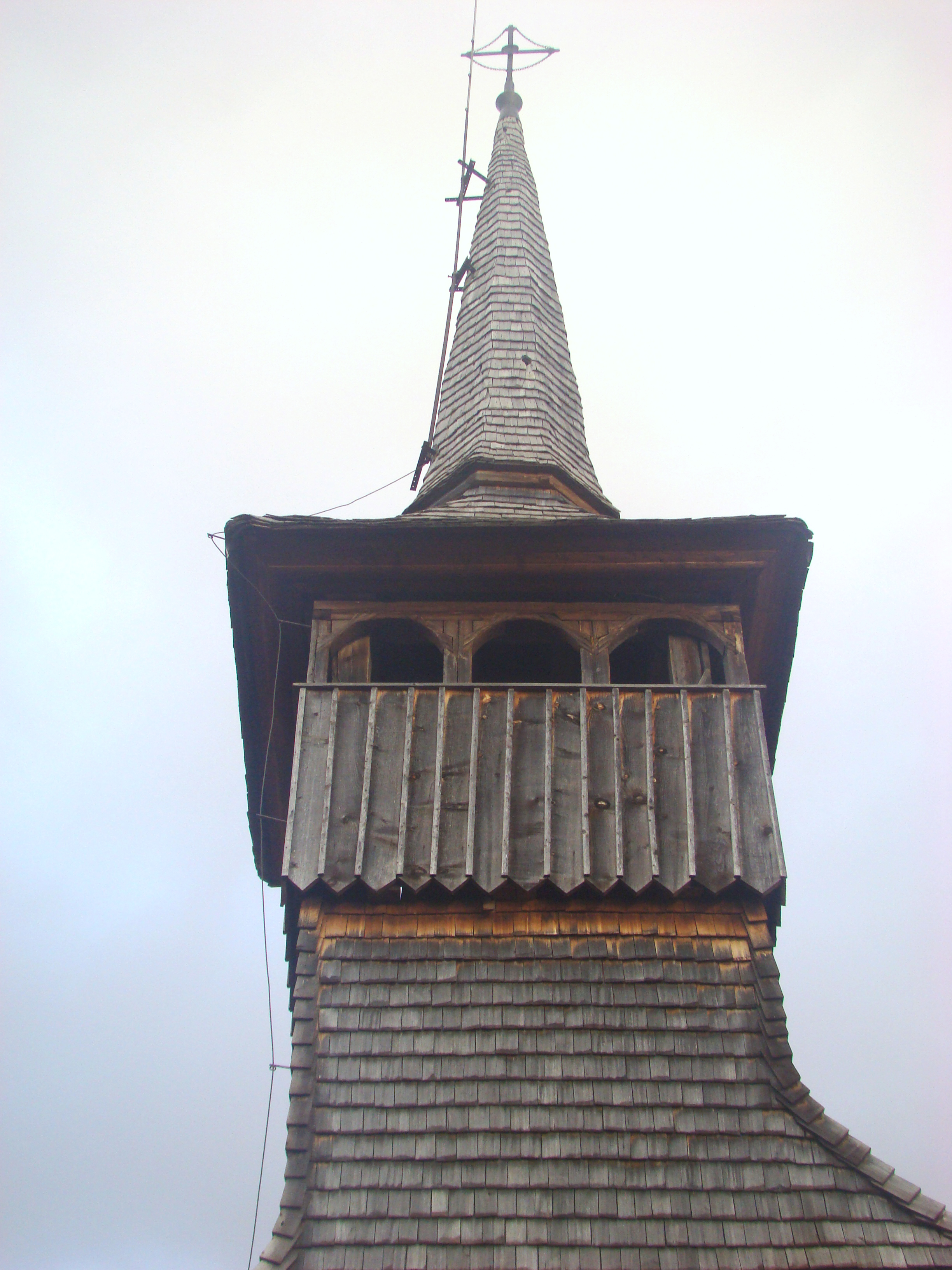
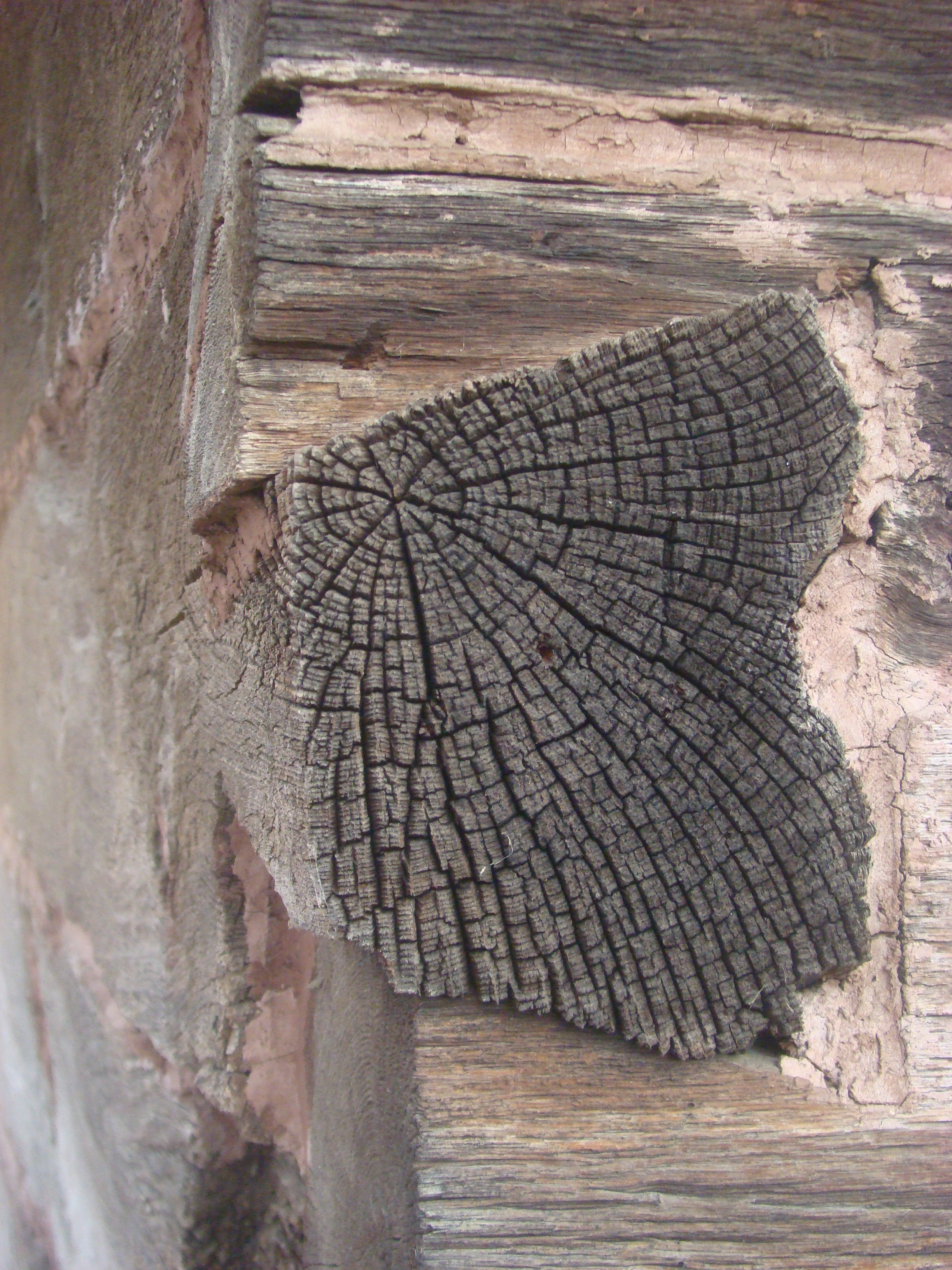
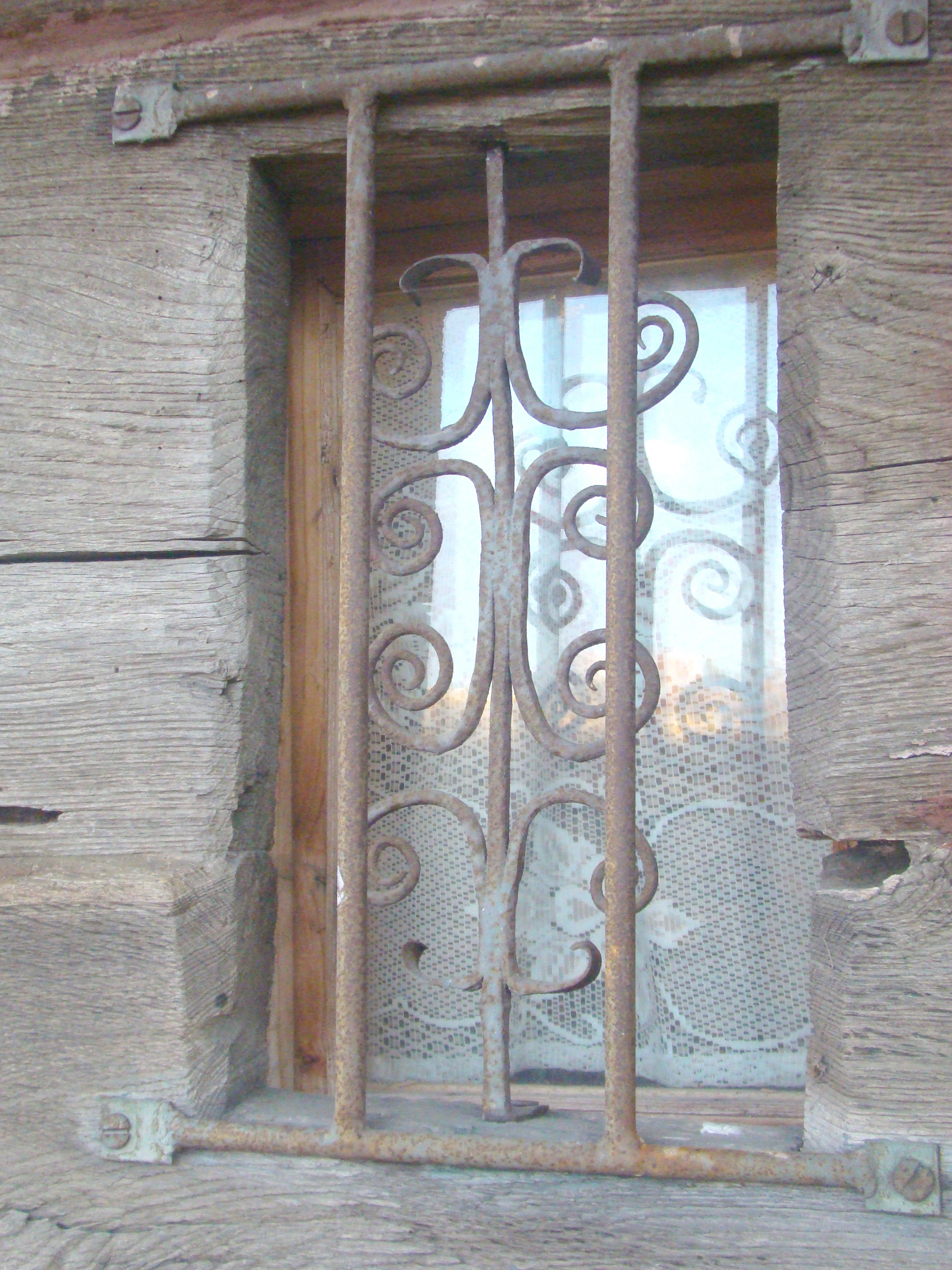
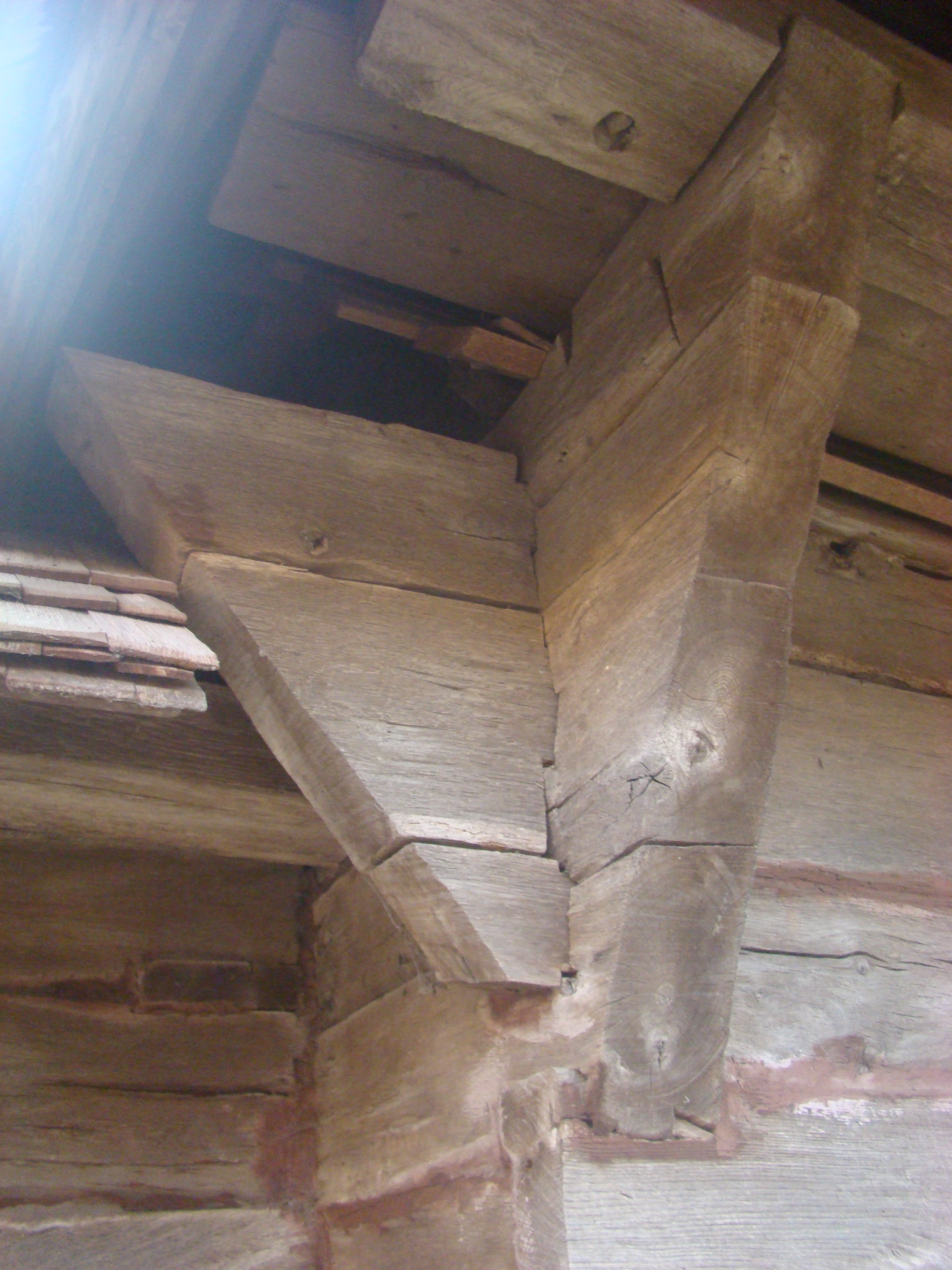
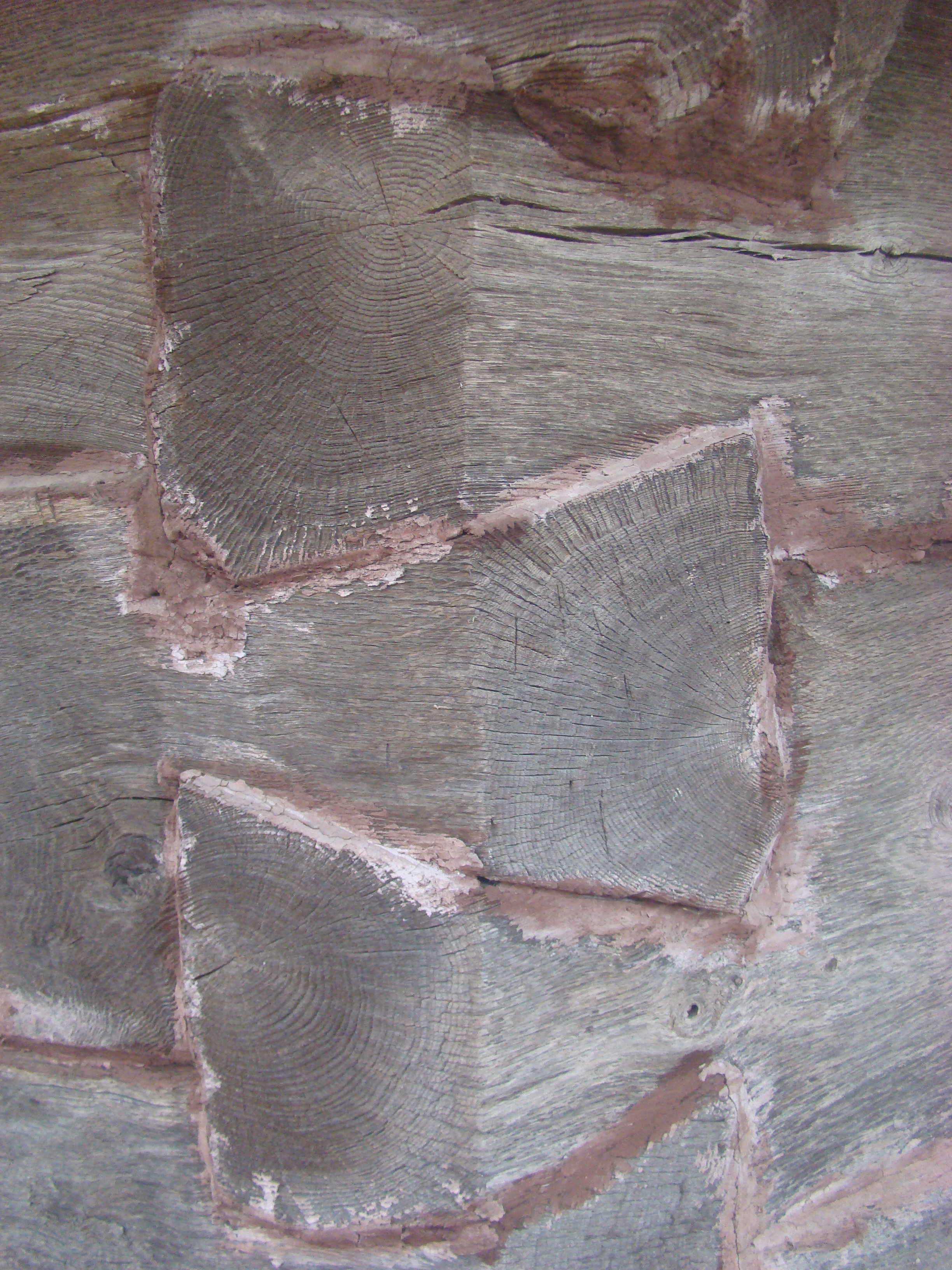
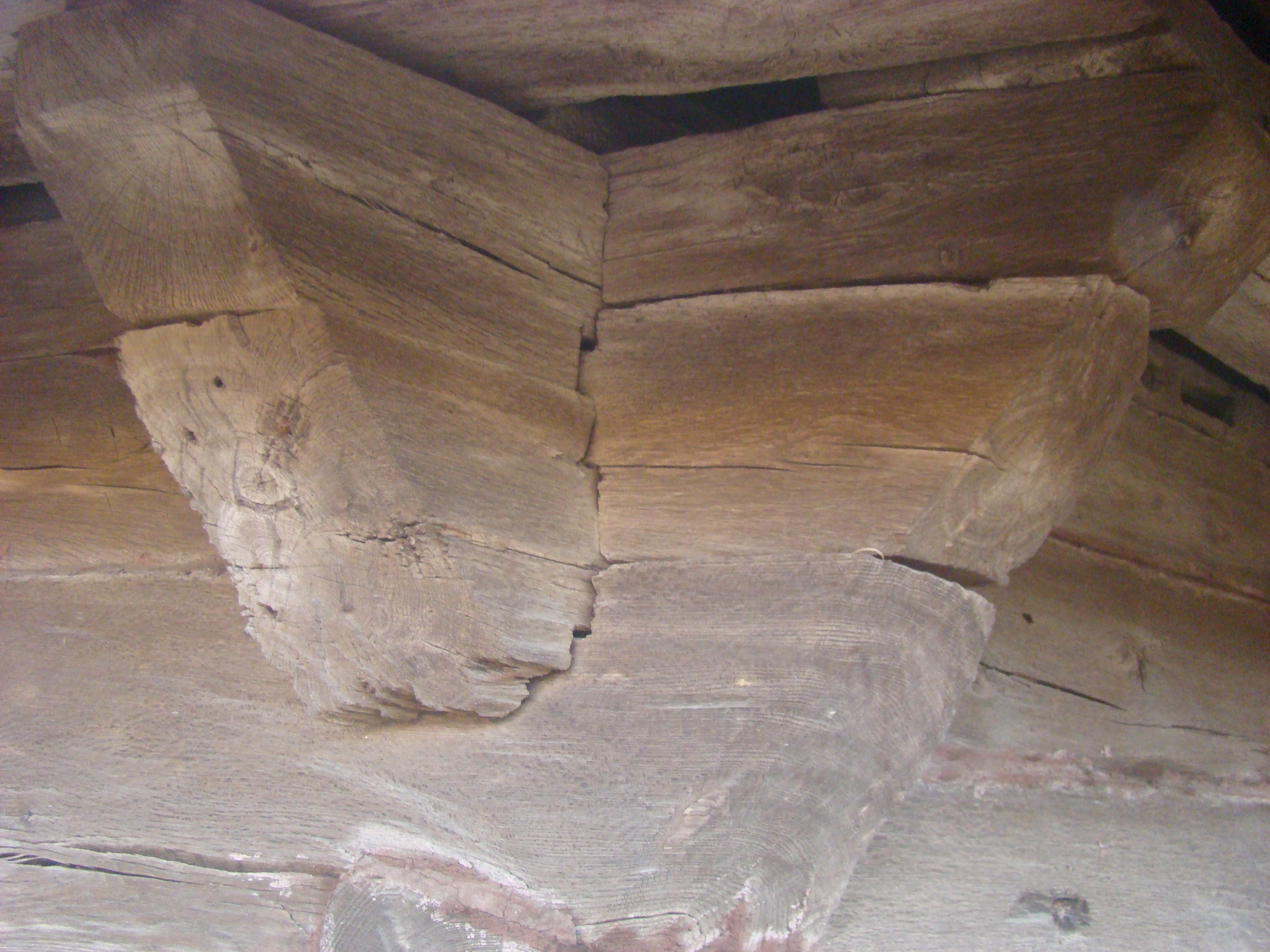
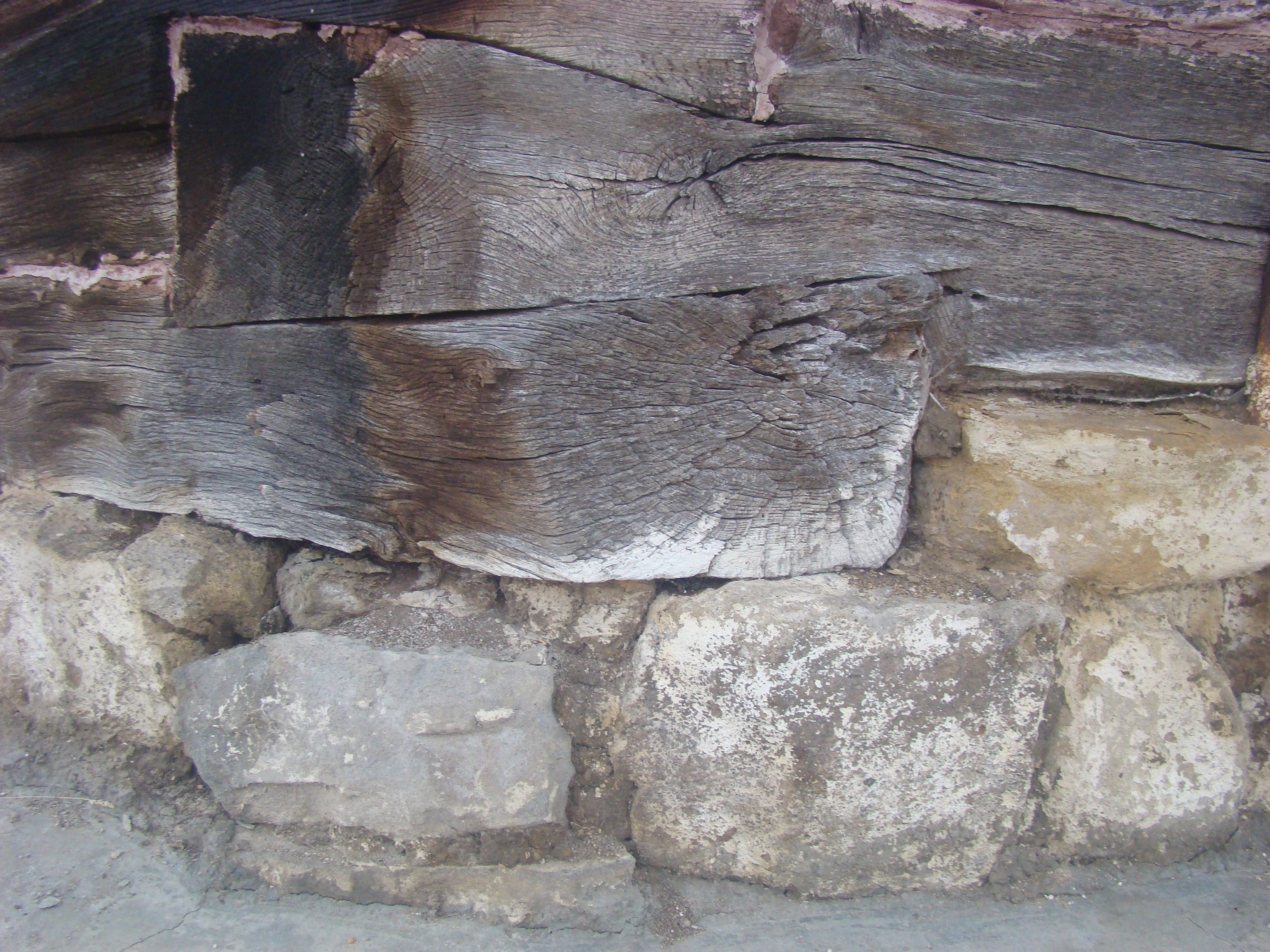
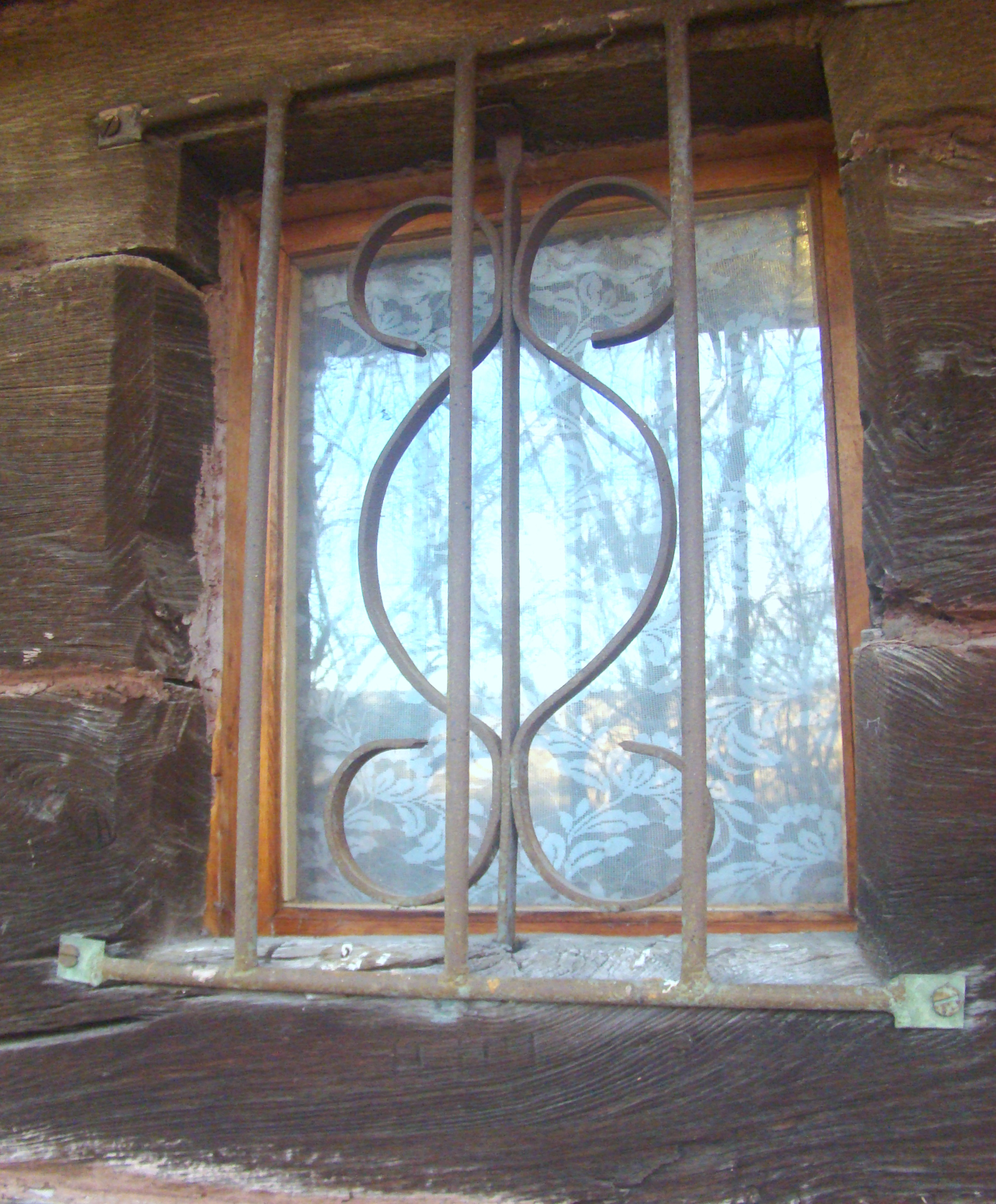
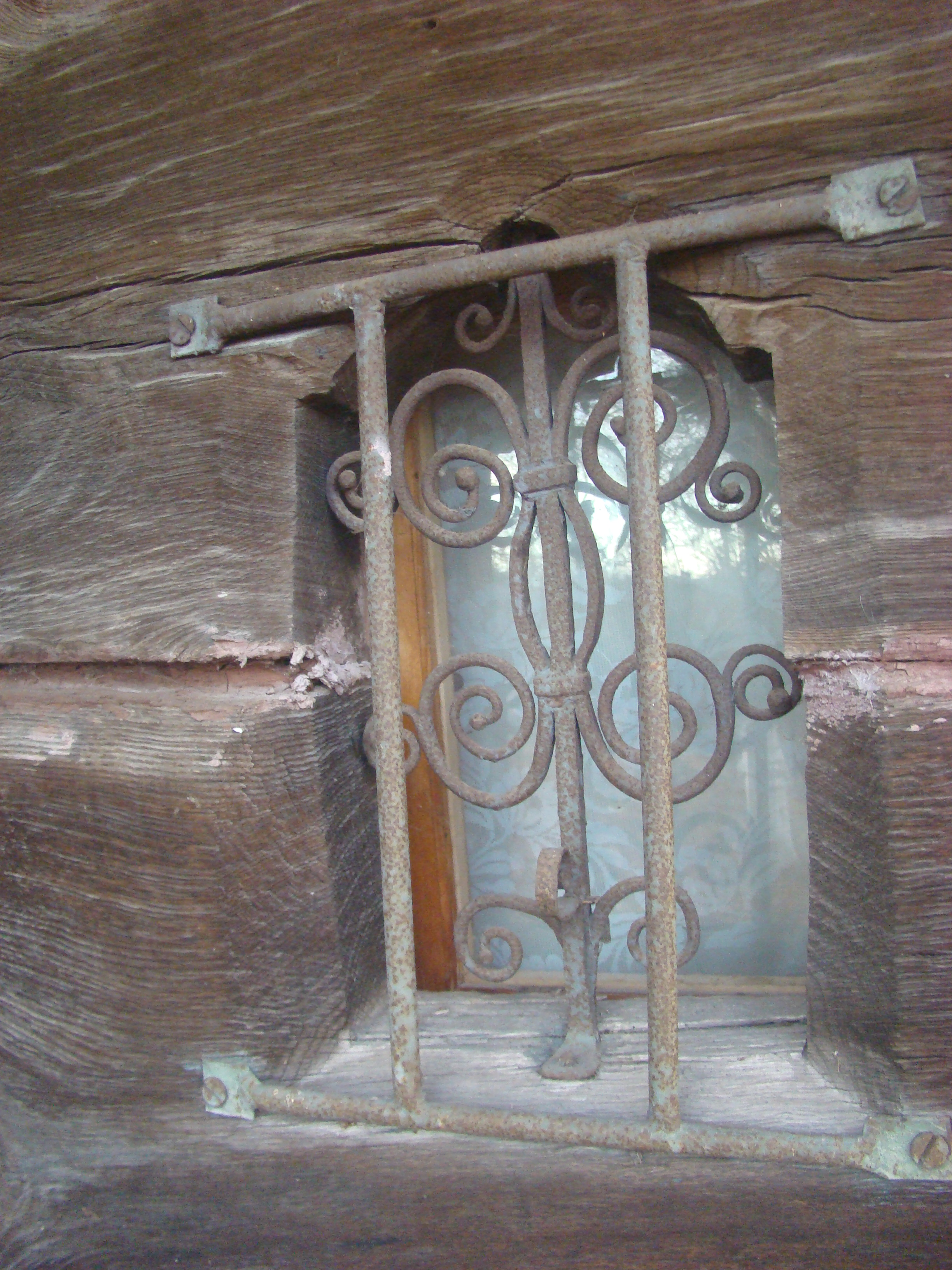
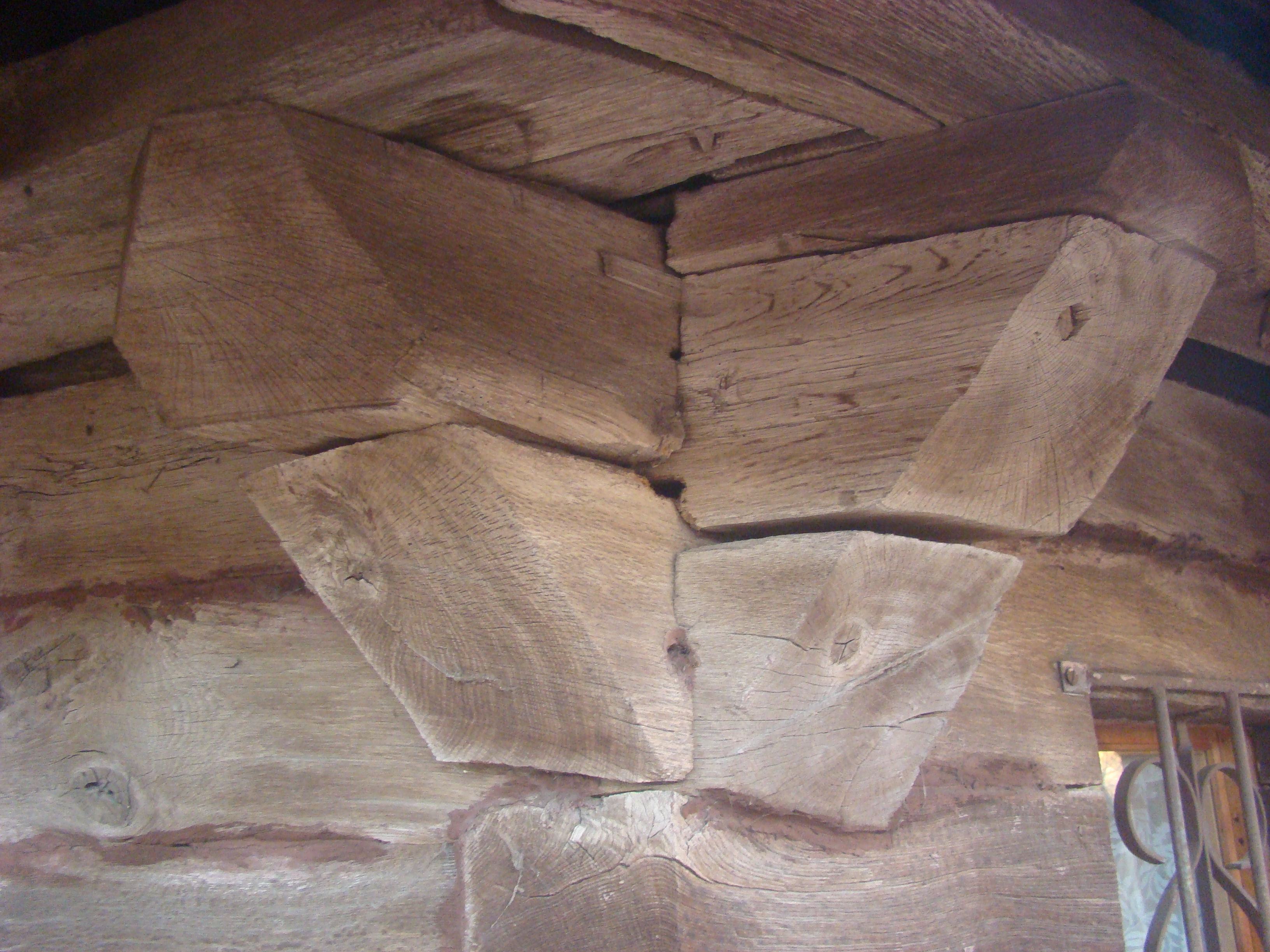
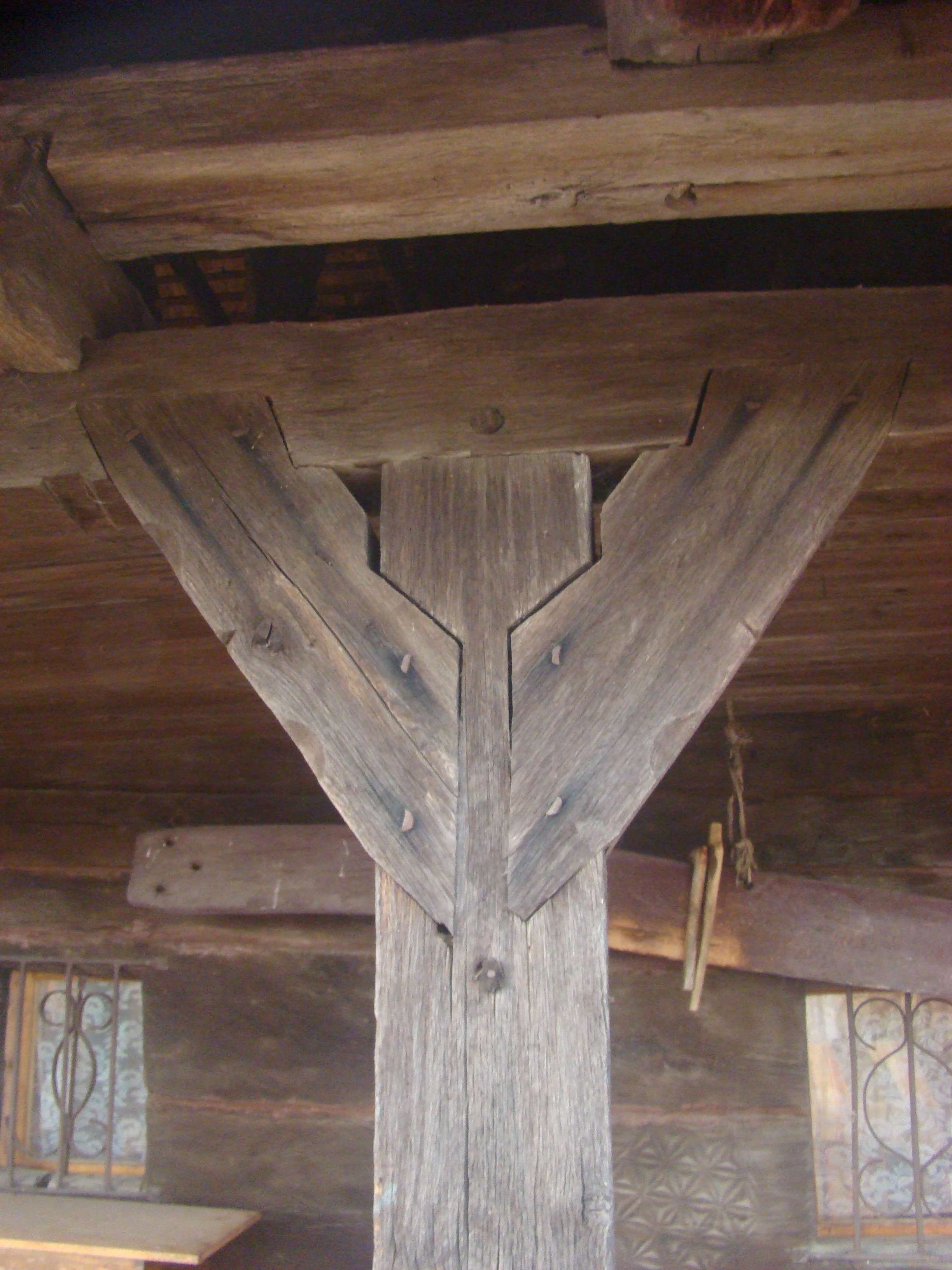
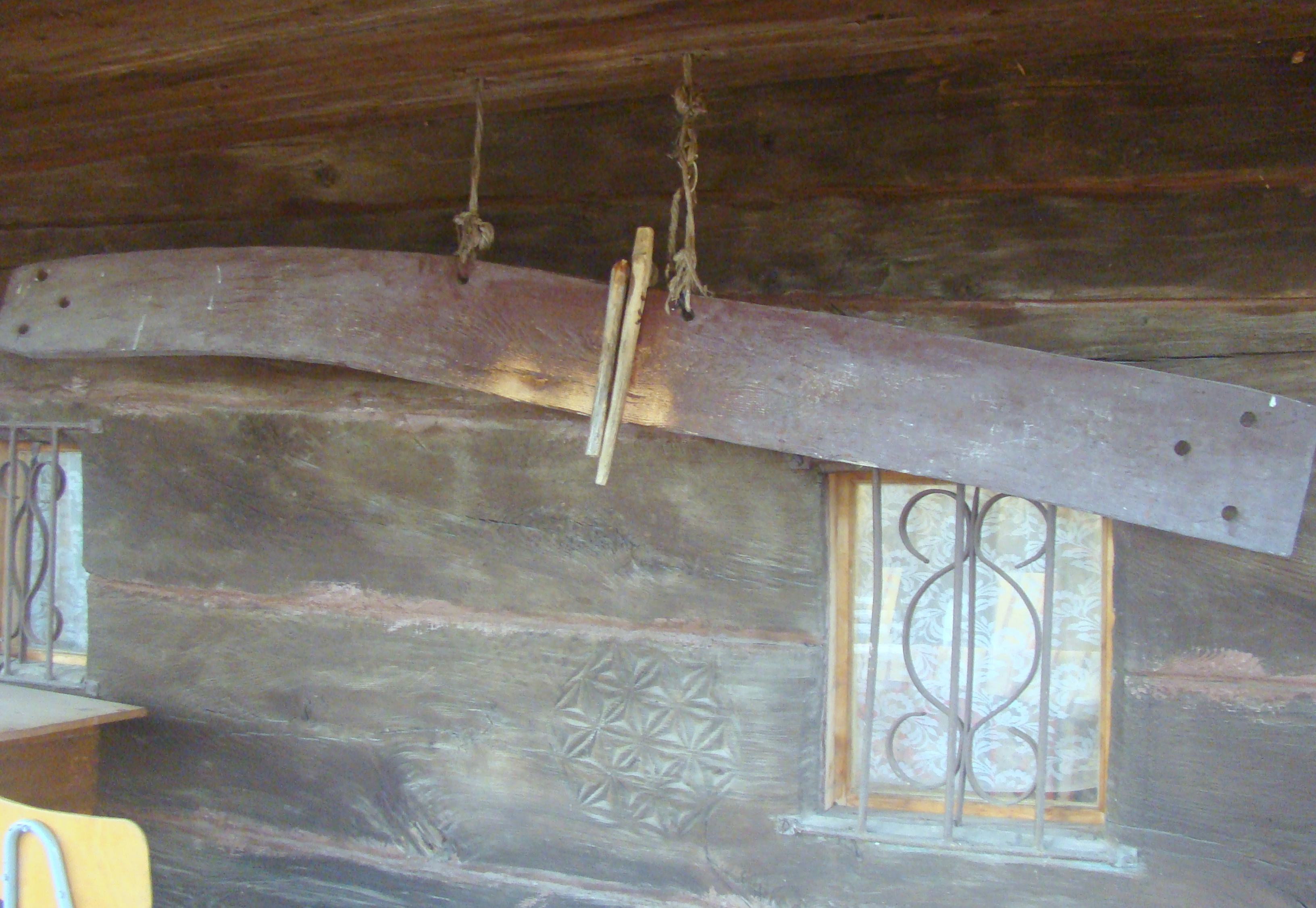
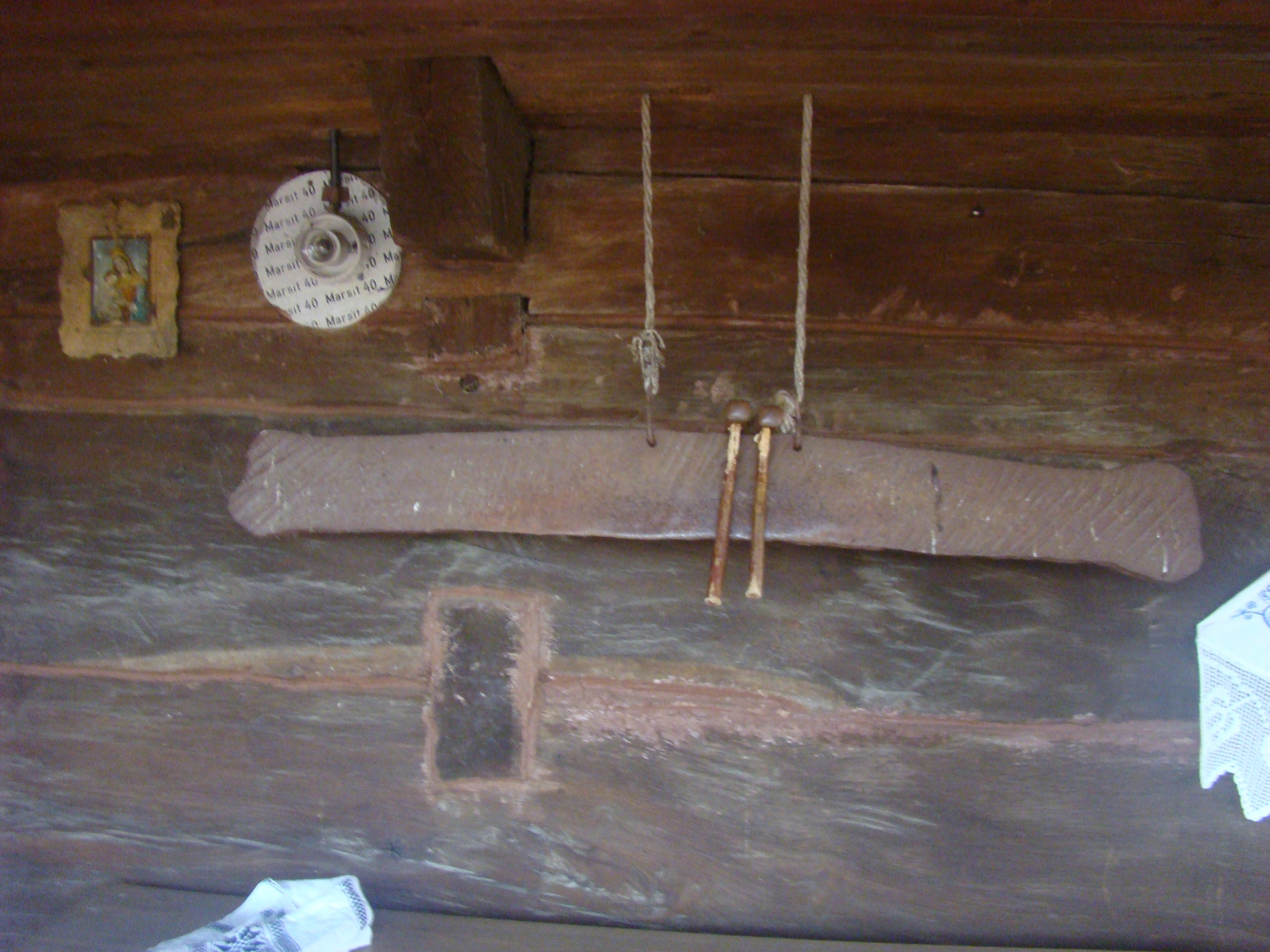
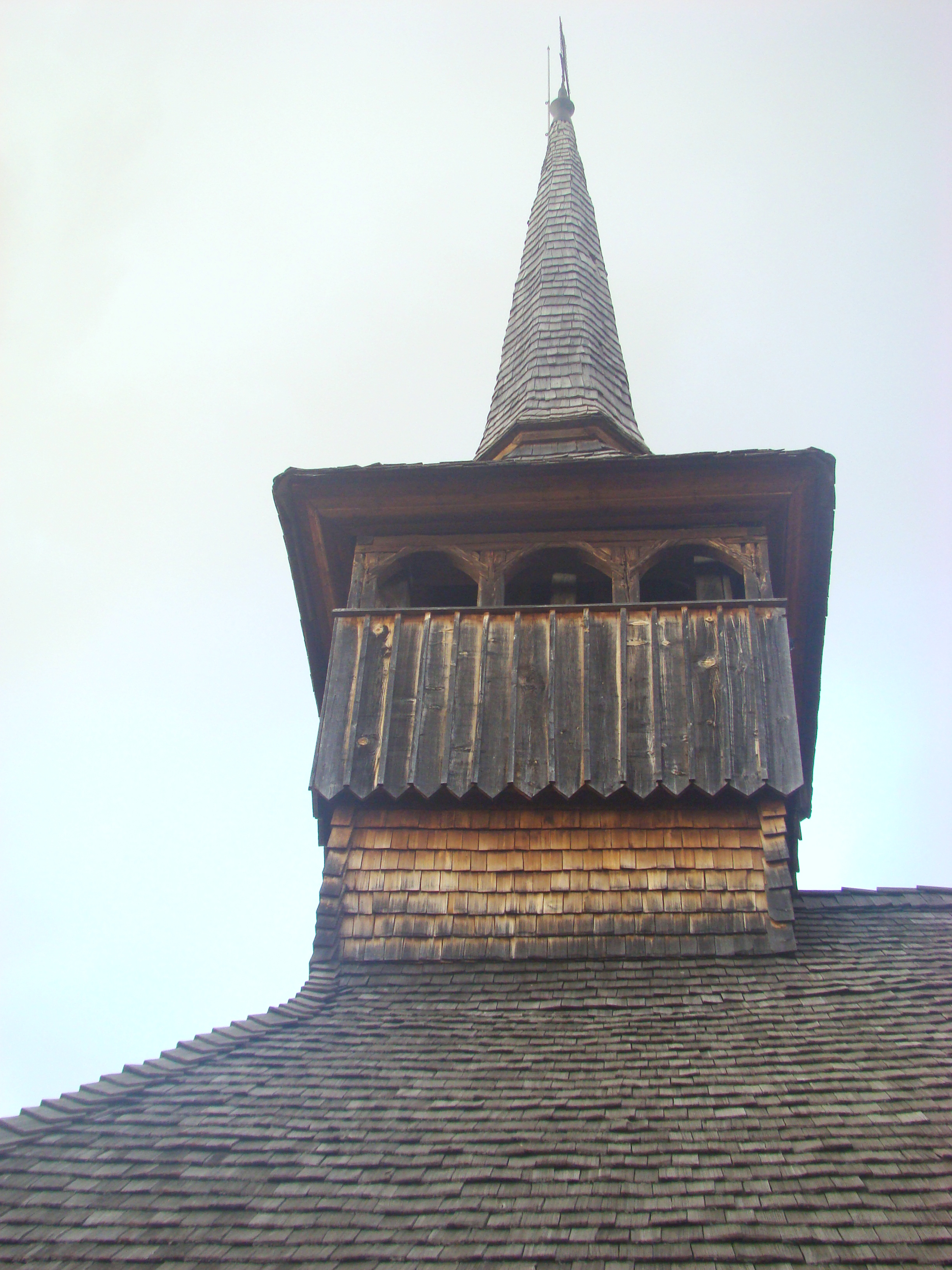
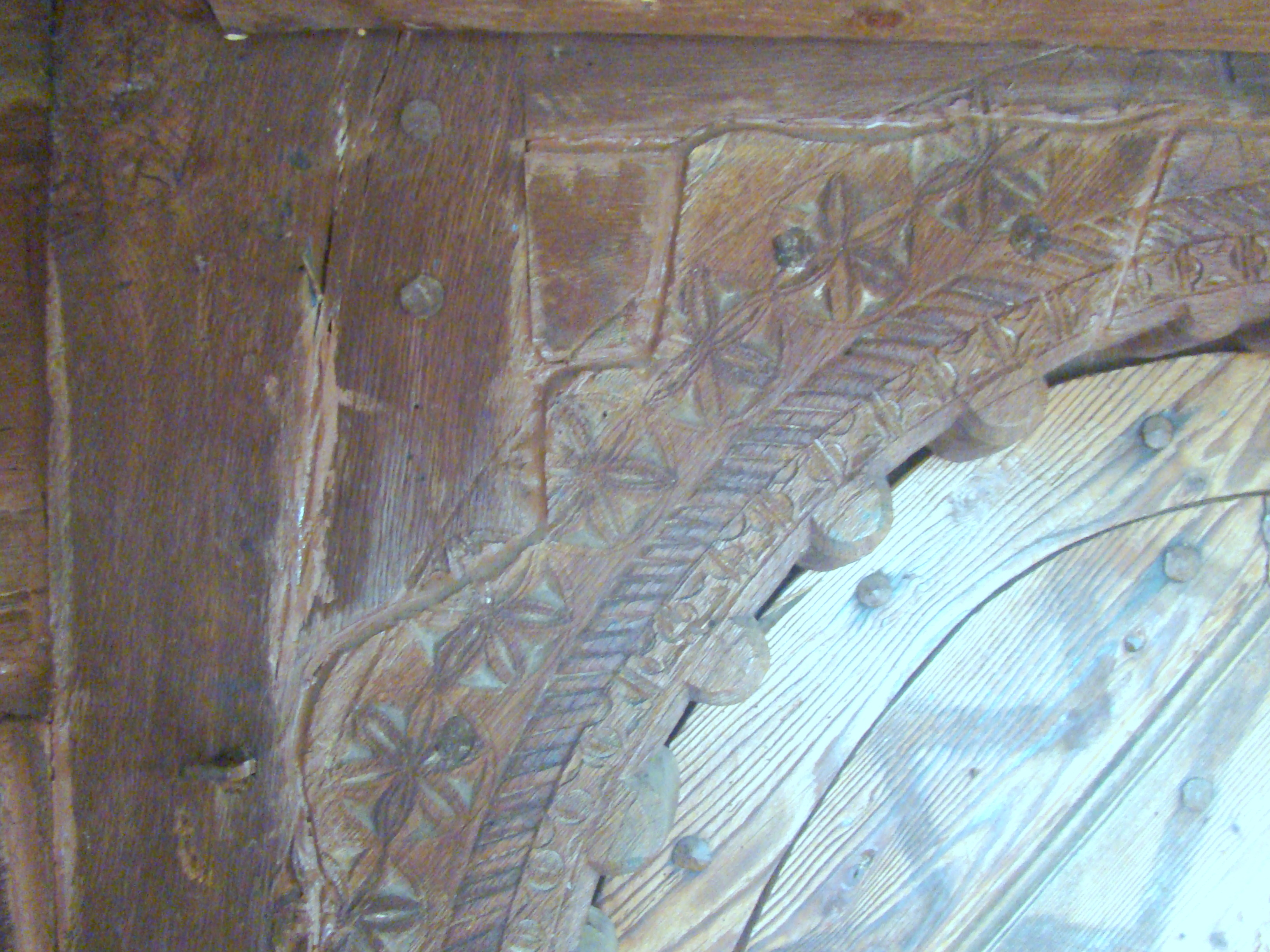
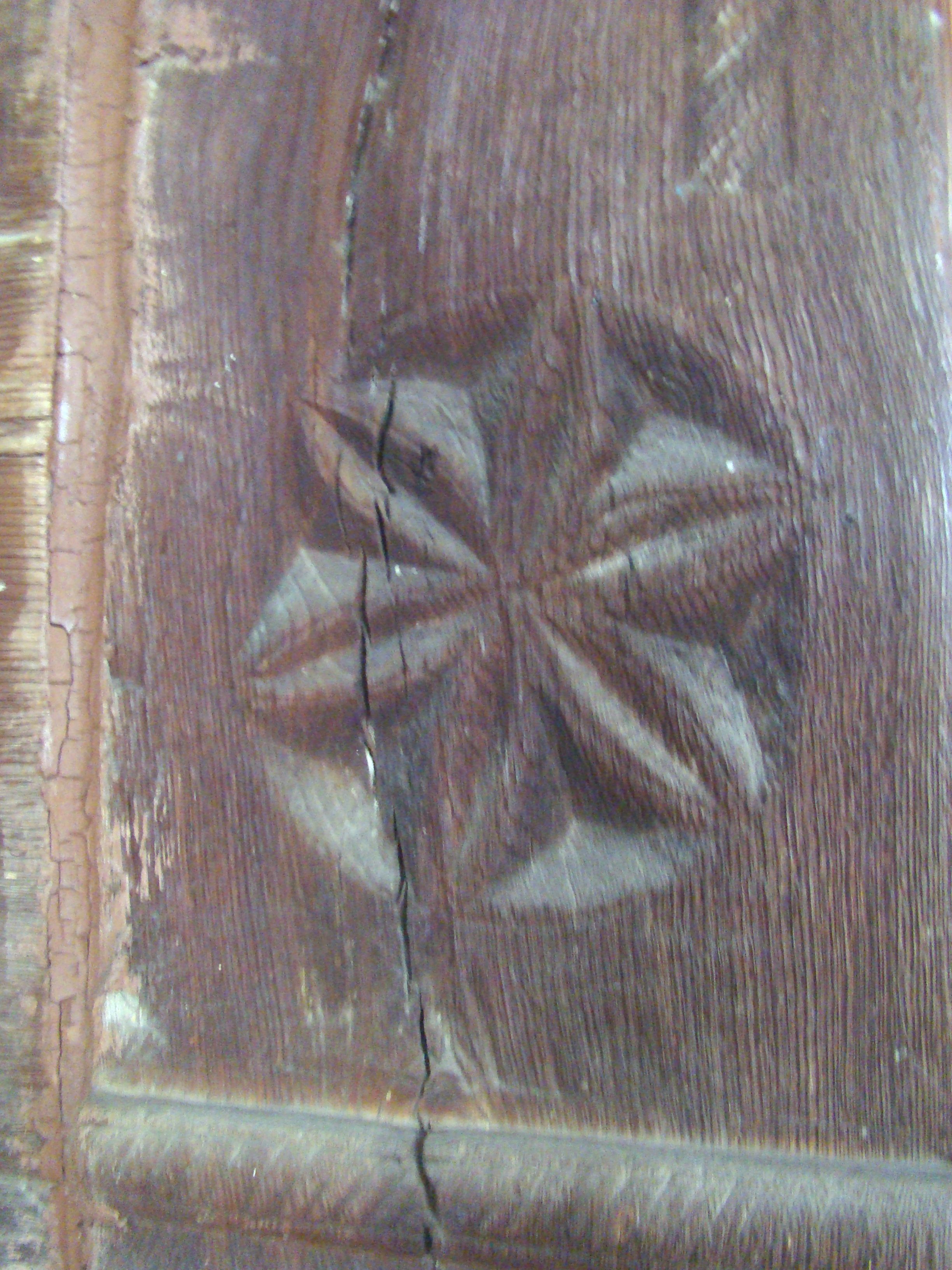
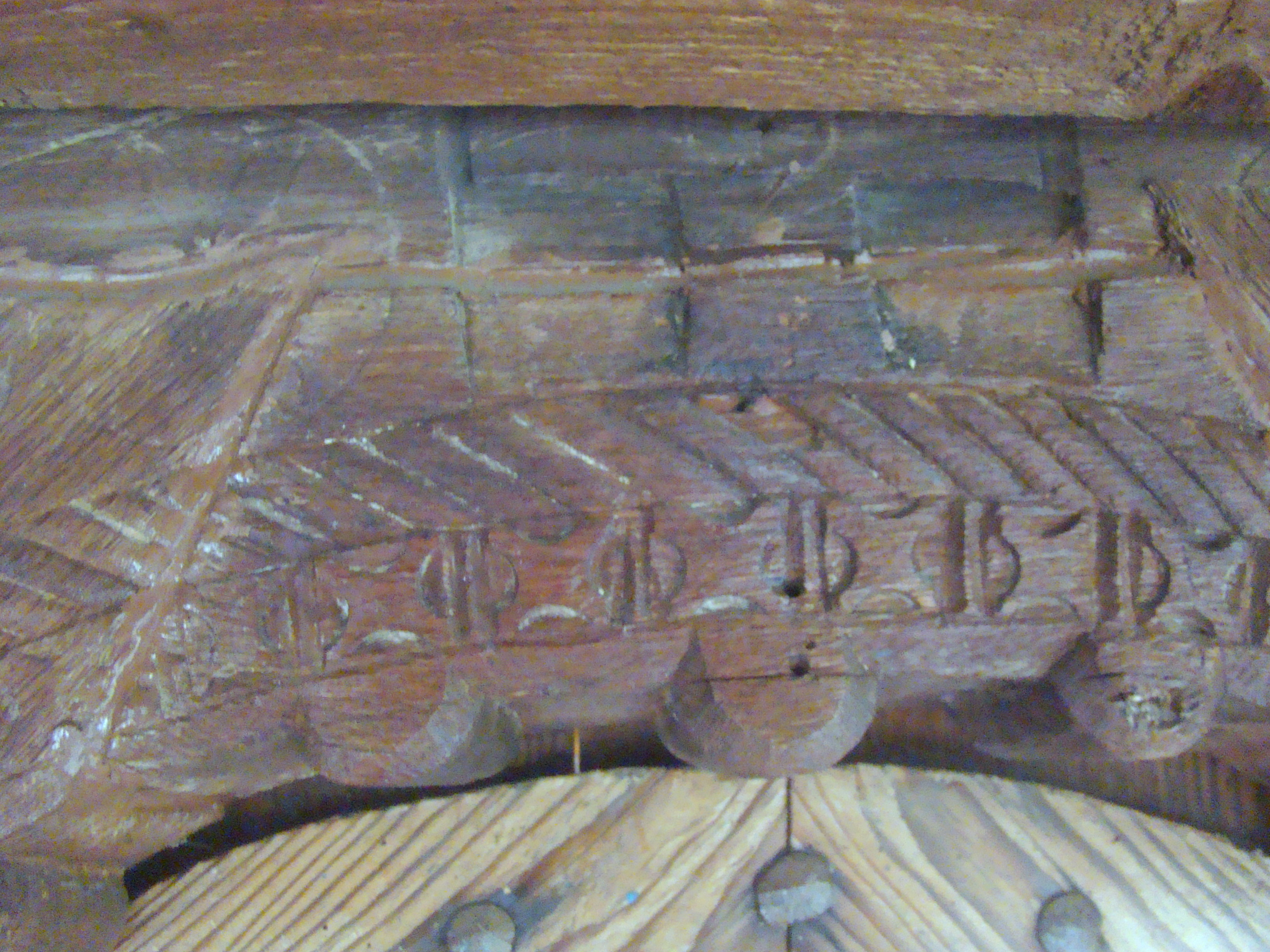
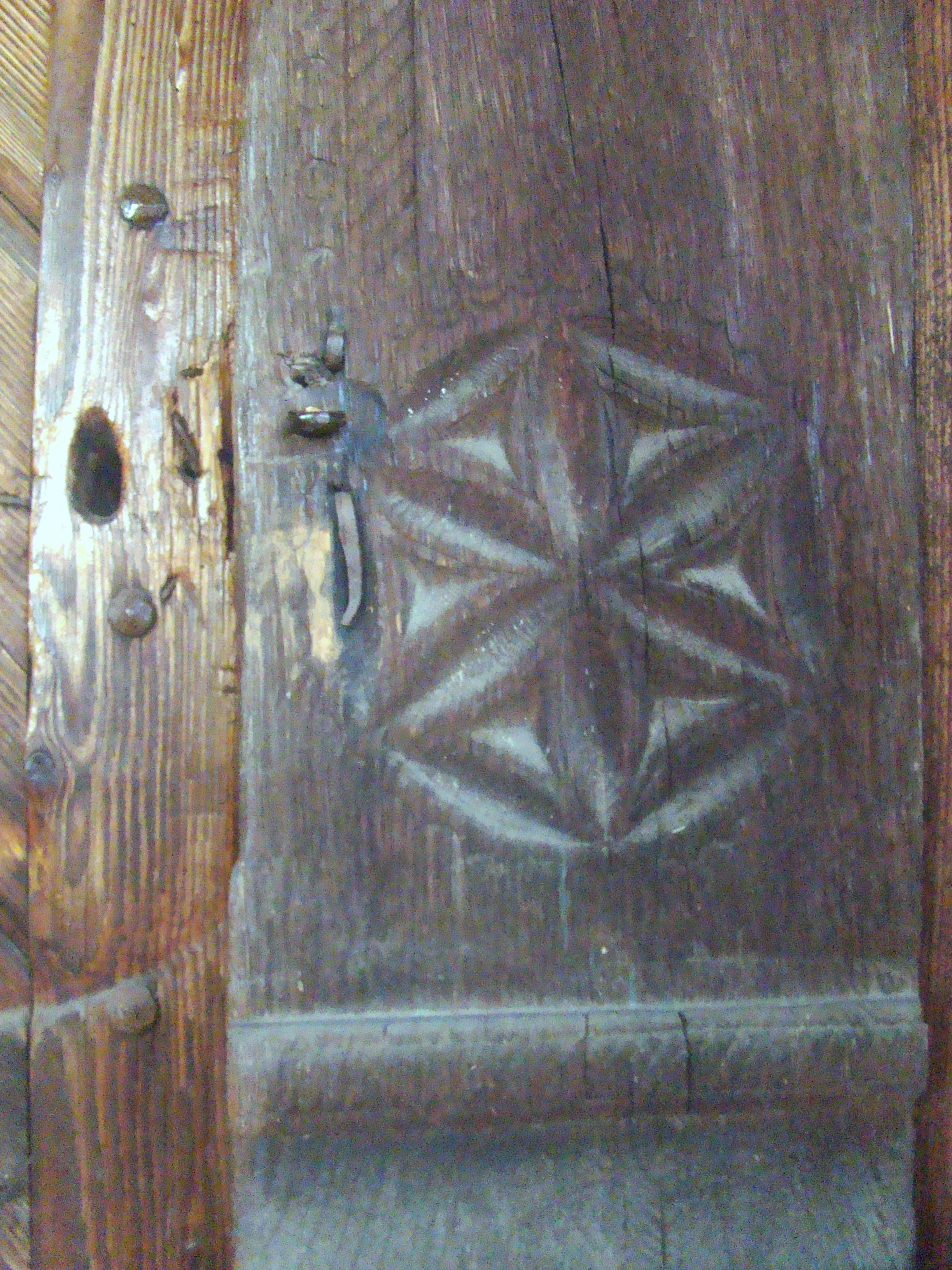
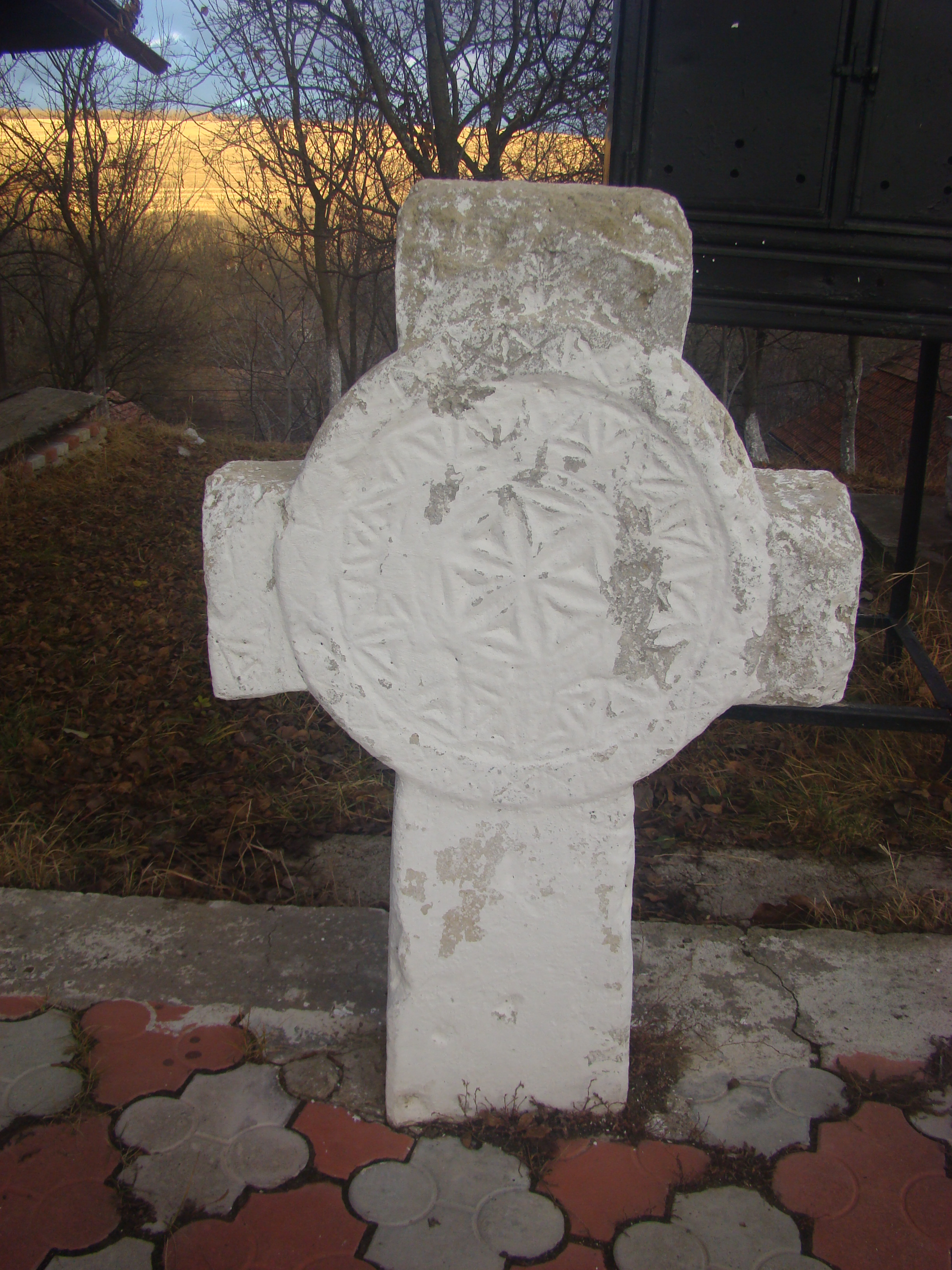
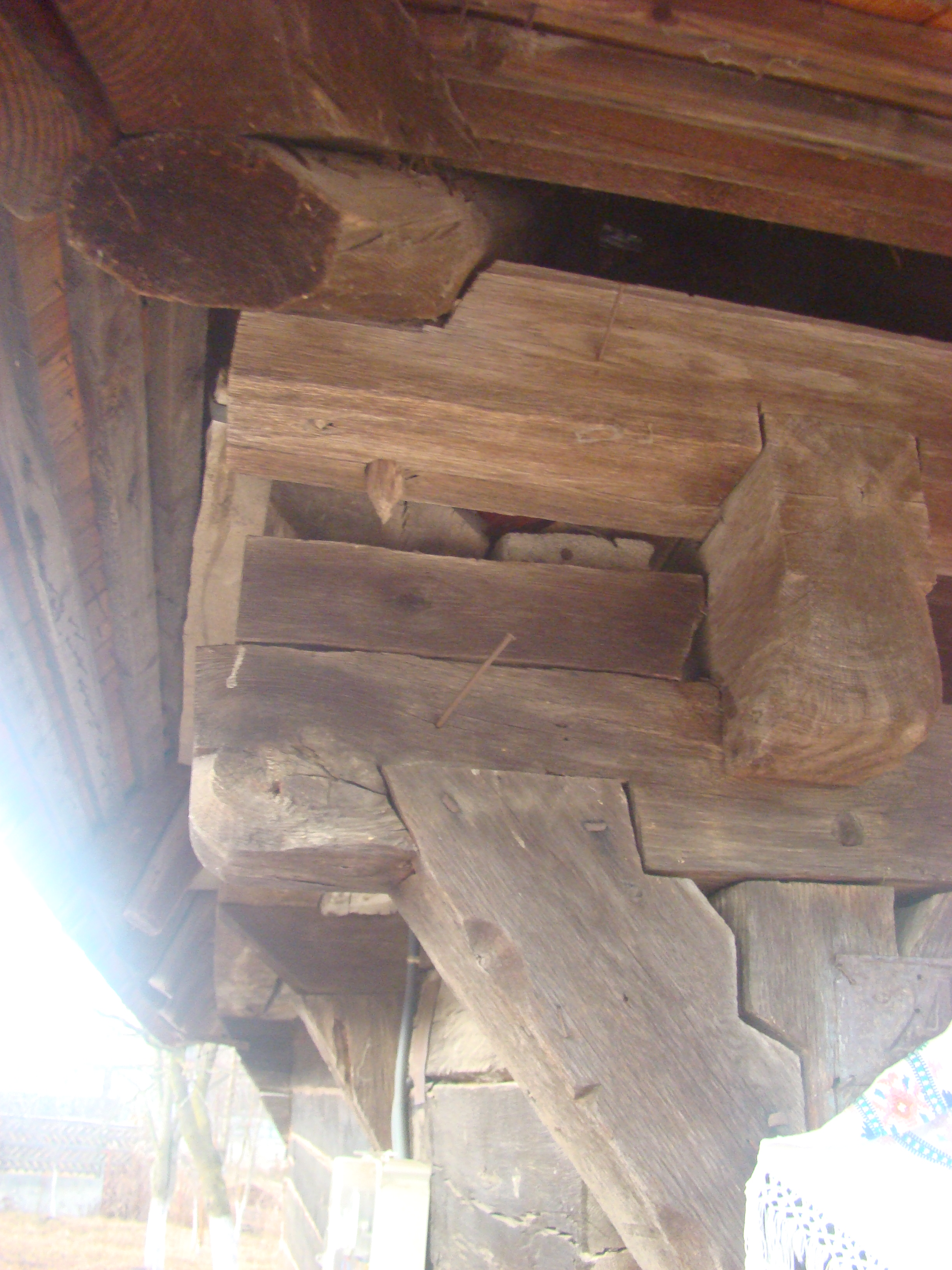
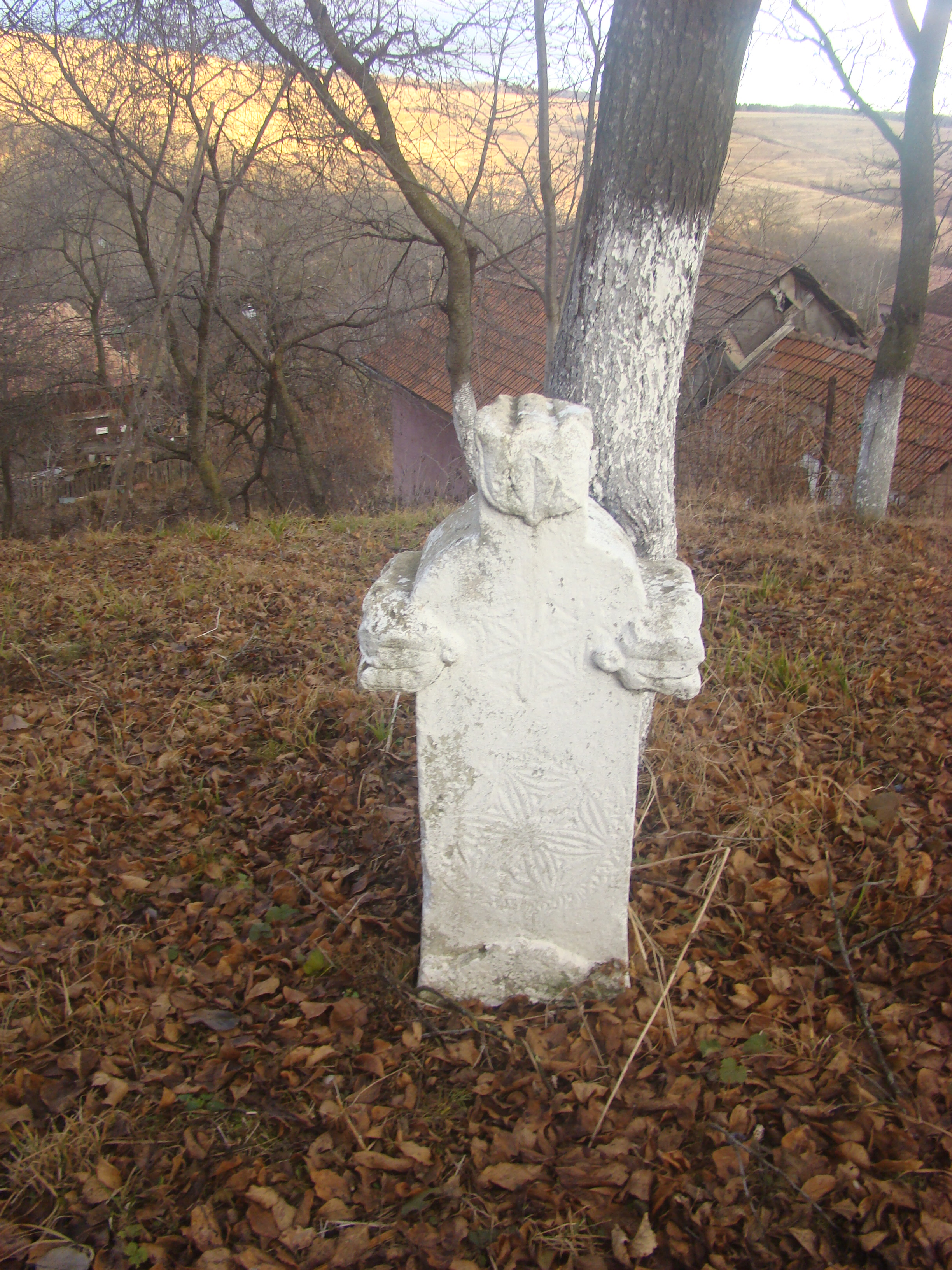
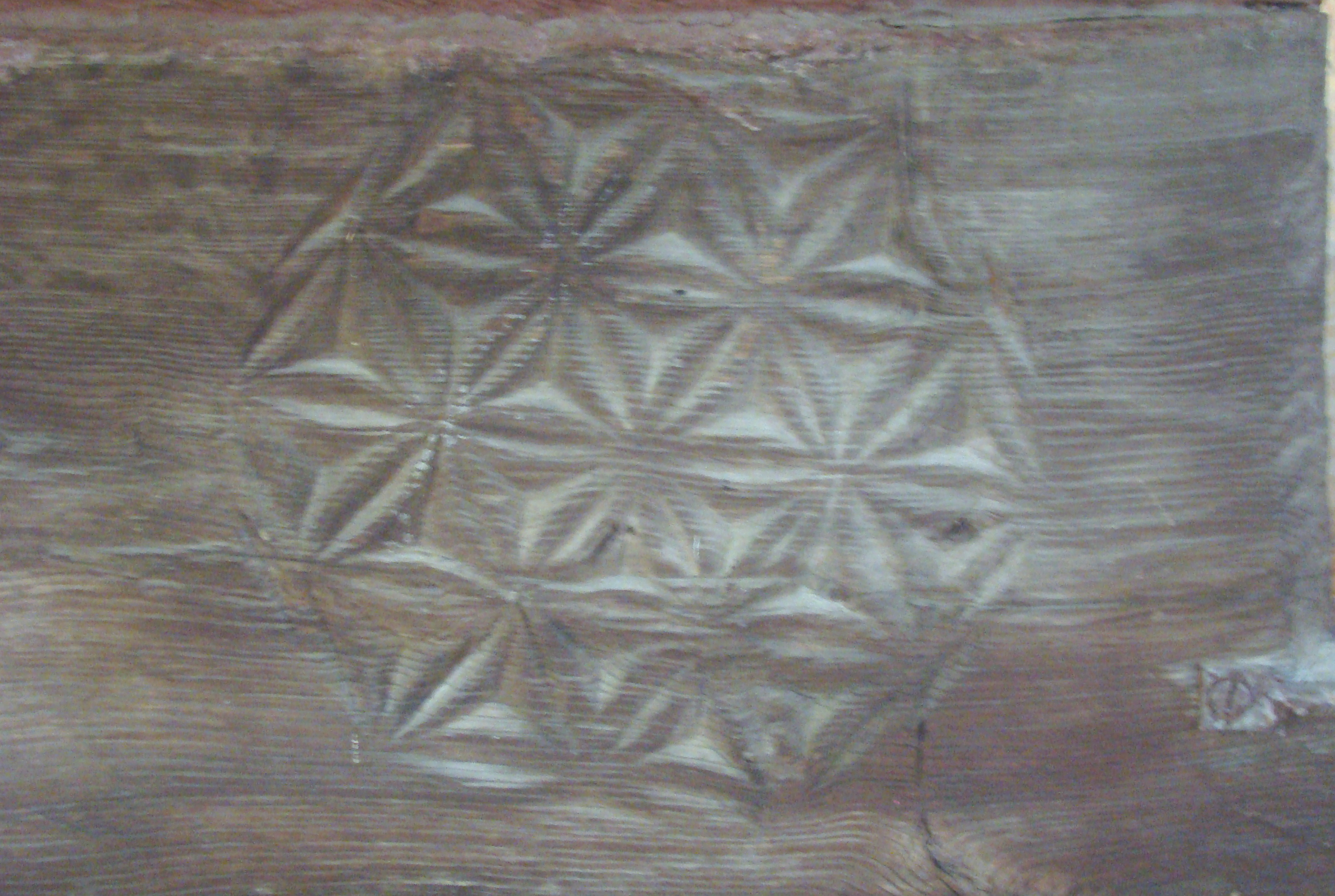
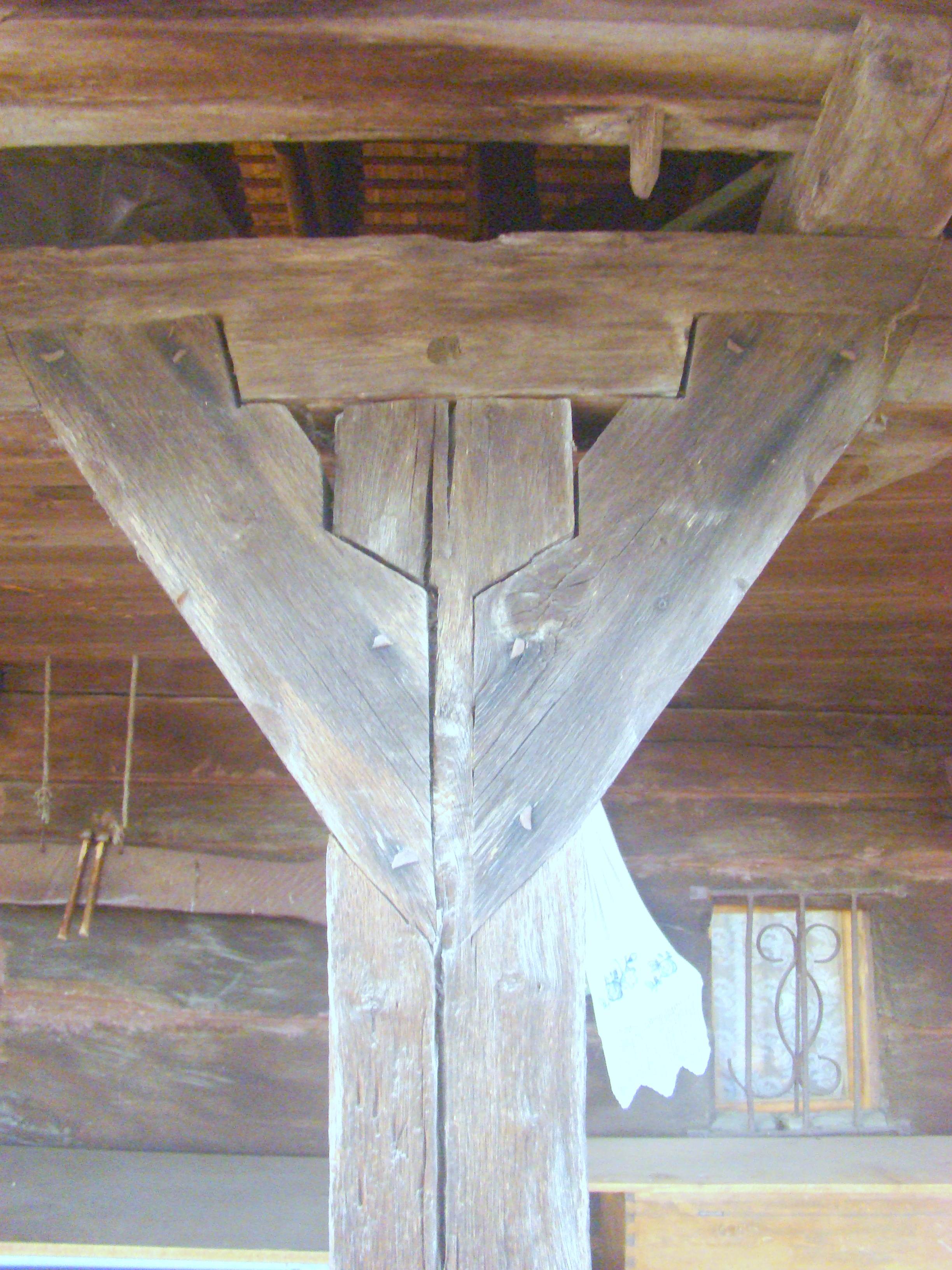
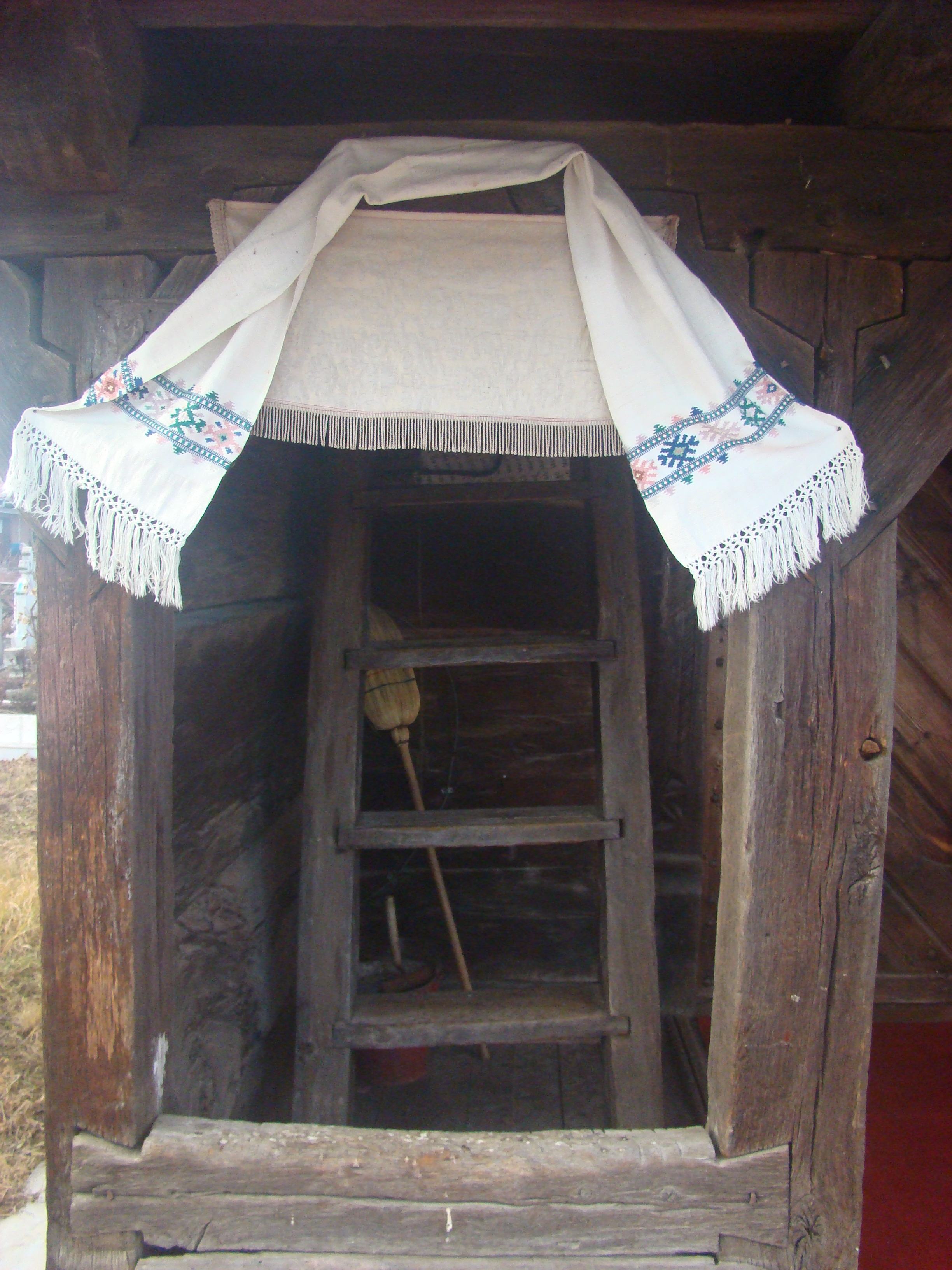
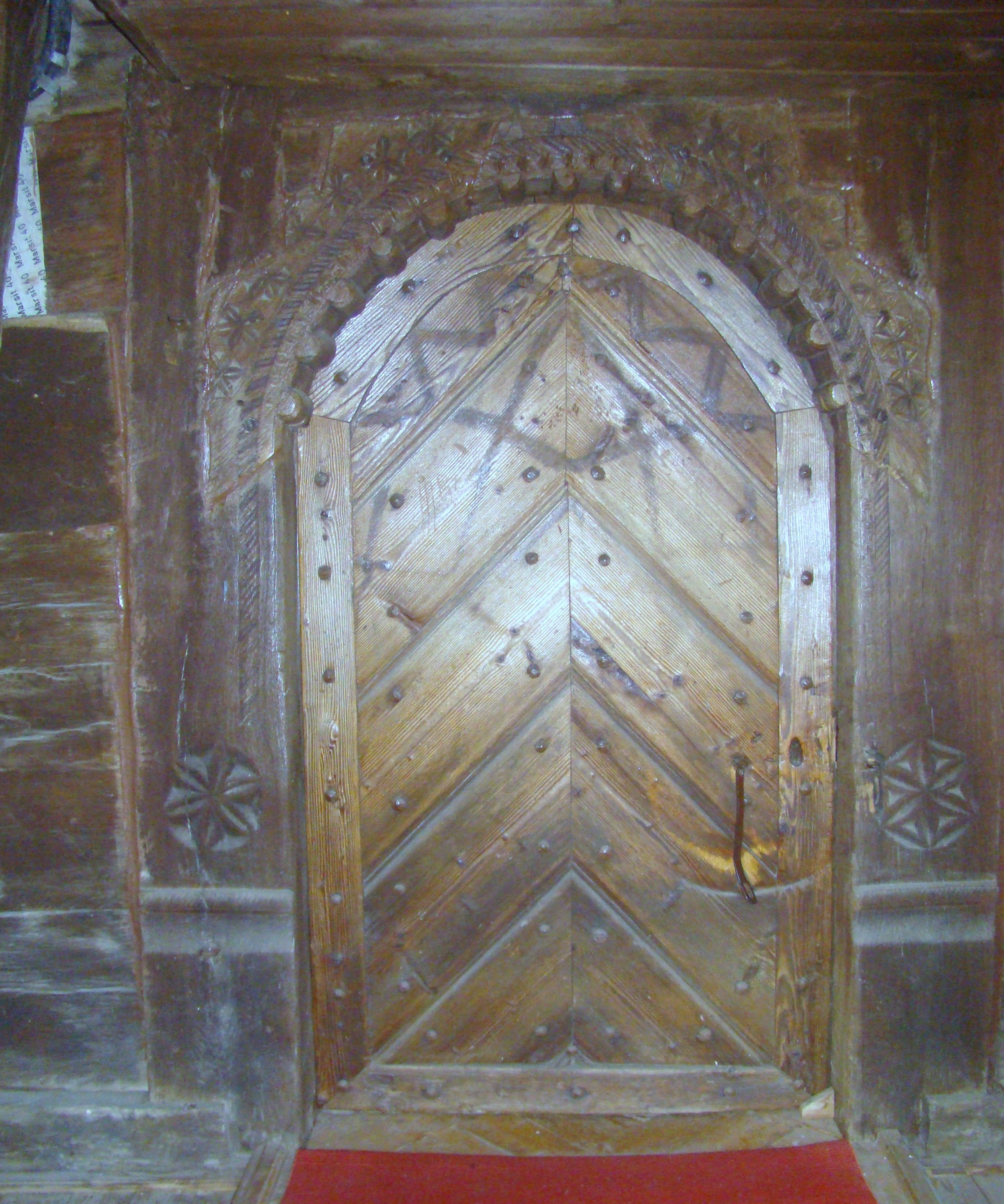
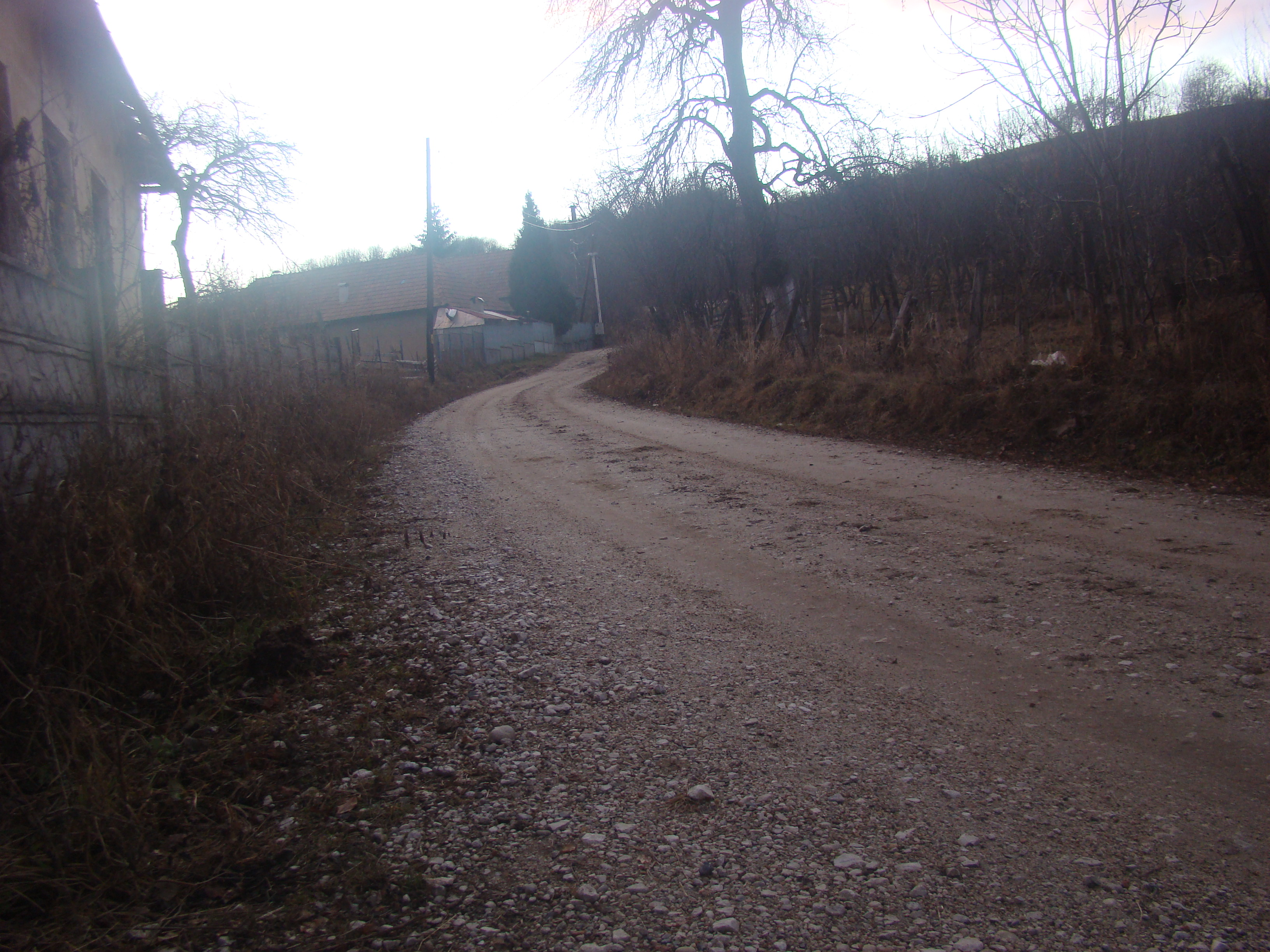
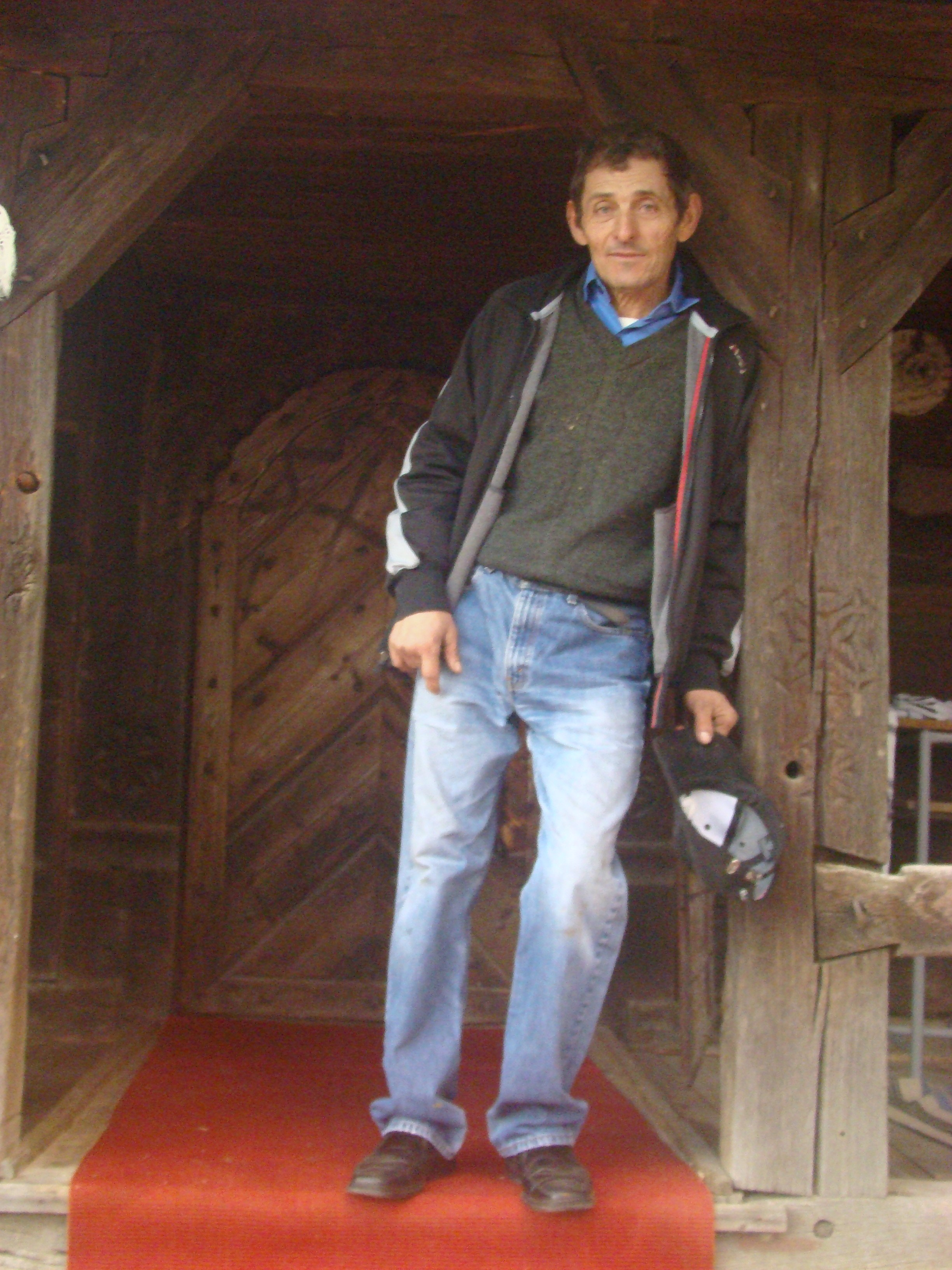
Sfătul Vasile Țărmure